# Église Sainte-Eulalie de Lignan-de-Bordeaux
Pour les articles homonymes, voir Église Sainte-Eulalie.
L'église Sainte-Eulalie est une église catholique située dans la commune de Lignan-de-Bordeaux, dans le département de la Gironde et la région naturelle de l'Entre-deux-Mers, en France.

## Localisation
L'église se trouve au cœur du bourg, sur la route départementale D115.

## Historique
La documentation sur l'origine de l'église est fragmentaire et parfois contradictoire. L'église est certainement érigée sur des structures anciennes, probablement gallo-romaines. Vers 1090, des Lignanais, Richard et Bertrand de Linham, Gancelin et Guittard, reçoivent l'habit monastique des mains de Gérard de Corbie, premier abbé de la Sauve-Majeure, et ils construisent un monastère au lieu-dit la Lande.
En 1111, ces religieux fondent un prieuré, dépendant de l'abbatiale Sainte-Croix de Bordeaux (probablement le prieuré Saint-Jean, aujourd'hui disparu). Les moines songent à bâtir une église et, en 1147, Louis VII leur accorde une charte de donation et de privilèges, qui est transcrite dans le cartulaire de Sainte-Croix de Bordeaux. Ensuite, l'église est donnée au chapitre de Saint-André de Bordeaux et, dans cet acte de donation, on peut constater qu'elle possède depuis le Moyen Âge, droit de sépulture et de mariage.
Il existait aussi, au XIIe siècle, à Lignan, une commanderie de l'Ordre du Temple, que plusieurs auteurs s'accordent à situer sur l'emplacement de l'actuel château la Ligne et il semble que les hospitaliers de Saint-Jean de Jérusalem ont pris le relais des moines pour la construction du transept.
L'église est orientée avec une légère inclinaison vers le sud. L'abside et les deux absidioles s'ajustent chacune à un chœur assez allongé. Ces trois chœurs communiquent entre eux par deux arcs, percés au XVIIe siècle, qui s'ouvrent sur le transept. Il n'y a pas de bas-côté le long de la nef, mais, lors de la restauration de 1986, on a trouvé des indications montrant que des bas-côtés au nord et au sud étaient prévus. Au sud de la façade occidentale, on trouve des vestiges du mur primitif et il est possible que le portail date de la première époque romane du VIIIe siècle.
L'abside est voûtée en cul-de-four, l'absidiole nord également. Les chœurs, le carré du transept et le bras méridional sont voûtés en berceau et, sur le bras septentrional et au fond du chœur sud, ont été établies des croisées d'ogives prismatiques. La voûte du transept nord a été faite au XVe siècle en style gothique. La clef de voûte porte les armoiries de la baronne Crussol de Montsaley (épouse Pontac). La voûte dans le chœur sud porte à sa clef la date de 1635. Cette restauration a été commandée par Geoffroy de Pontac, grâce à un legs de son oncle Arnaud de Pontac, évêque de Bazas.
La réfection des parties méridionale et centrale du bâtiment a été opérée en 1725, financée par la famille du marquis de Chapelas, seigneur de La Ligne, à qui l’Église avait accordé un droit de sépulture, de banc et de litre.
Une sacristie a été rajoutée au nord du sanctuaire, probablement en 1735, lors d'autres petites transformations de l'église (percée de la porte dans l'absidiole sud).
L'église est désaffectée pendant la Révolution française, en 1789, et la maison curiale vendue comme bien national. Puis, sous la Restauration, la paroisse est unie à celle de Sadirac. Les habitants font rétablir le culte à Lignan et un nouveau prêtre s'installe en 1843.
À une date indéterminée, un clocher-mur est bâti au-dessus du portail, comme le montre un dessin ci-dessous, datant de 1845.
Au cours des siècles, l'église a souffert de restaurations qui en ont successivement altéré le caractère : croisées d'ogives ajoutées en gothique décadent et transept modifié au XVIIIe siècle.

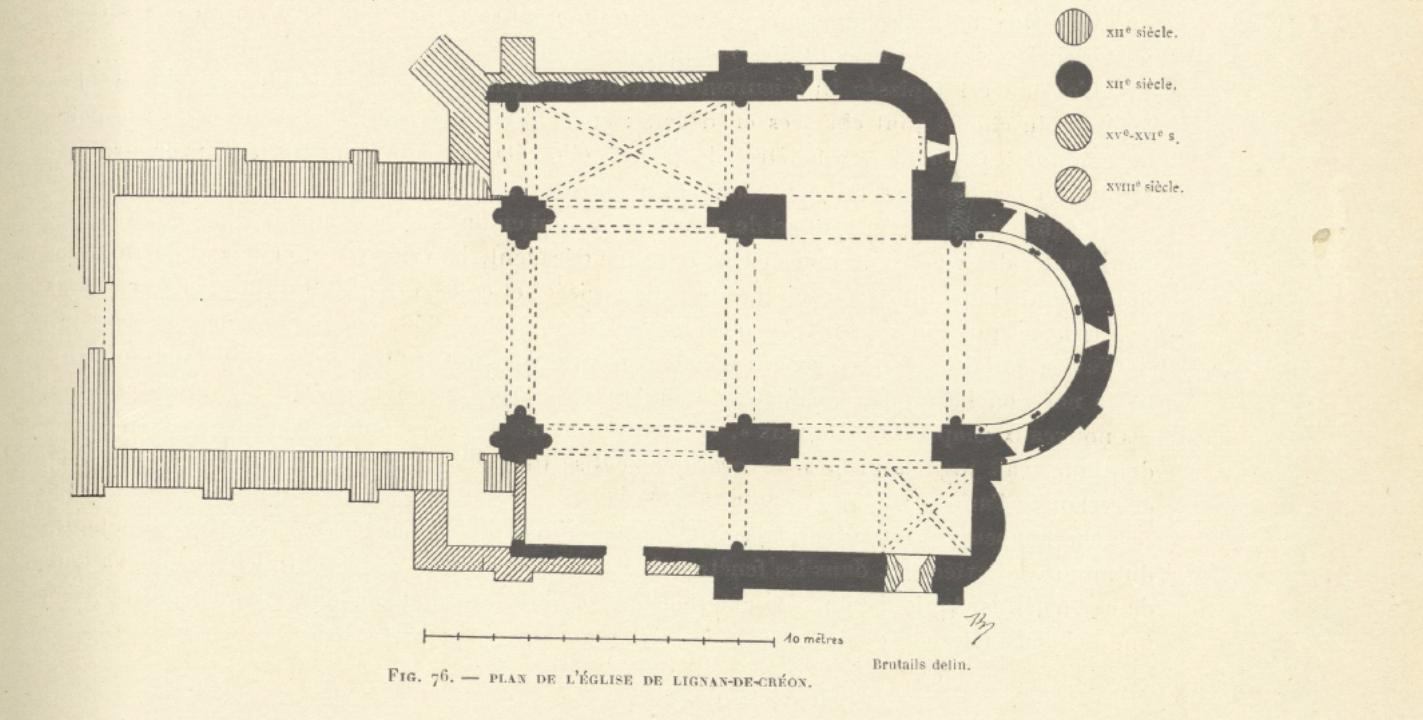
Plan de l'église, dessin de J.A. Brutails (1912)

En 1858, le clocher-mur donne des signes de fatigue et nécessite des travaux de restauration. Ces travaux sont confiés à l'architecte bordelais Marius Faget. Mgr Donnet, archevêque de Bordeaux, profite de cette occasion pour proposer un projet de clocher-tour à flèche, financé en totalité par les fonds recueillis par le conseil de fabrique de la commune. Cette idée est loin de faire l'unanimité, mais finalement, la commission des Monuments historiques donne son accord pour le clocher-tour et il est construit en 1859-1861. La flèche fut réparée à plusieurs reprises, à la suite de tempêtes en 1869, 1926 et 1999.
La nef a longtemps été lambrissée, avant d'être couverte, au cours de la restauration de 1859, d'une voûte de pierre en berceau. Des consolidations seront nécessaires, en 1987 et 1988, car cette nouvelle structure en pierre déstabilisait l'équilibre du bâtiment.

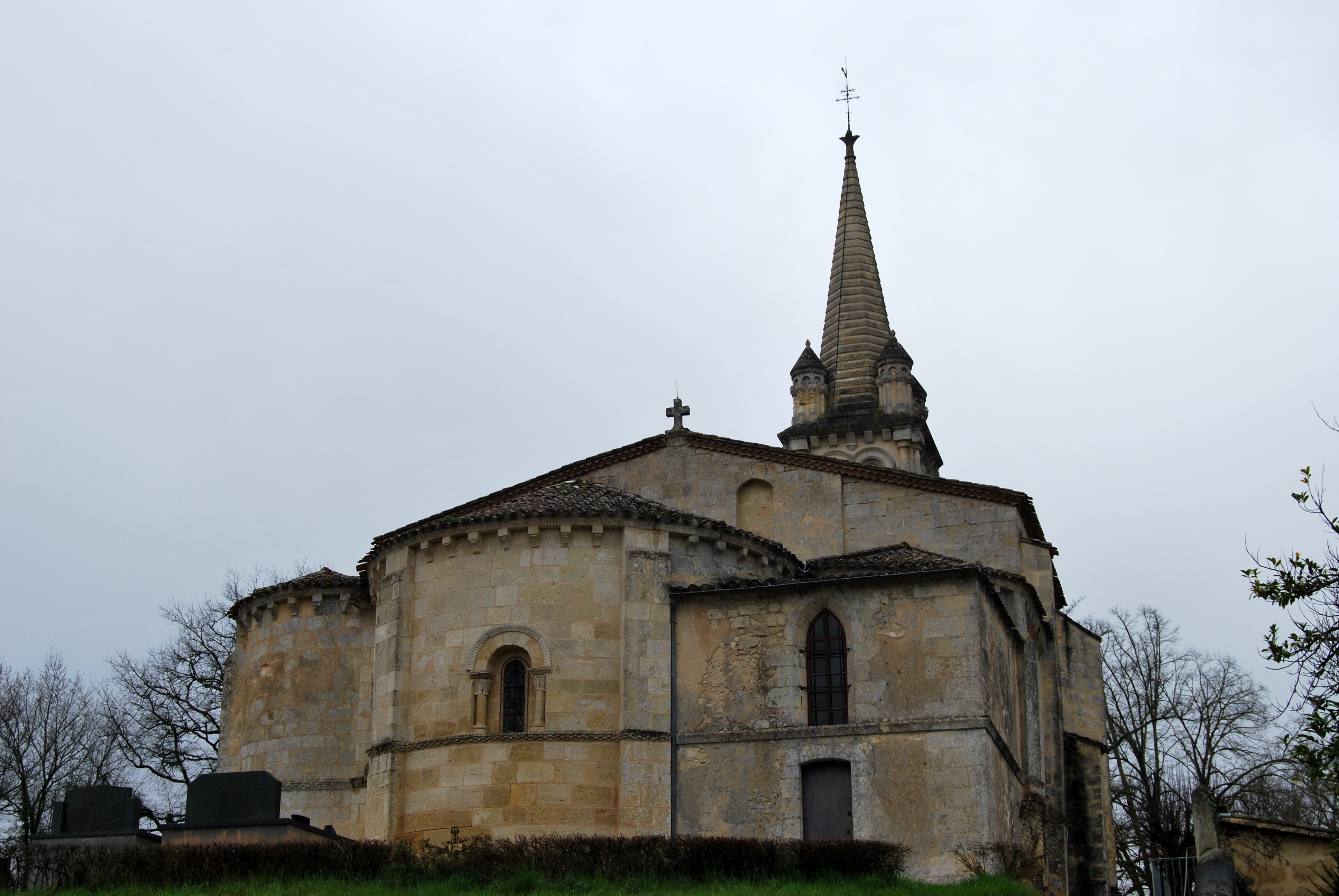
Façade orientale
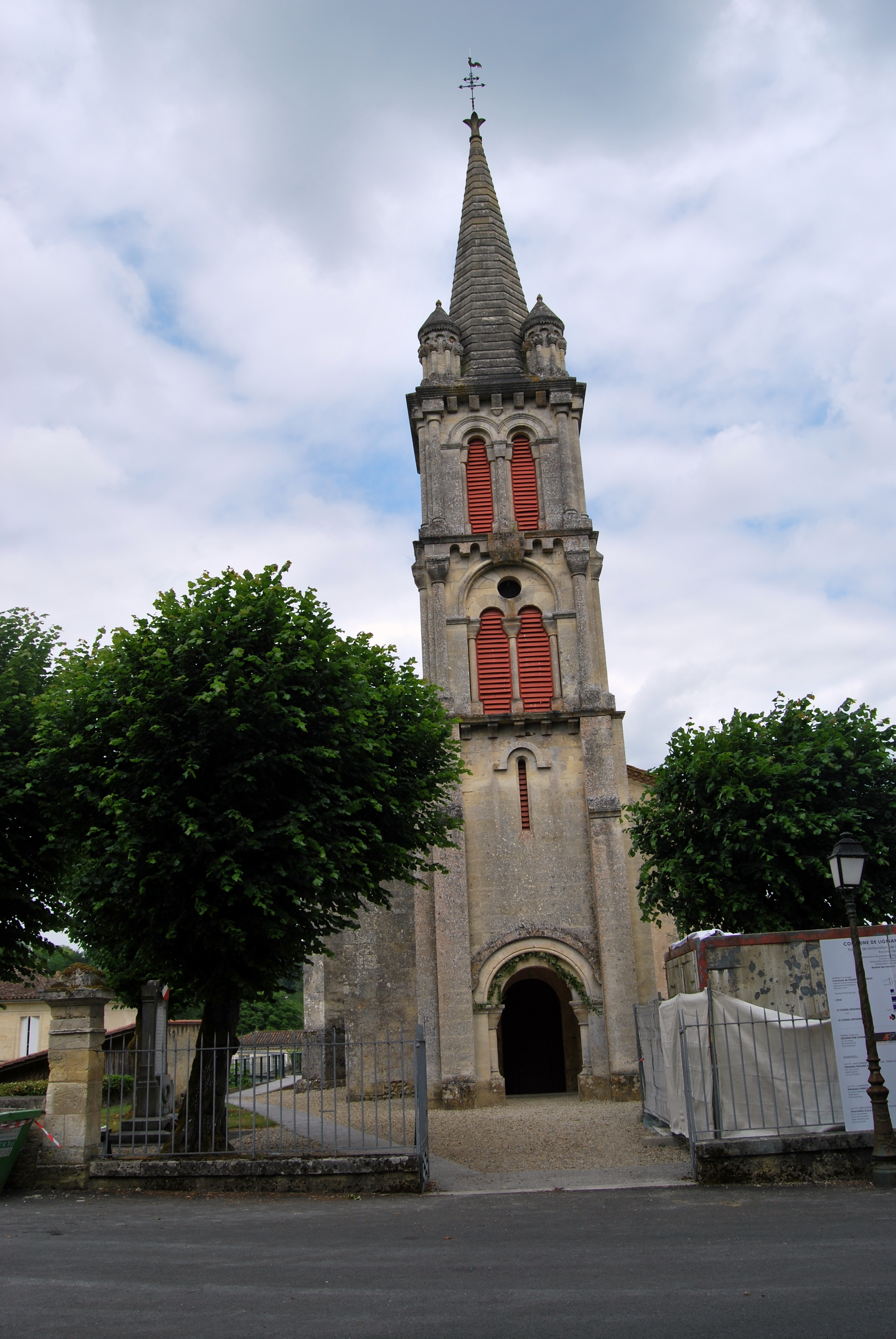
Façade occidentale
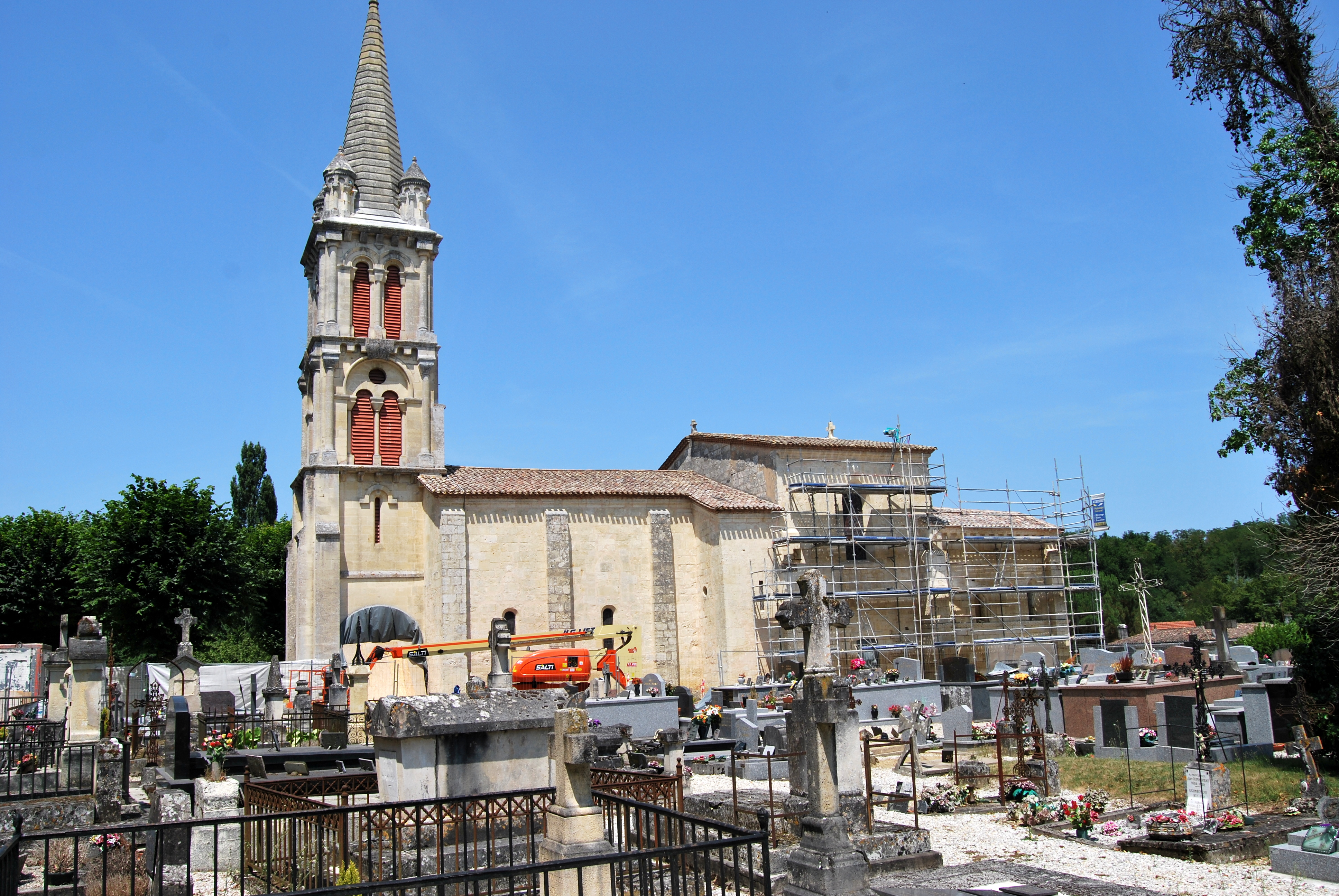
Façade sud
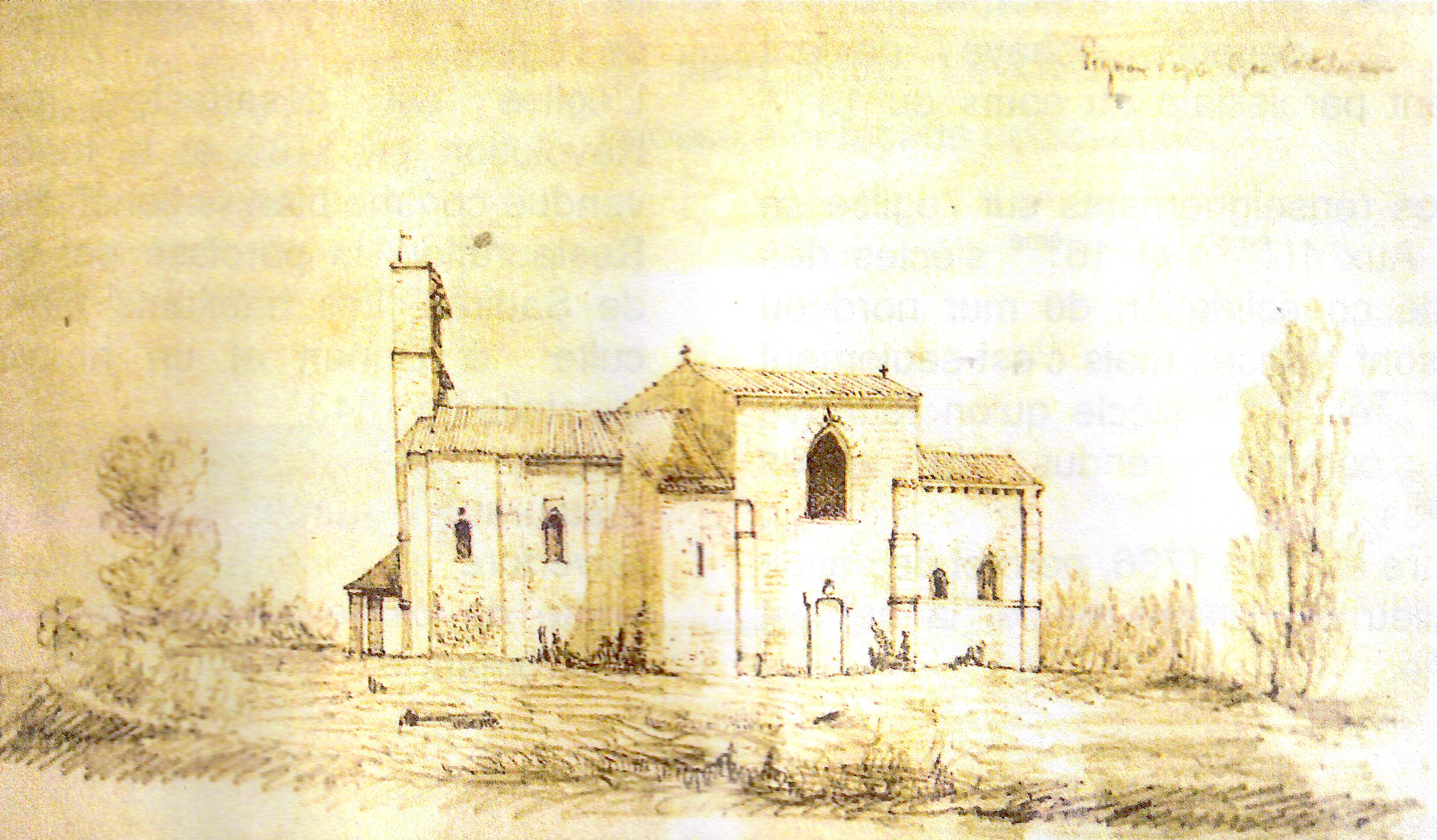
Dessin de 1845

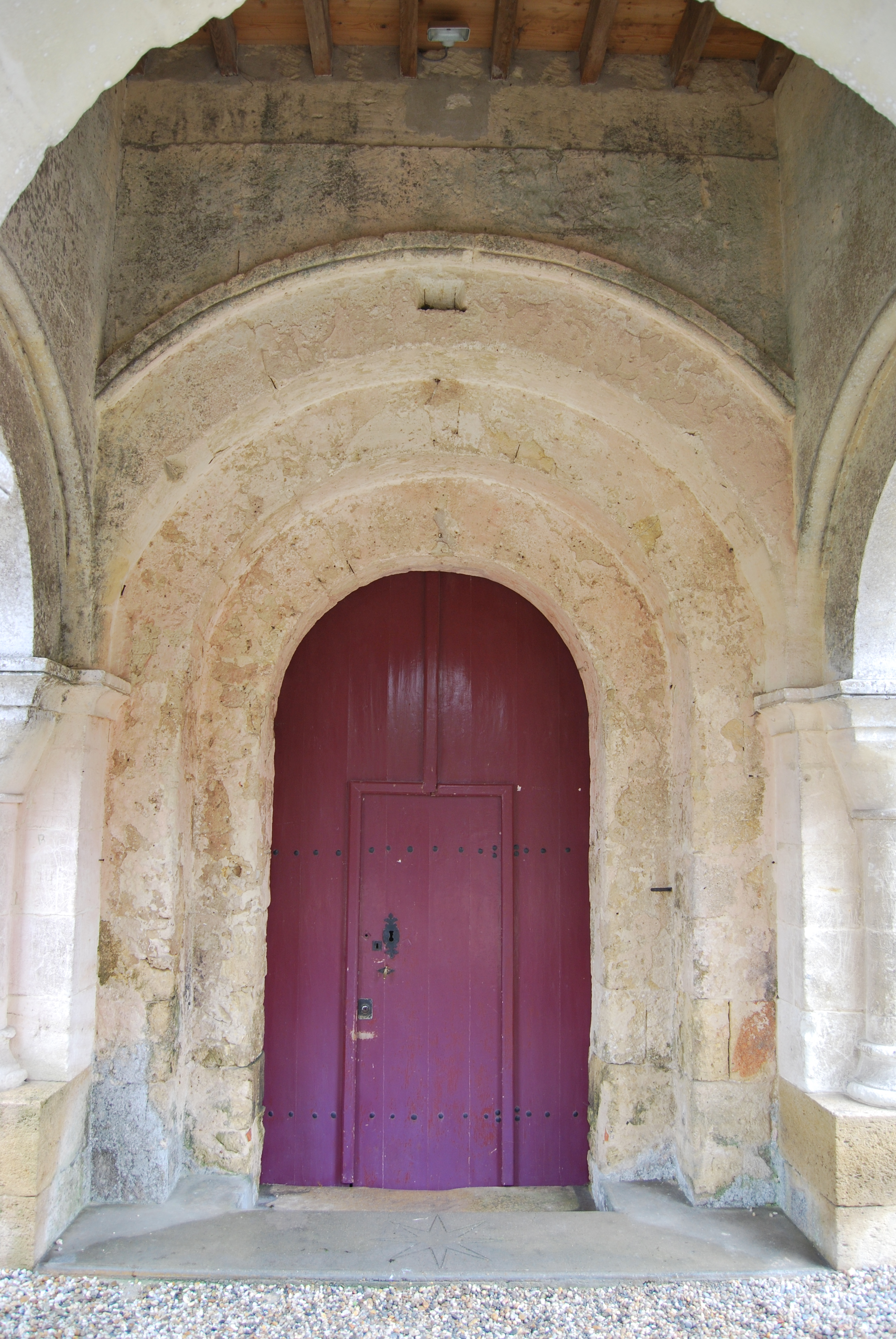
Le portail
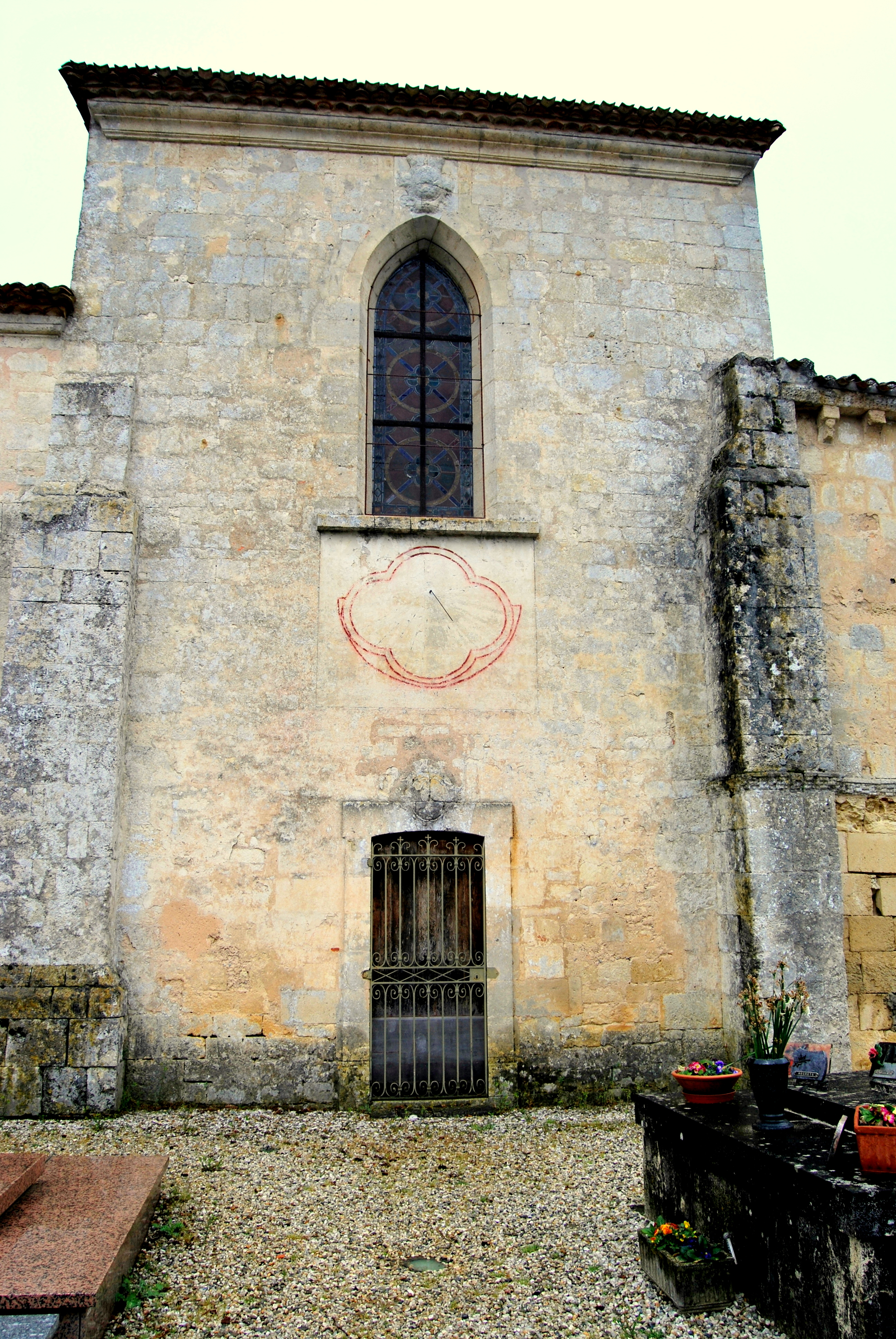
Cadran solaire
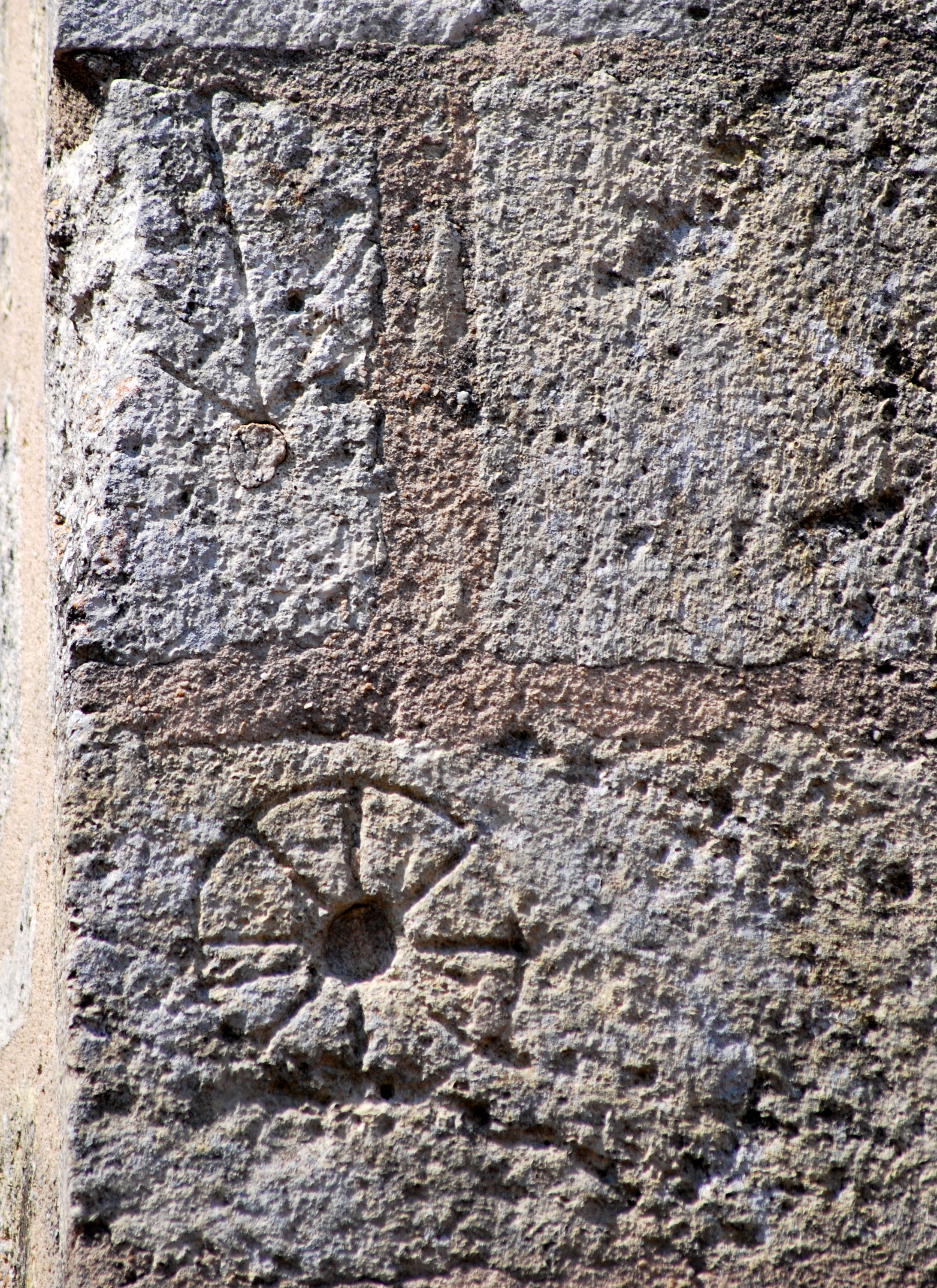
Cadran canonial
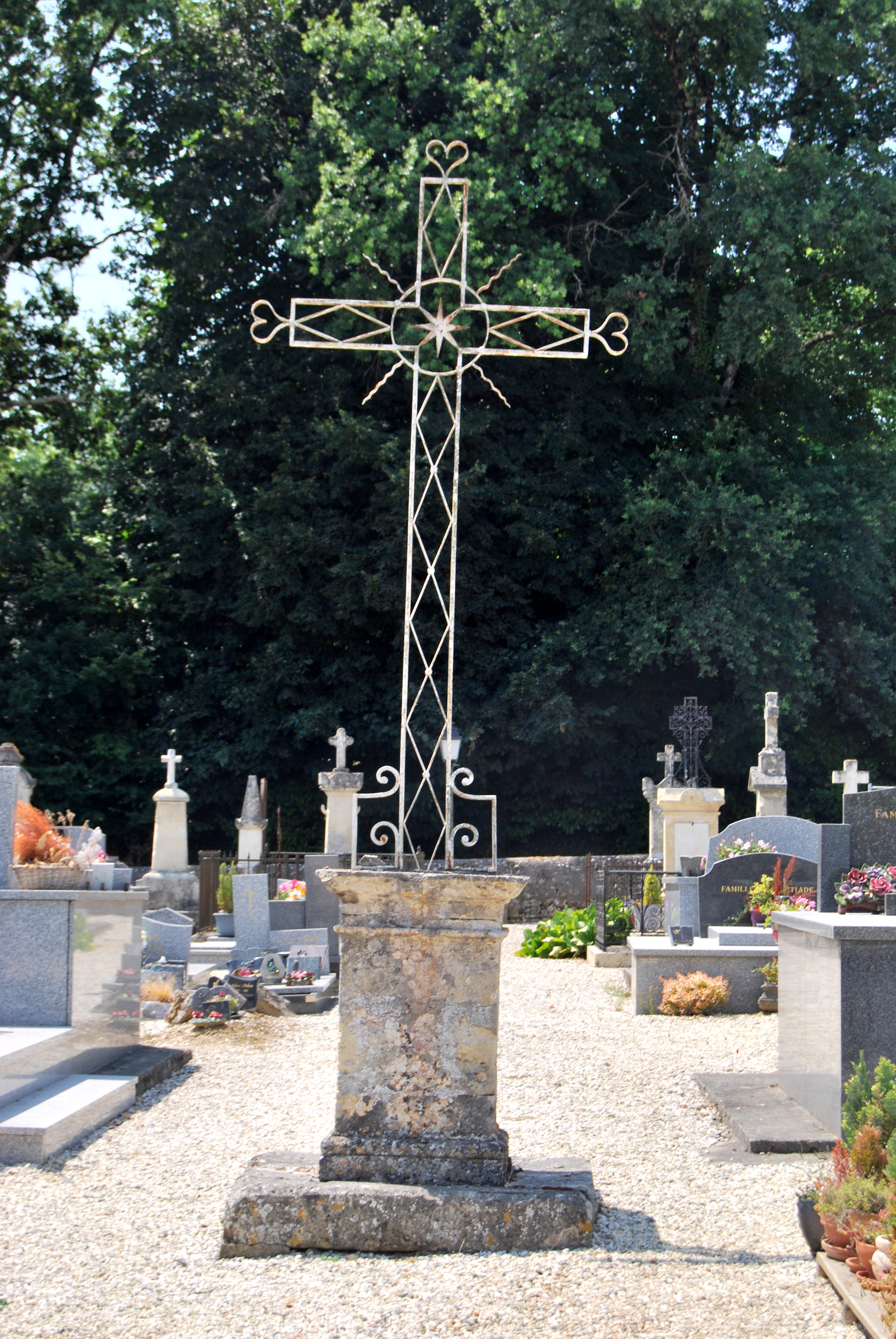
Croix de cimetière
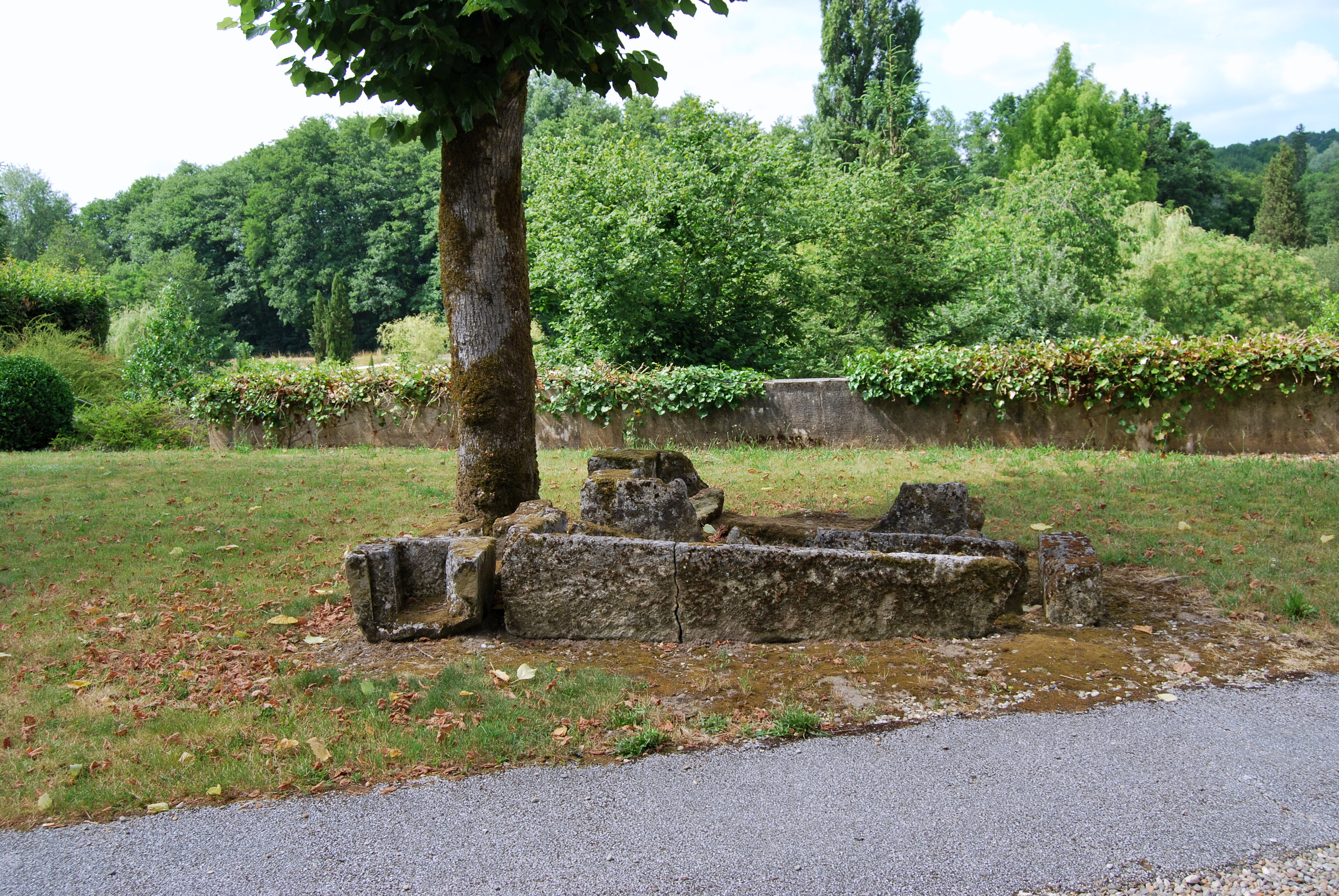
Sarcophages

L'église est dédiée à sainte Eulalie depuis plus de 600 ans : en 1398, elle s'appelait déjà dans la nomenclature des paroisses Santa Eulalia de Leunhanum. L'église (à l'exclusion du clocher de construction récente) est inscrite au titre des monuments historiques par arrêté du 23 janvier 1961.

## Iconographie romane
Ni la nef, ni le portail occidental n'ont comporté de véritable décor sculpté. L'ornementation historiée se cantonne au seul chevet : un programme principal qui repose sur quatre chapiteaux intérieurs et sur les deux d'une fenêtre extérieure. Le programme secondaire est constitué d'une série de modillons de corniche. Les sculptures ne sont pas homogènes et laissent supposer qu'il y aurait eu au moins deux campagnes de décoration. Les reliefs de l'absidiole sud rappellent l'art de la fin du XIe siècle, alors que ceux de l'abside sont plus récents.

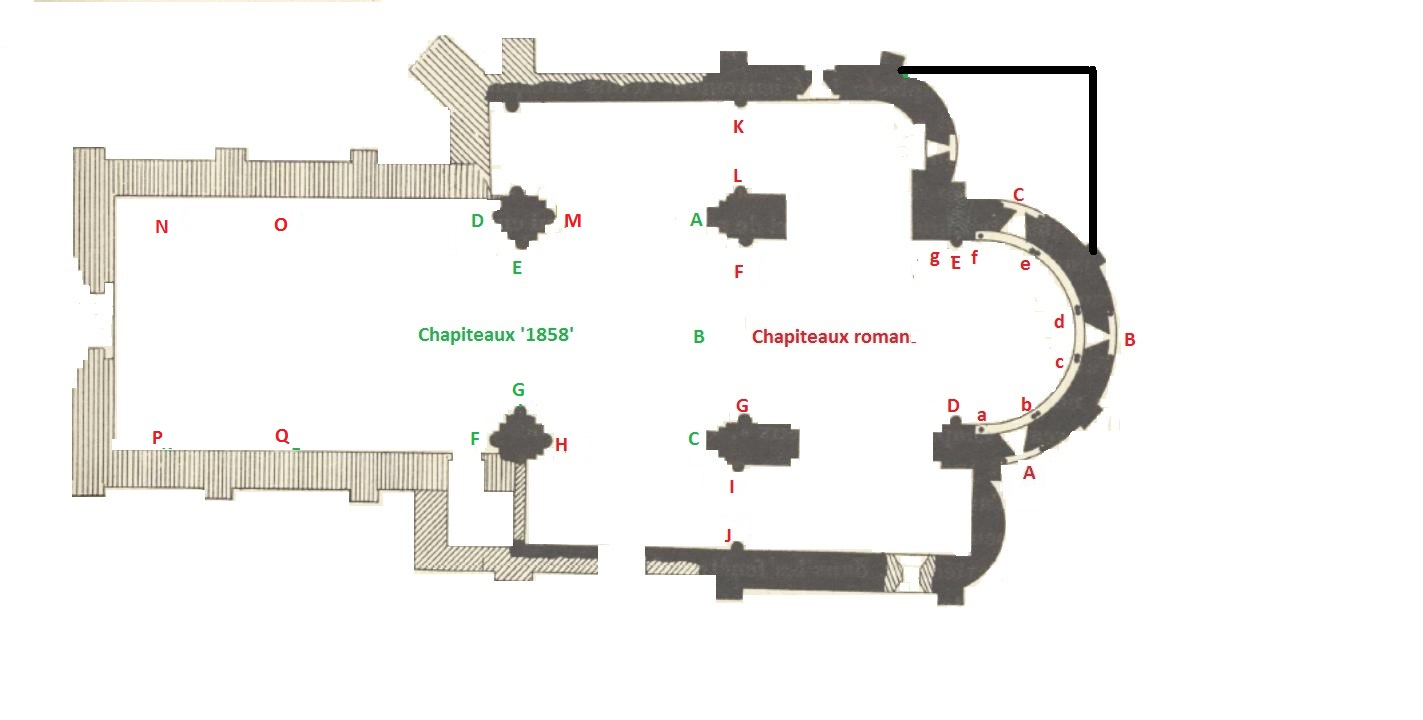
Disposition des chapiteaux
Sculptures romanes en rouge, sculptures de la restauration du XIXe siècle en vert.

### Les chapiteaux extérieurs
Les trois fenêtres de l'abside, par leur forme architecturale, par le cordon original où une billette alterne avec une ou deux têtes-de-clous, et par un chapiteau à l'intérieur, rappellent celles du chevet de l'église Saint-Seurin d'Artigues-près-Bordeaux et permettent d'inférer la présence d'une équipe d'artisans commune à ces deux églises.
A. La fenêtre sud-est de l'abside
Les deux chapiteaux, avec décor animalier, ont été mutilés, à une époque indéterminée, en arasant la face interne. L'astragale du chapiteau oriental est finement cordée, contrairement à son vis-à-vis qui est lisse, ce qui laisse croire qu'il a pu y avoir réemploi, la position actuelle n'étant pas celle d'origine.
La corbeille occidentale est trop ruinée pour donner une interprétation. On voit une aile déployée en diagonale appartenant à un groupe de deux volatiles affrontés à l'angle.
Sur la corbeille orientale, un dragon avale sa queue. La bête recouvre la totalité de la face non-coupée. Elle possède un corps à écailles imbriquées en spirale et une tête de loup en train de mordiller sa propre queue. L'autre face de la corbeille, arasée à coups de scie, conserve l'empreinte d'un animal, avec au moins trois pattes, affronté au dragon. On trouve le même thème à l'intérieur de l'église où un serpent suçant sa queue est affronté par un cheval.
B. La fenêtre axiale de l'abside
Les deux corbeilles de la fenêtre axiale portent un décor végétal. Les chapiteaux semblent être des restaurations du XIXe siècle.
C. La fenêtre nord-est de l'abside
Depuis que la sacristie a été accolée à l'absidiole nord, cette fenêtre se trouve à l'intérieur de la sacristie. Les deux chapiteaux sont couverts d'un épais badigeon blanc, ce qui ne facilite pas la lecture. Le chapiteau oriental est un entrelacs de sarments. Sur le chapiteau occidental, on peut distinguer des feuilles et des croisettes ; sur chaque face, une créature qui détourne la tête vers l'angle où se trouve un objet suspendu. Il n'est pas possible de décider si la sculpture est une évocation positive (oiseaux et fruit de la Vie), ou une évocation d'une eucharistie sacrilège. On trouve les deux types de représentation à l’intérieur de l'église.

### Les modillons
Autour du chevet, soutenant la corniche, se trouvent 38 modillons. Les plus anciens sont sur le mur sud du chevet. Parmi eux, un personnage humain, probablement un exhibitionniste génital, et trois animaux (taureau, loup et porc). Les autres modillons sont soit des représentations géométriques simples, soit des formes élémentaires (billettes, pointes de diamant, croix, etc.). Ces modillons datent de la fin de l'époque romane et ne donnent pas de leçon de moralité, comme on en trouve sur beaucoup d'églises romanes qui ont gardé leur décoration originelle.

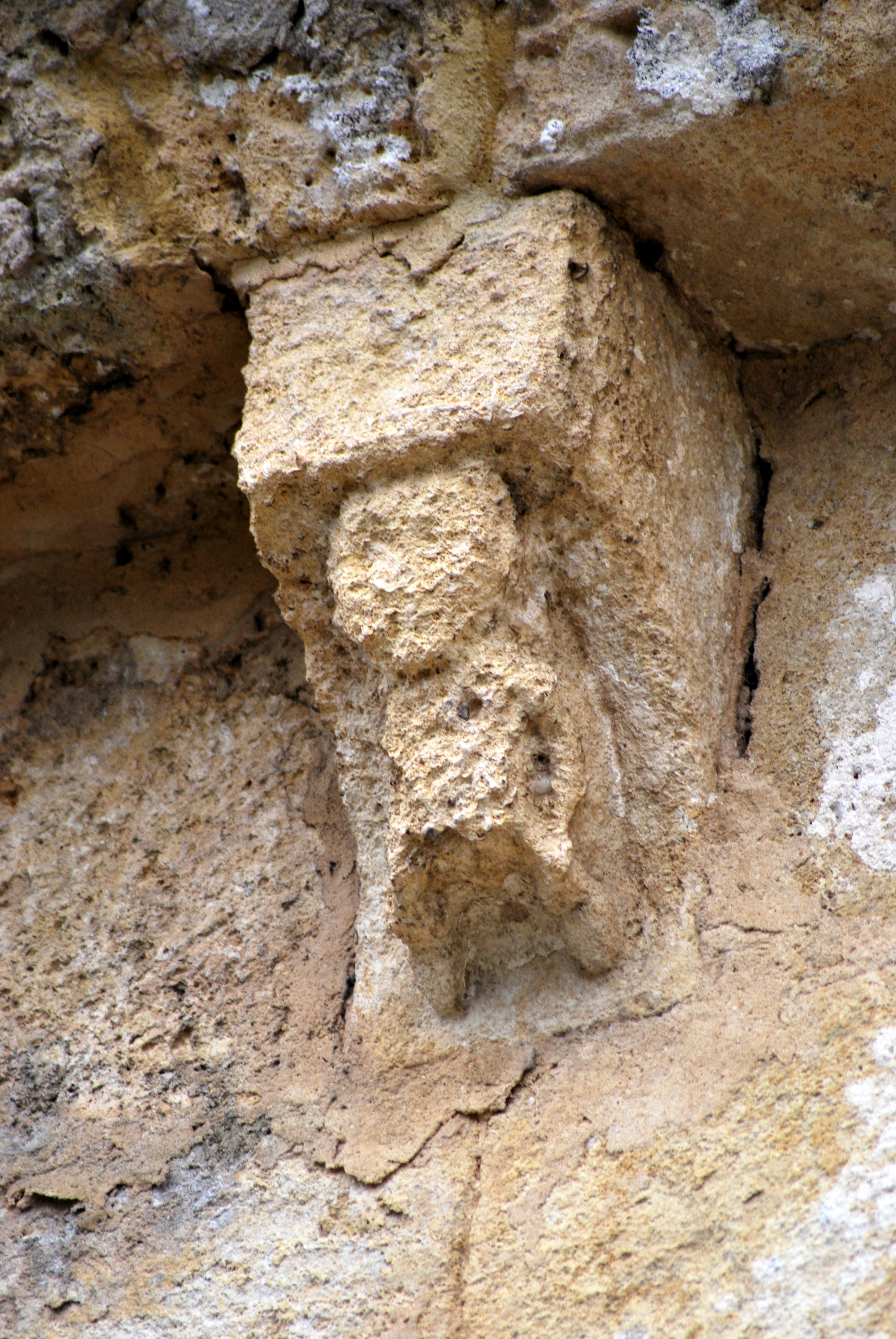
Exhibitionniste génital
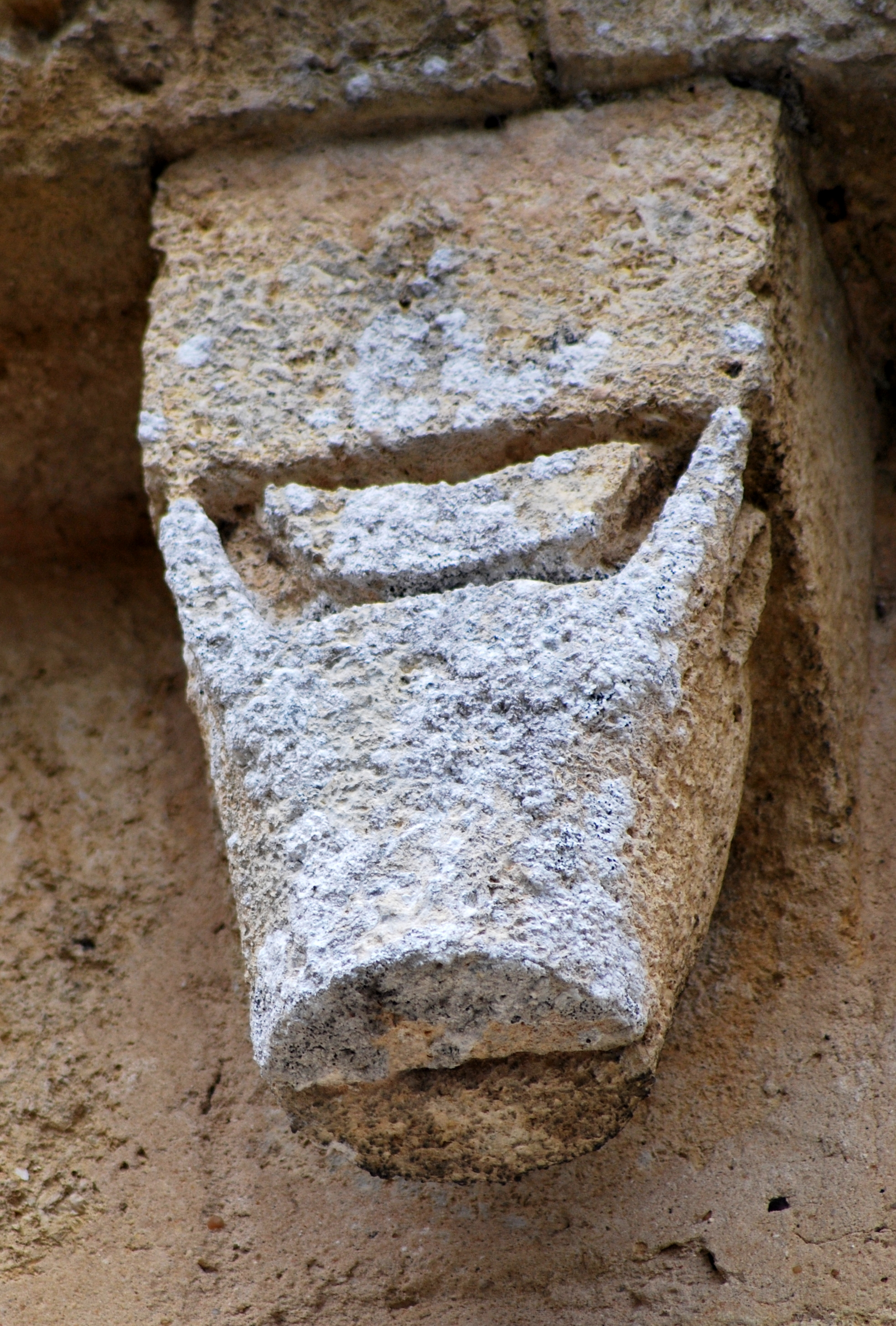
Taureau
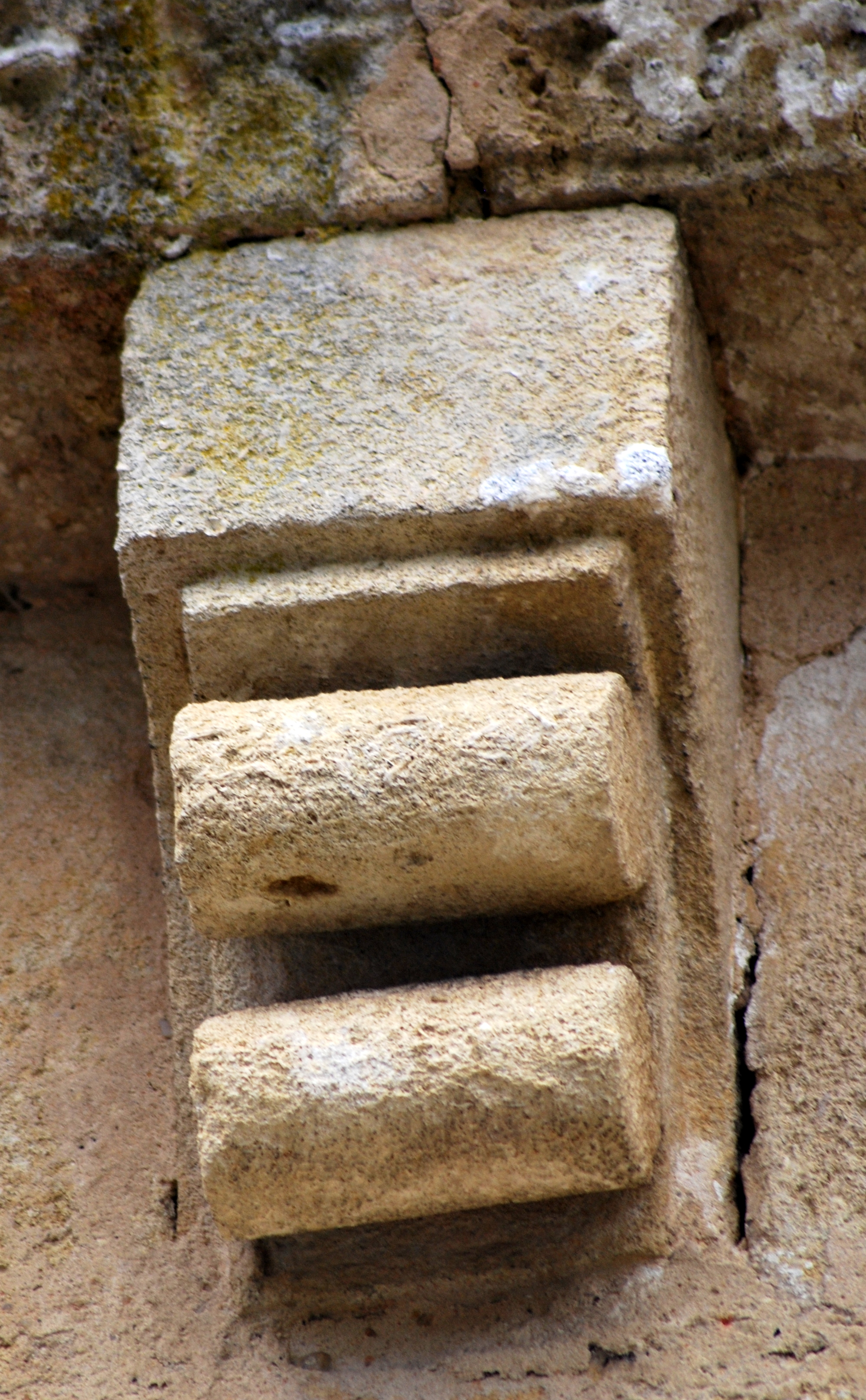
Billettes
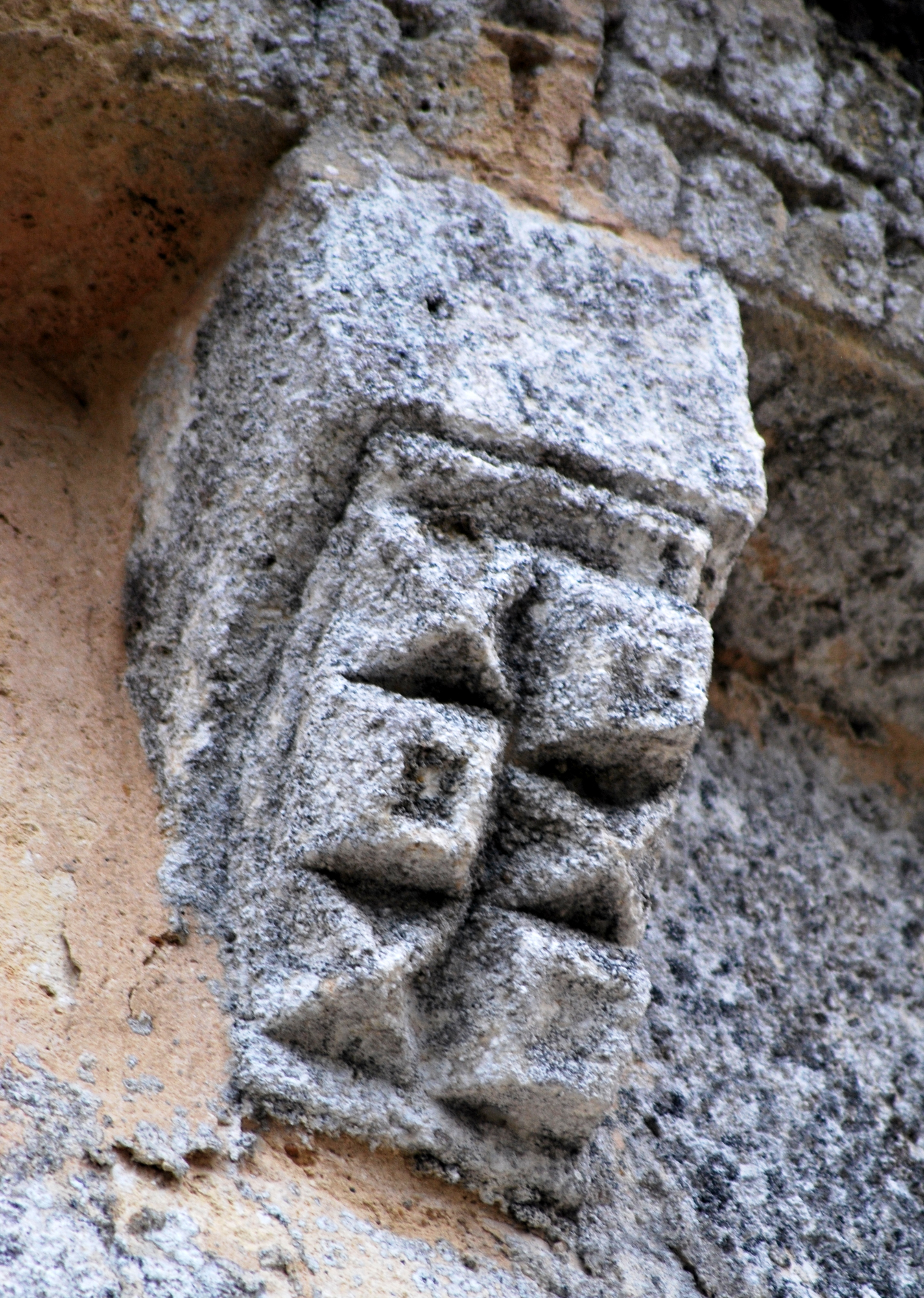
Pointes de diamant
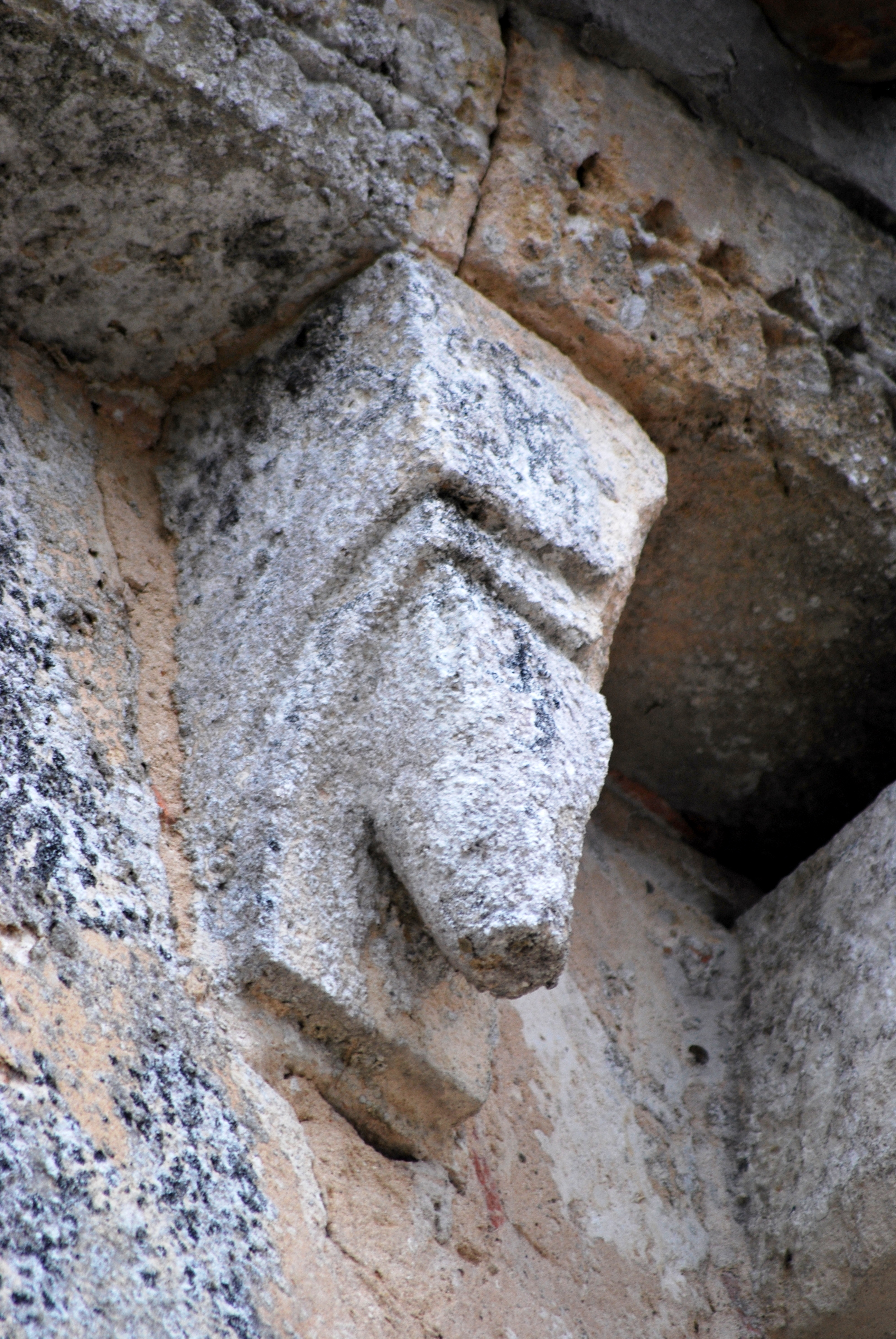
Loup
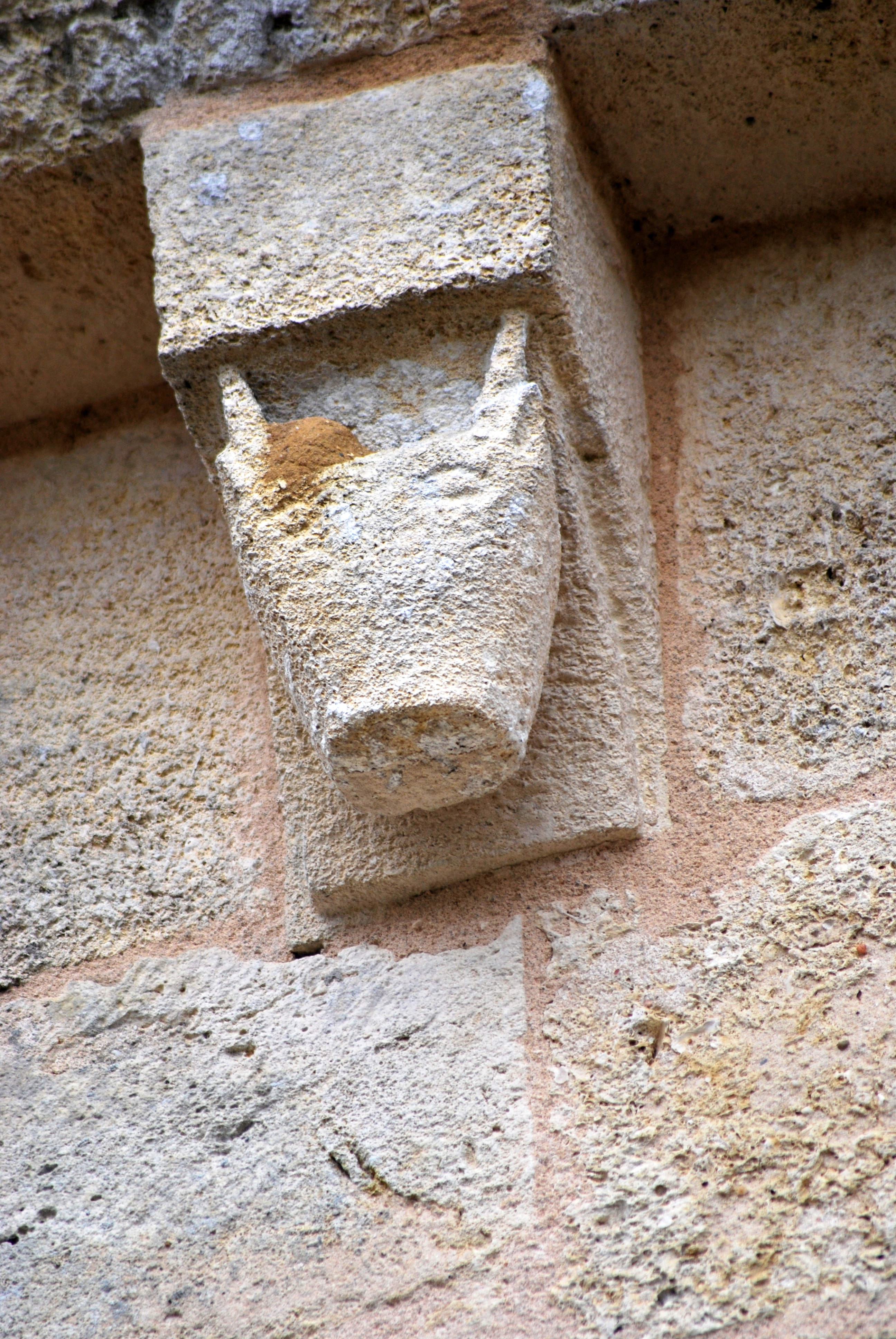
Porc

### Les chapiteaux intérieurs

#### Le sanctuaire
L'abside est décorée intérieurement d'une arcature sur colonnettes accouplées. Les fenêtres sont ébrasées en dedans ; en dehors, elles sont à ressaut, avec une paire de colonnettes.

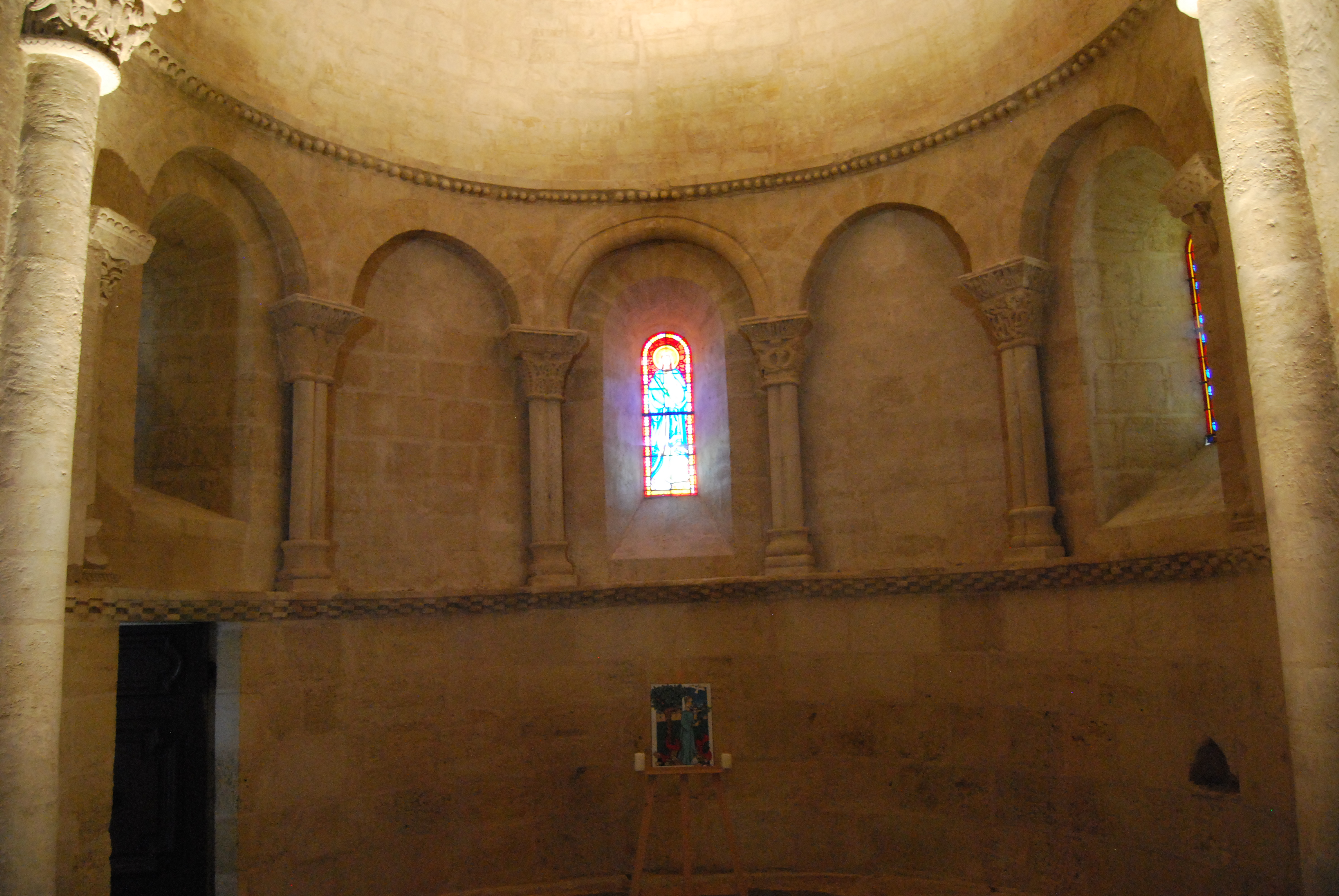
Le sanctuaire

Les cinq arcs sont soutenus par cinq chapiteaux présentant un décor végétal et un seul figuré, où des oiseaux boivent au même calice, le chapiteau sud de la fenêtre axiale (c).
Lors de sondages, un septième chapiteau a été découvert, suggérant que l'arcature initiale devait occuper aussi les murs nord et sud de l'abside.

Chapiteaux du sanctuaire
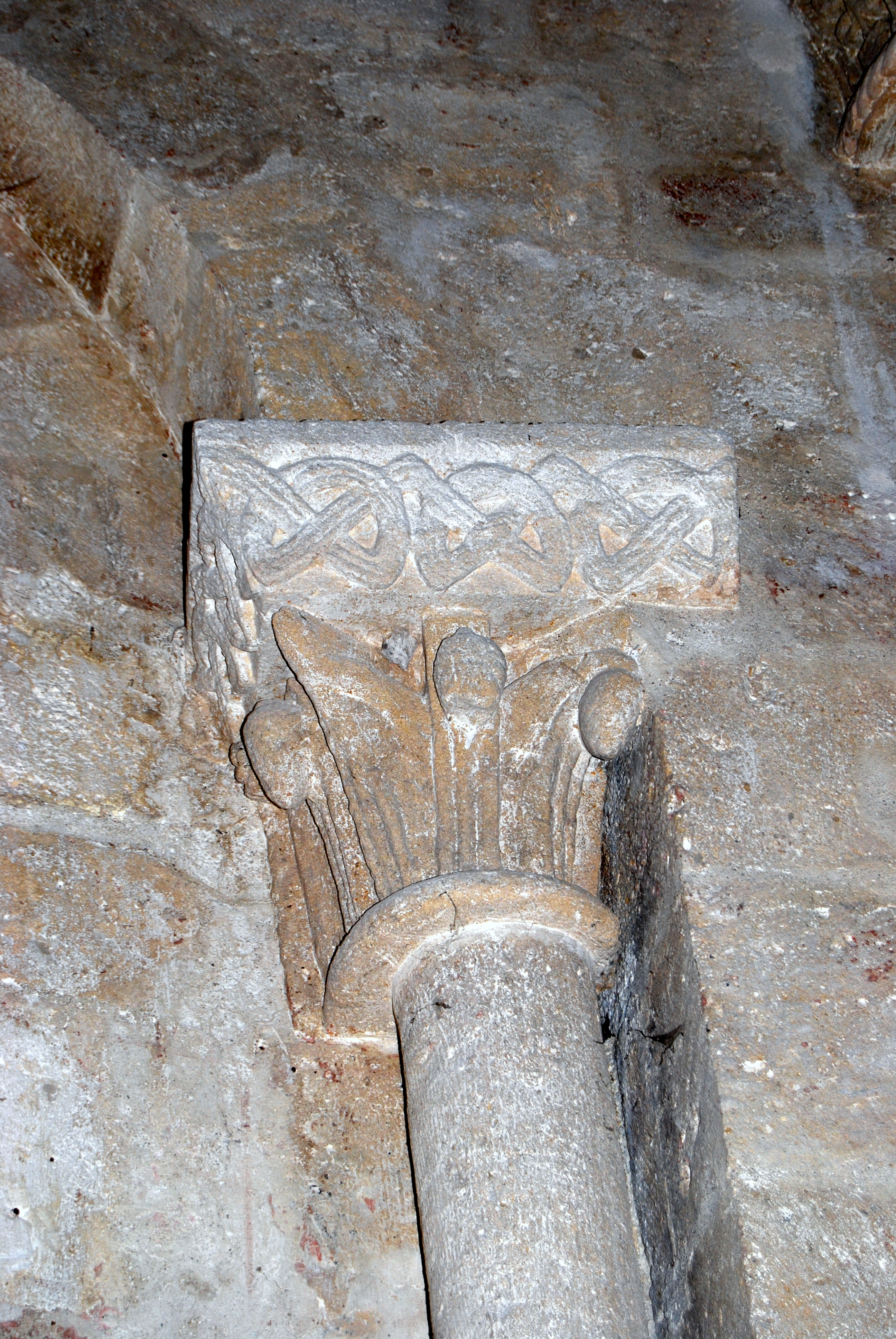
a
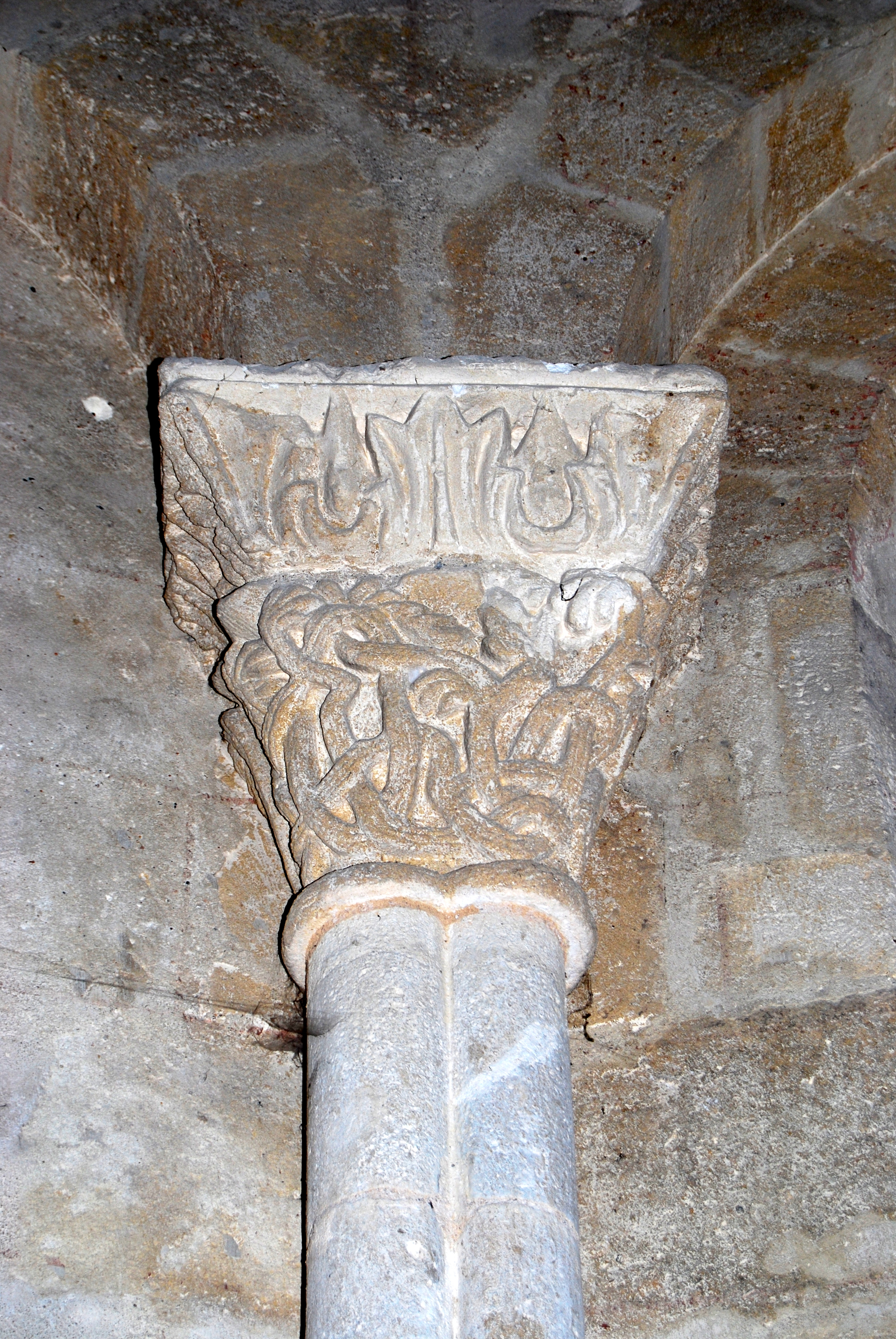
b
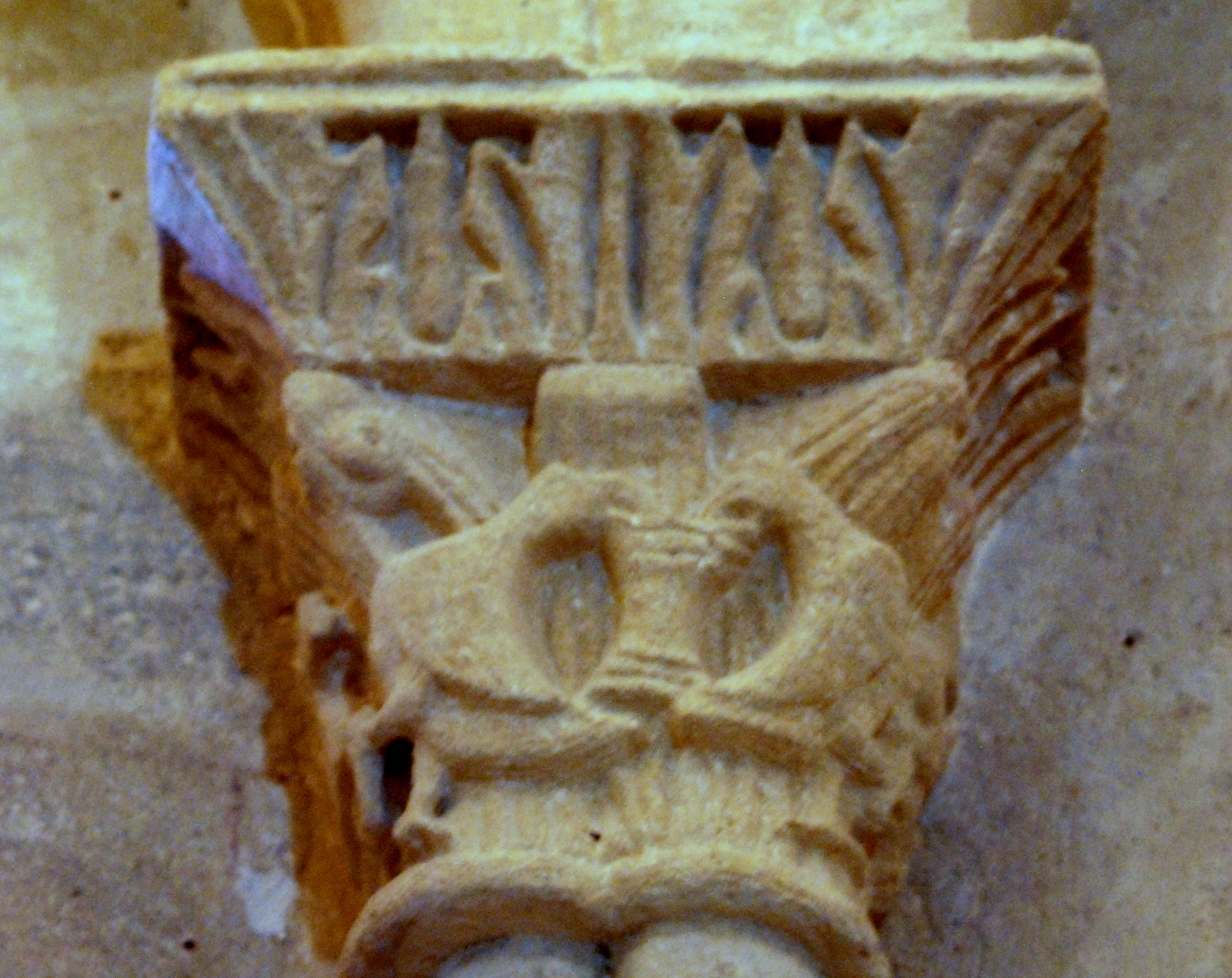
c
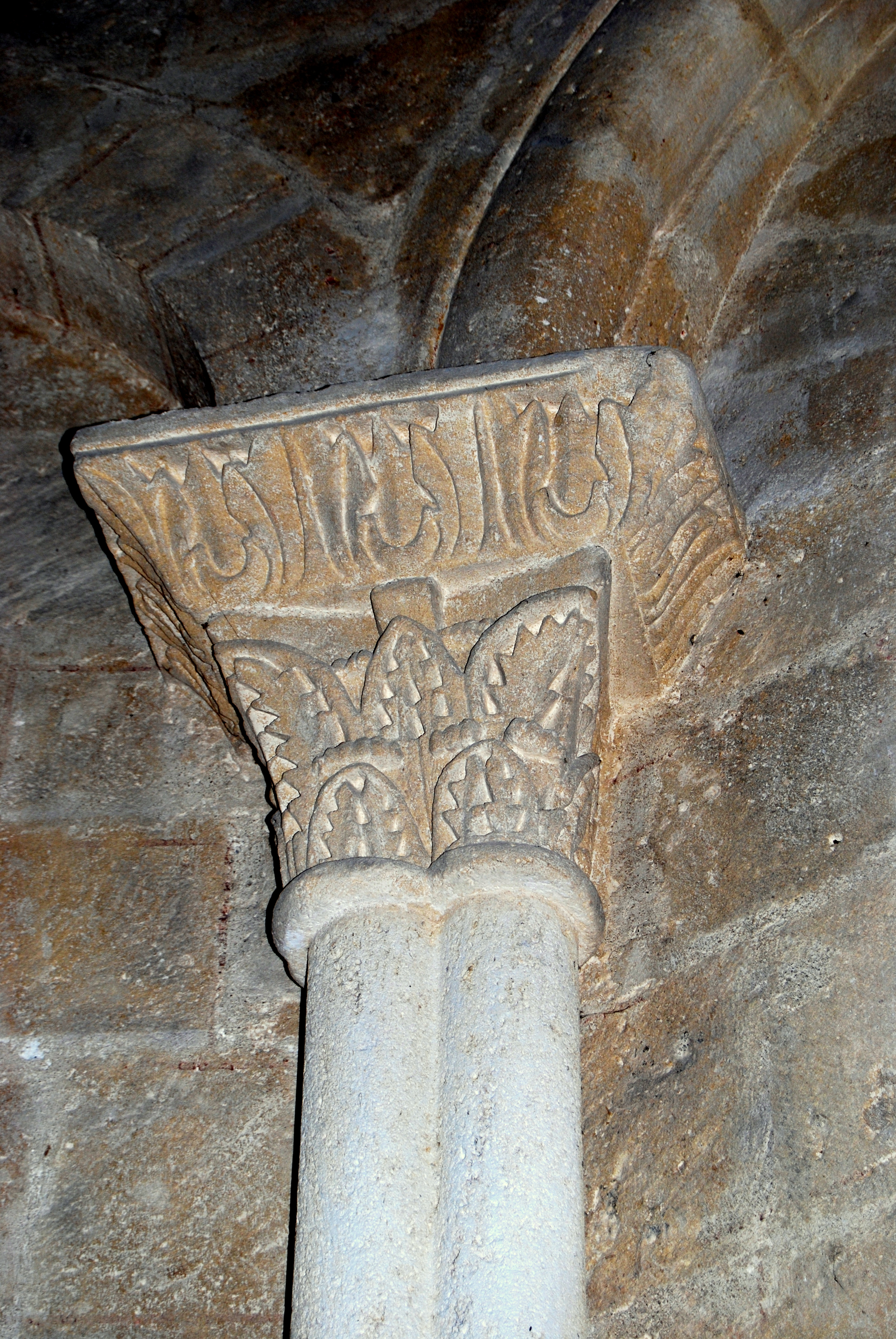
d
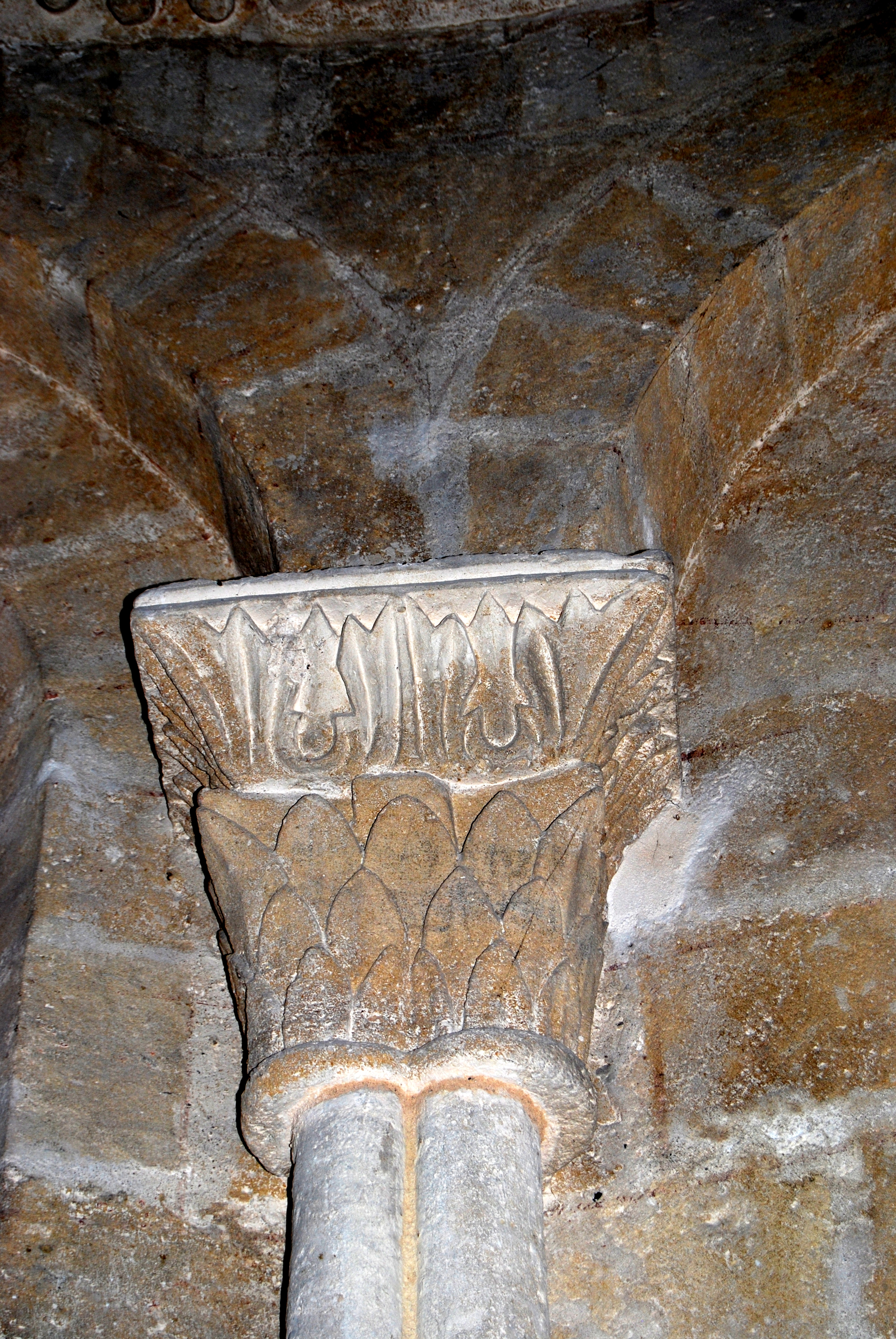
e
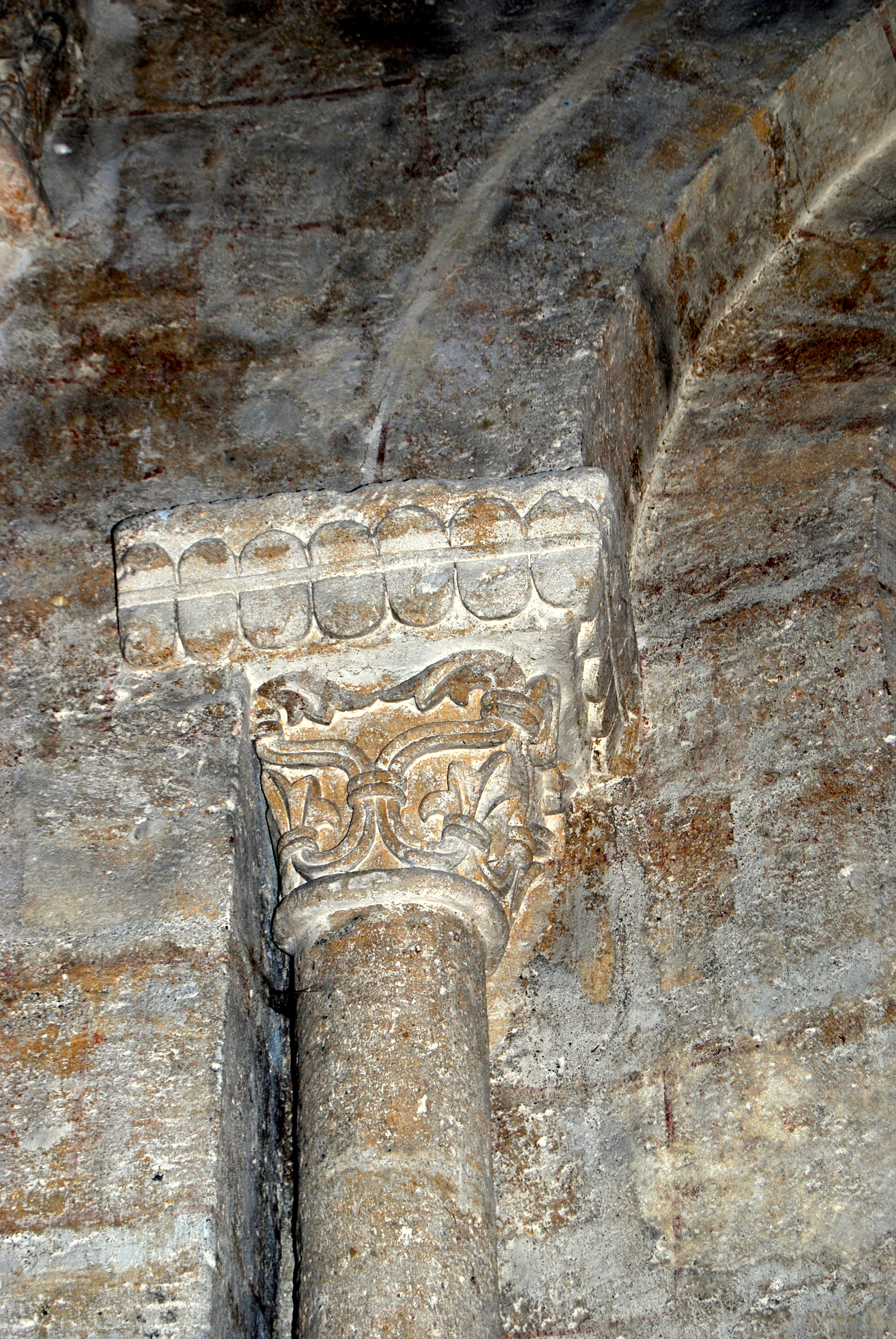
f

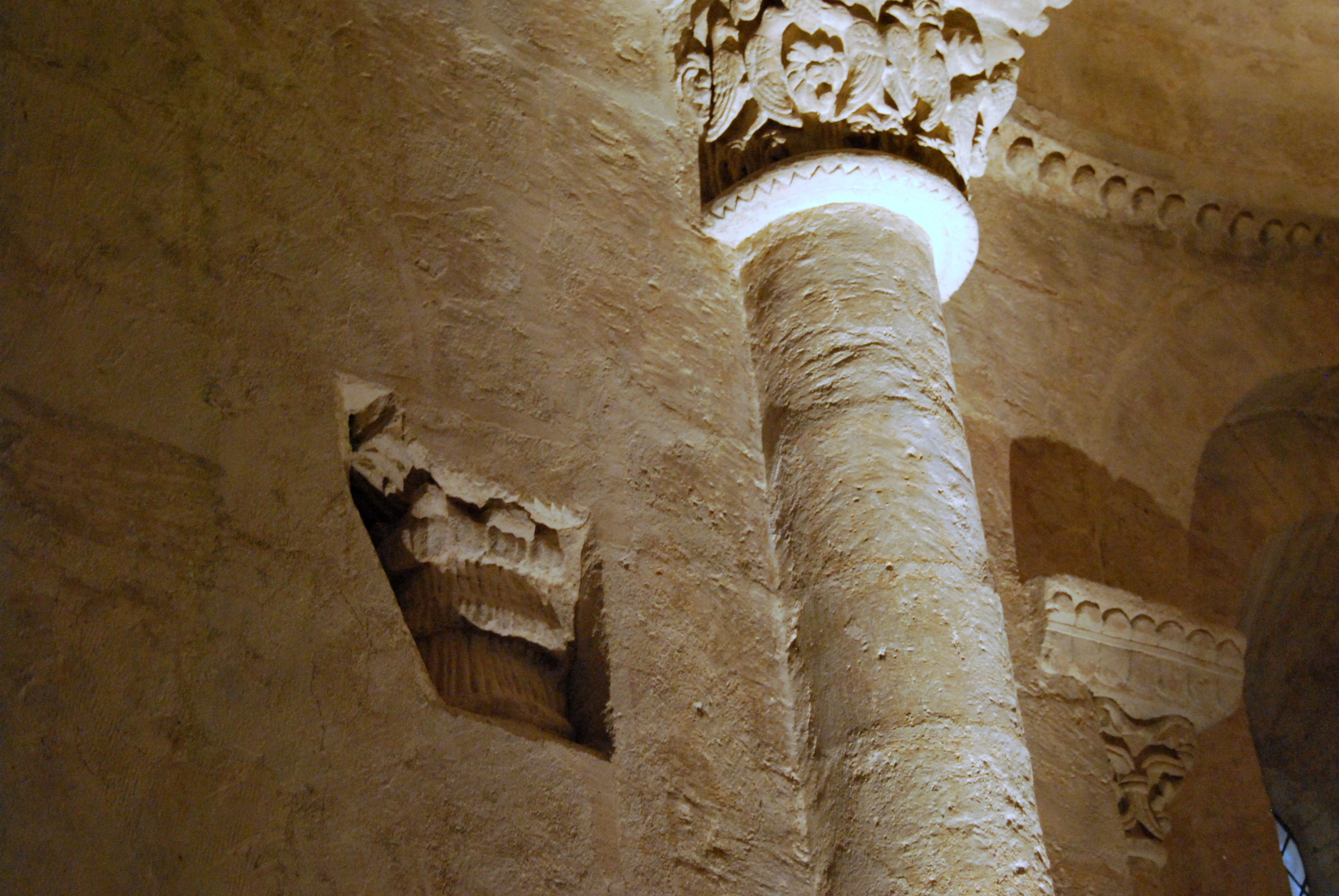
g. L'emplacement du 7e chapiteau
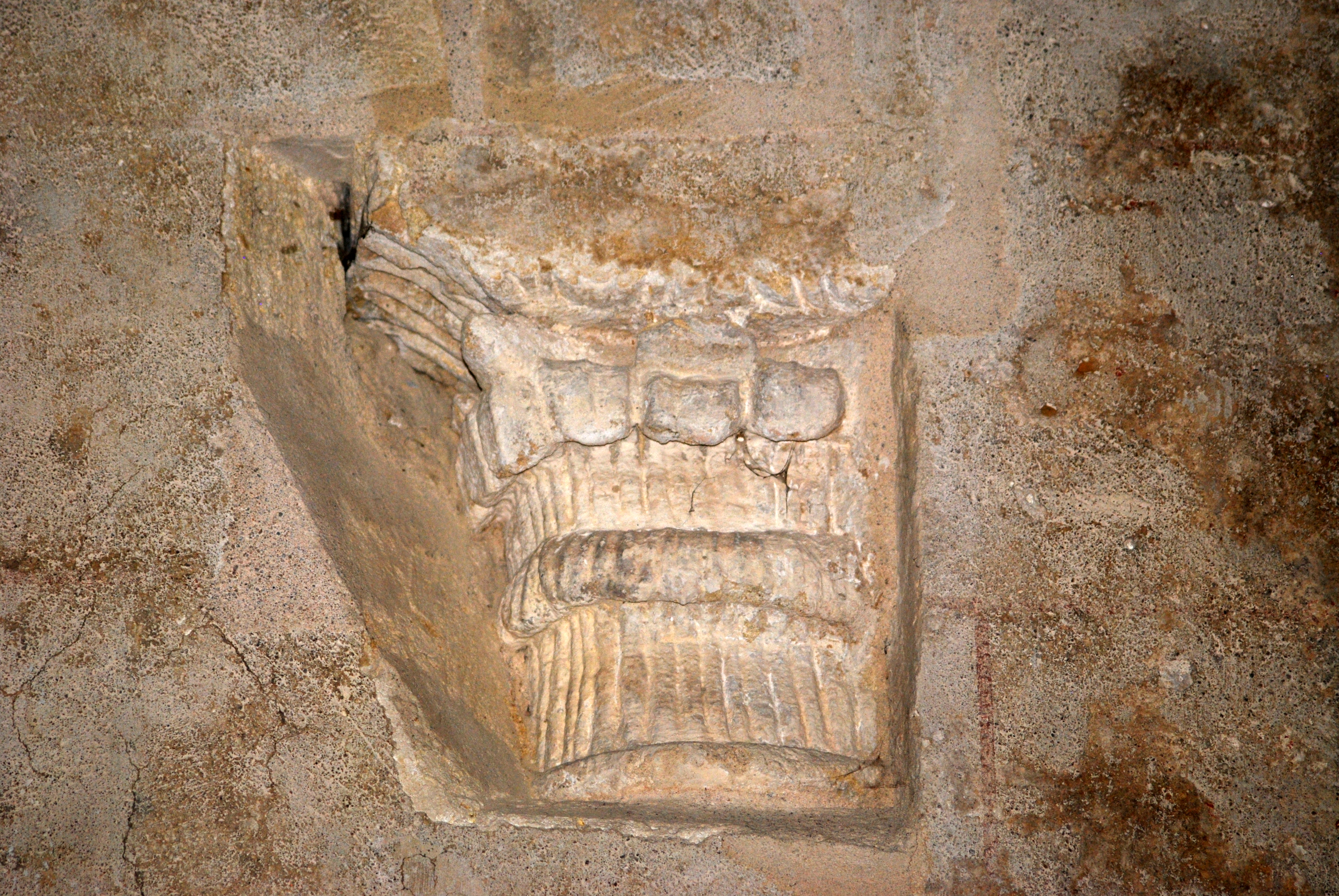
g. Le 7e chapiteau

#### Le chœur
On note que le tailloir bouleté de chaque chapiteau, prolongé en bandeau mural autour de l'abside, est identique à celui que l'on observe à l'église Saint-Seurin d'Artigues-près-Bordeaux. Chaque corbeille est symétriquement découpée et le décor naturaliste dans le style conventionnel de la deuxième moitié du XIIe siècle.
D. mur sud : Végétal et E. mur nord : Les oiseaux
- D. : Au sud le décor est purement végétal.
- E. : Au nord, on trouve huit oiseaux colombomorphes répartis sur les trois faces. Aux deux angles, les couples, face-à-face, picorent une pigne suspendue. Dans le dos de chacun d'eux, un congénère attend son tour. Ce scénario, peu original, mais parfaitement neutre, est une évocation eucharistique dans son plus pur sens obvie.

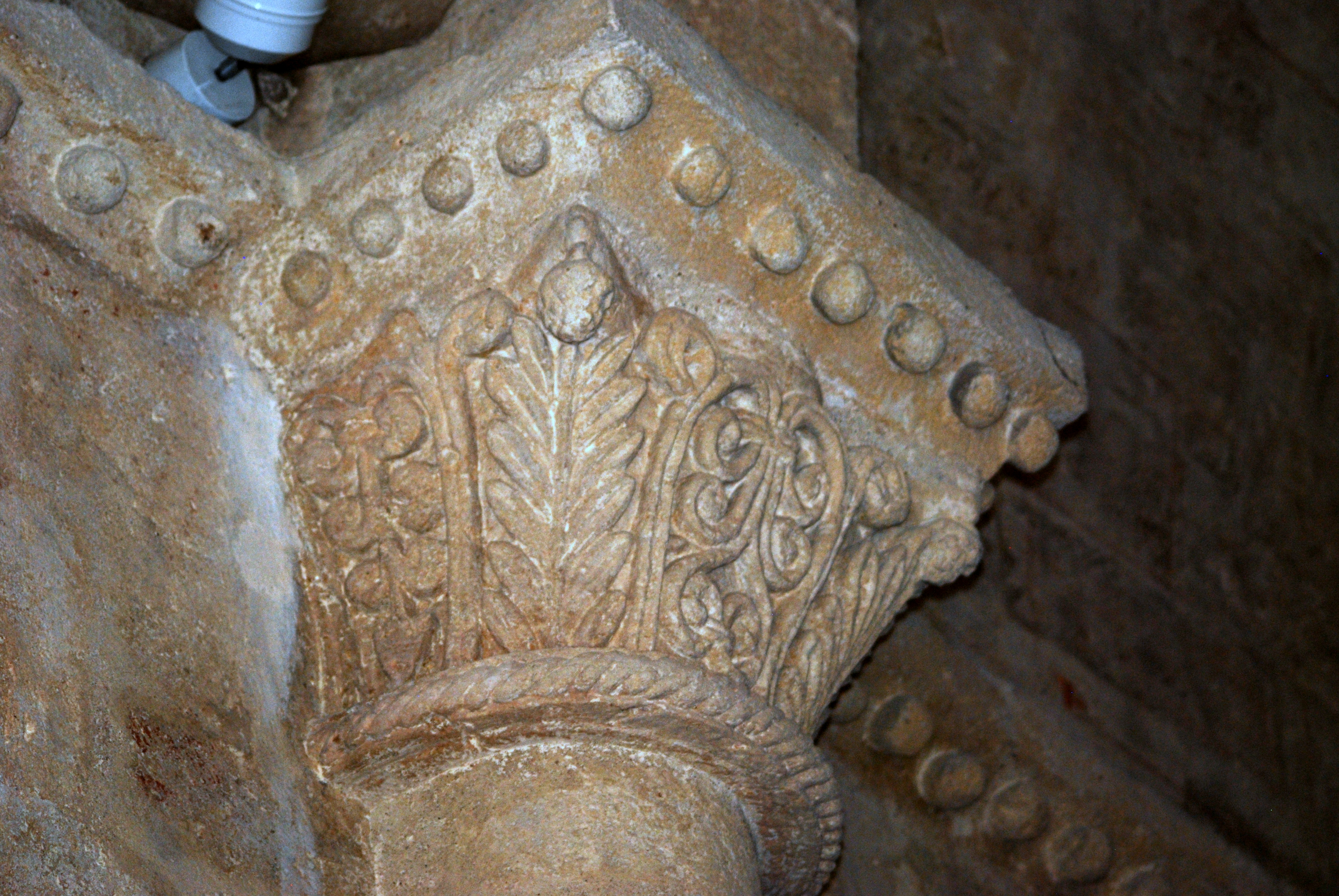
D. Chœur mur sud

F. pile nord-ouest et G. pile sud-ouest
- F. : Sur le chapiteau nord, un décor végétal, avec au dé de la face centrale, une étoile à cinq pointes.
- G. : Au mur sud, sur chaque face de la corbeille, un oiseau, probablement un rapace, les ailes déployées, dans un décor végétal. Sur les petites faces, on ne voit que la moitié d'une scène identique à celle de la face principale, ce qui laisse supposer qu'à l'origine le chapiteau était visible sur au moins trois côtés. On suppose que ce rapace est un aigle, attribut de saint Jean l’Évangéliste, qui rappelle l'association des Hospitaliers de Saint-Jean de Jérusalem avec l'église.

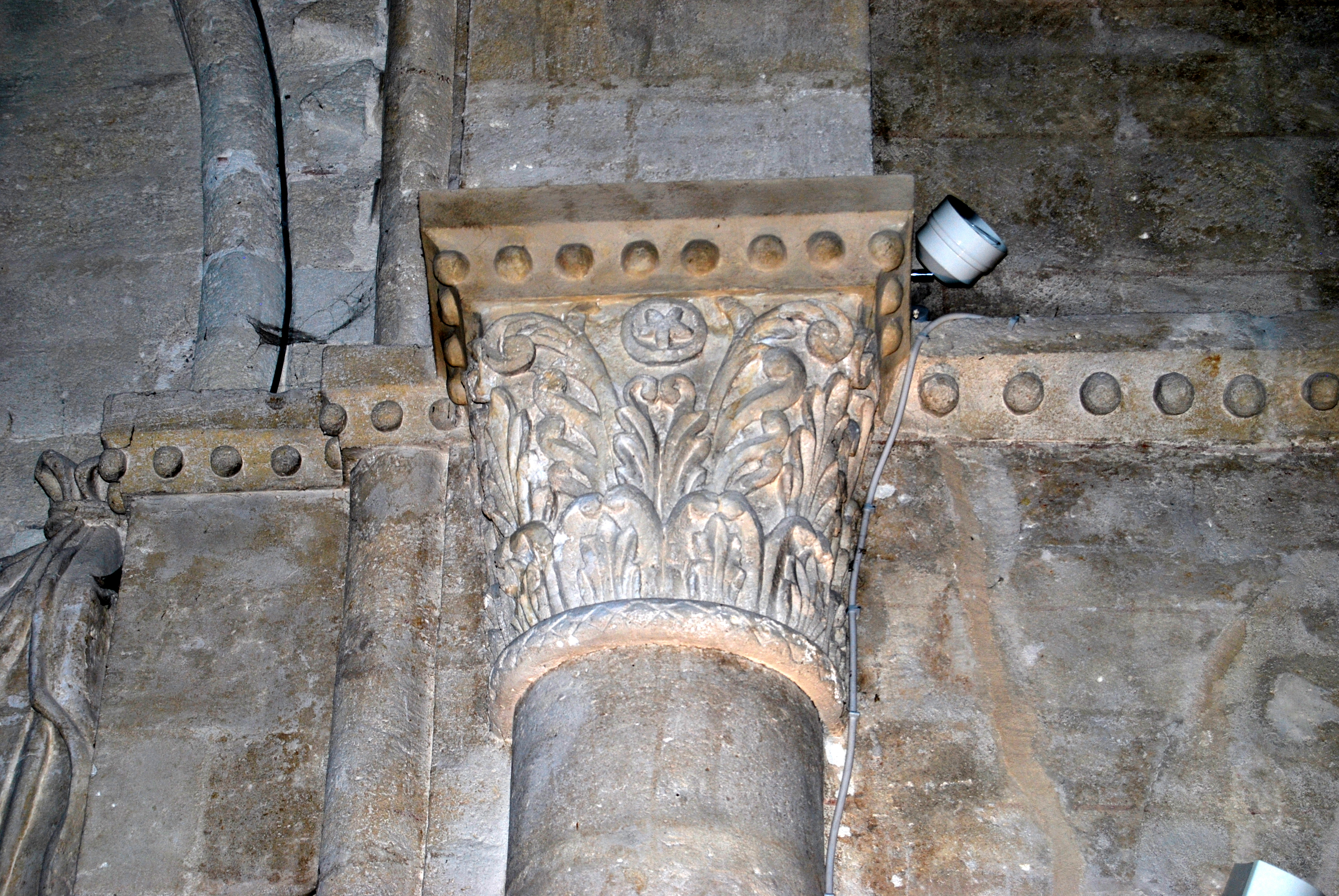
F : pile nord-ouest

Les trois chapiteaux suivants sont d'un style plus rustique que les précédents et évoquent le premier édifice, vers 1111. Tous les trois sont des mises en garde, des exemples à ne pas suivre, destinés au clergé.

#### L'absidiole sud
H. Croisée, pile sud-ouest : Le cavalier, le serpent et des oiseaux
Le thème du cavalier est rare en Entre-deux-Mers. Il s'en trouve un sur un modillon de la façade ouest de l'église de Saint-Quentin-de-Baron.
Le tailloir de ce chapiteau a été restauré au XIXe siècle. On voit une partie de son décor originel sur le petit côté : des boucles intersectées centrées par un bouton floral en amande. Deux tailloirs à Saint-Seurin d'Artigues sont identiques.
Sur la face principale de la corbeille, un grand cheval, qui n'a rien d'un destrier — c'est plutôt un cheval de trait — à l'arrêt, monté par un cavalier. La monture, tournée vers la droite, vient de buter contre les anneaux d'un serpent géant, redressé sur le petit côté et qui semble avaler la pointe de sa queue. À l'arrière du cavalier, un oiseau contourné, perché sur la croupe du cheval, béquète une fleur cordiforme. Derrière le cheval, sur le petit côté, un grand oiseau détourne ostensiblement sa tête du cavalier.
Le cavalier n'est ni soldat, ni chasseur, car il ne porte aucune arme. Il est petit et trapu et a de grands yeux étonnés. Il ne porte qu'une jupette plissée et il monte à cru. Sa main droite tient une bride rudimentaire et, en même temps, il tient une des volutes d'angle, qui vient se confondre avec la bride.
Tous les symboles représentés sont négatifs : La préhension des tiges induit un rapport peccamineux ; chaque volatile est un Caladrius, un oiseau divinatoire qui détournait la tête de quiconque condamné à la mort morale ; le serpent qui mord sa queue, l'Ouroboros est une image archétype depuis l'Antiquité. Le cavalier est un pécheur impénitent, préoccupé à cueillir des crossettes et fourvoyé par les artifices du serpent, représentant du Mal.
I. : Masque et quatre oiseaux
Sur la face principale de la corbeille, se trouve une tête humaine qui surveille deux gros volatiles posés sur l'astragale. L'un des oiseaux est incliné à 45°, l'autre est droit (À la Basilique Saint-Seurin de Bordeaux se trouve un chapiteau analogue, des espèces de cailles courtaudées ont la même silhouette et la même inclinaison). Ils sont dos-à-dos, chacun levant le bec vers les angles.
À première vue on peut penser que le thème est la préfiguration eucharistique, déjà exprimé dans l'abside. Cependant, la composition est baignée d'une atmosphère trouble, qui devait plutôt être au service d'un contre-exemple ; les animaux de basse-cour, comme des mascarons humains, se prêtent plus à illustrer le mésusage du sacrement eucharistique qu'à en faire l'apologie.
Un chapiteau très semblable se trouve à l'église Saint-Martin de Haux.
J. : Homme et reptiles
Au centre de la face principale de la corbeille, se trouve un homme, debout et de face. Il tient les bras écartés, comme s'il était en oraison, mais il enfonce ses mains dans les gueules de deux dragons gigantesques, couverts d'écailles. Les dragons l'encadrent, dressés à l'angle comme deux colonnes, leurs queues enroulées sur les petits côtés du chapiteau. Deux autres serpents volent dans les airs et sifflent autour des oreilles de l'homme.
La représentation est encore parodique, l'homme est dans la « fosse du péché », un contre-exemple d'un Daniel dans la fosse aux lions.

#### L'absidiole nord
Les deux chapiteaux de l'absidiole nord et le chapiteau oriental de la croisée ne sont pas historiés. Tous les trois portent un décor végétal.

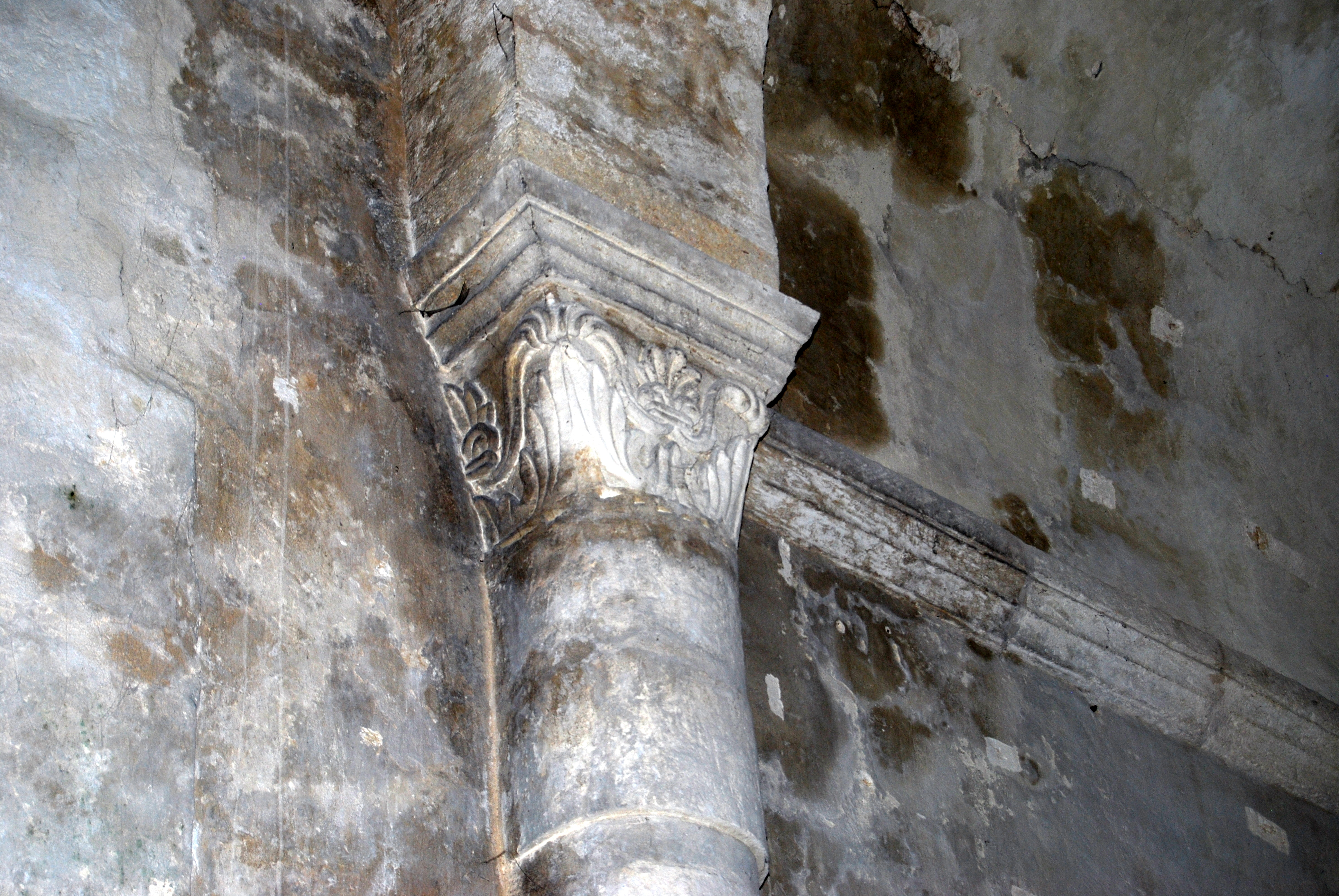
K
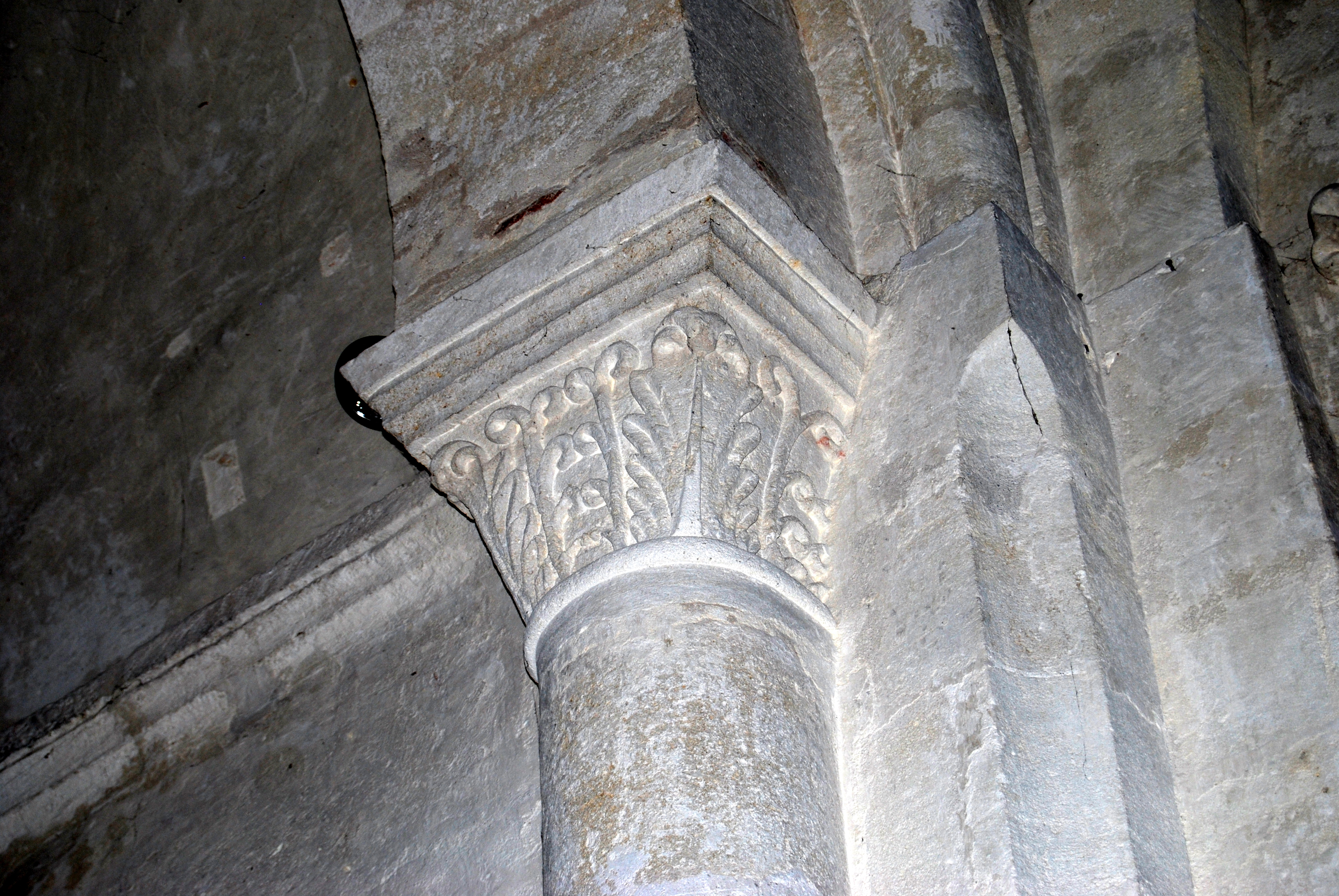
L
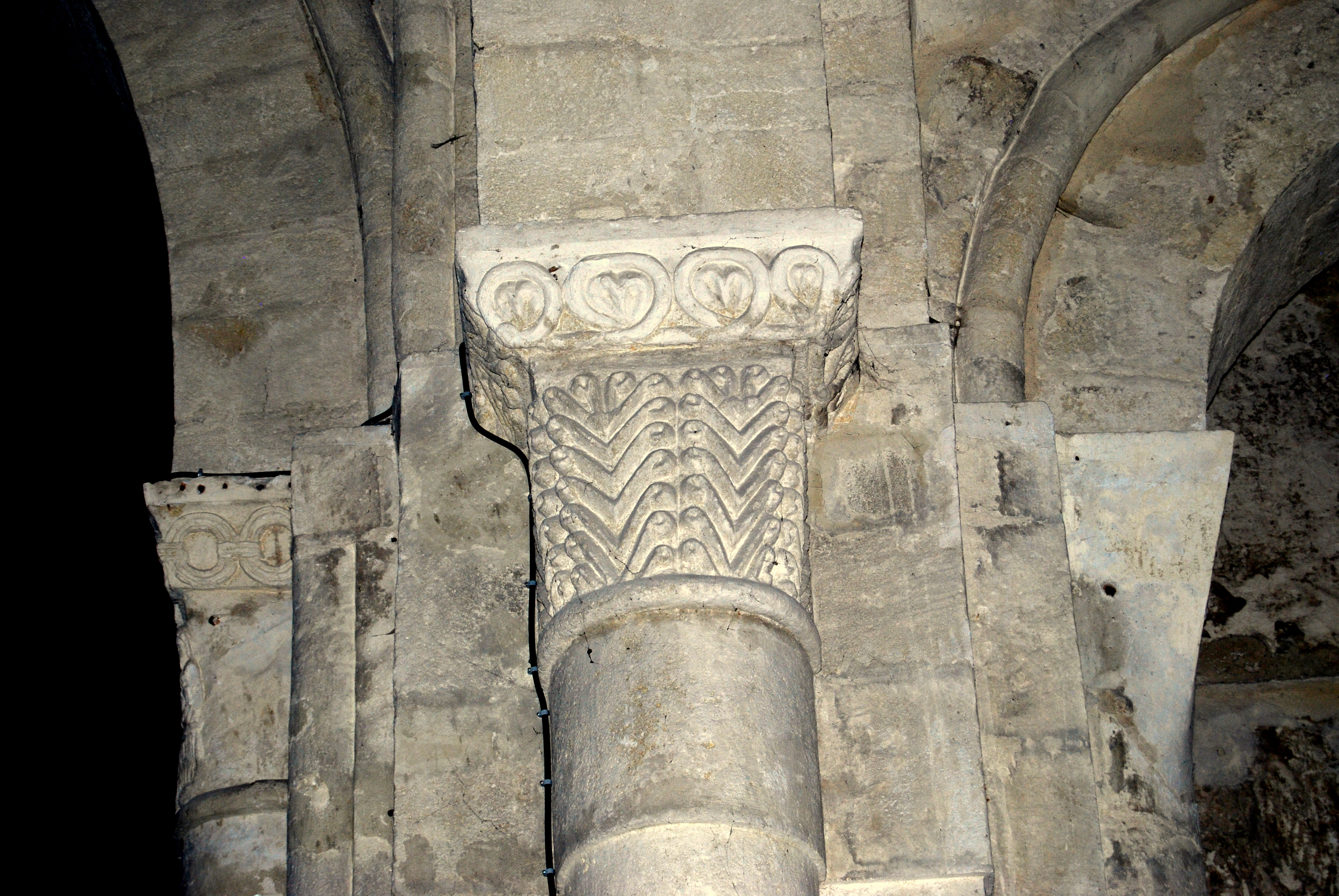
L

## L'intérieur de l'église

La nef
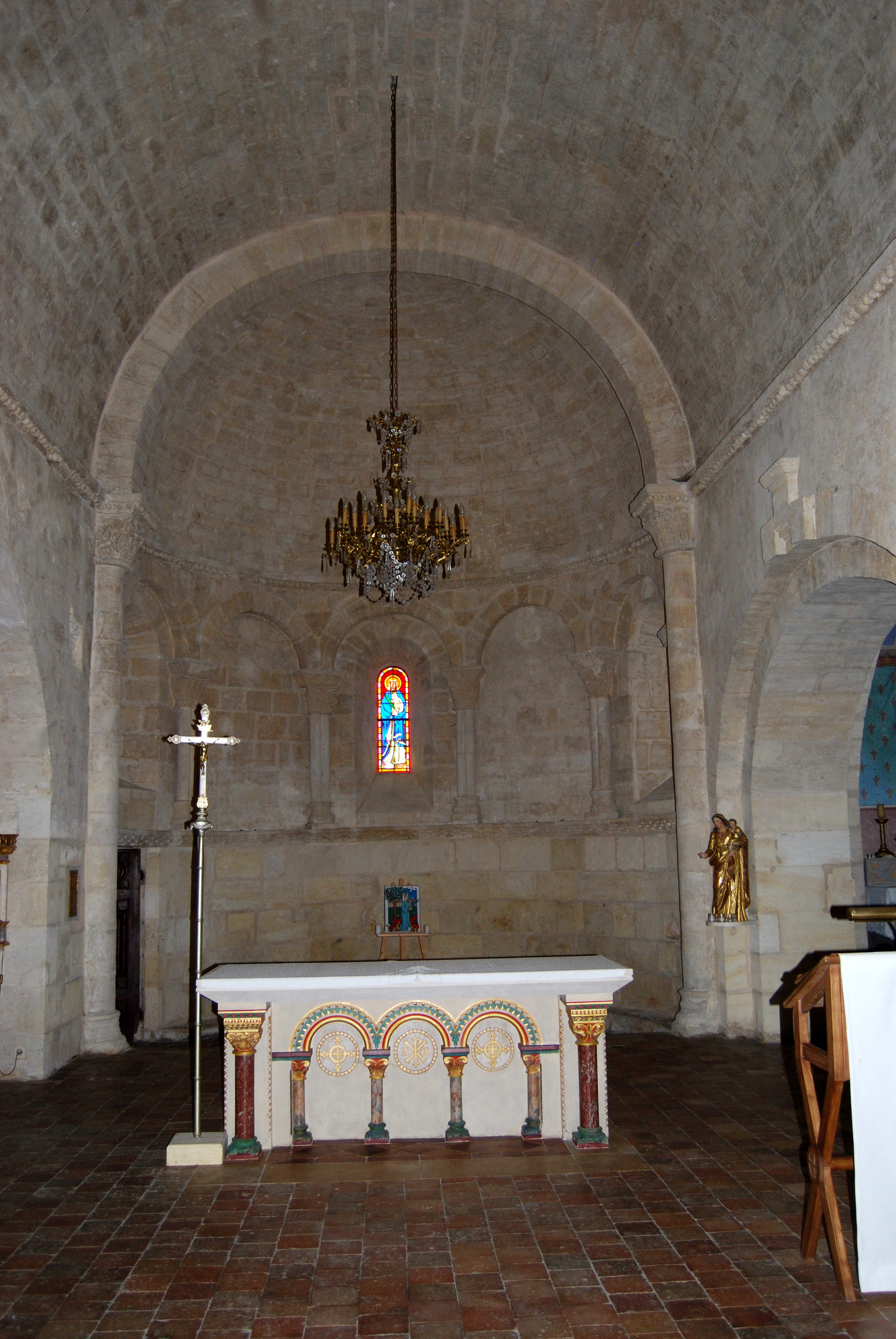
Autel principal
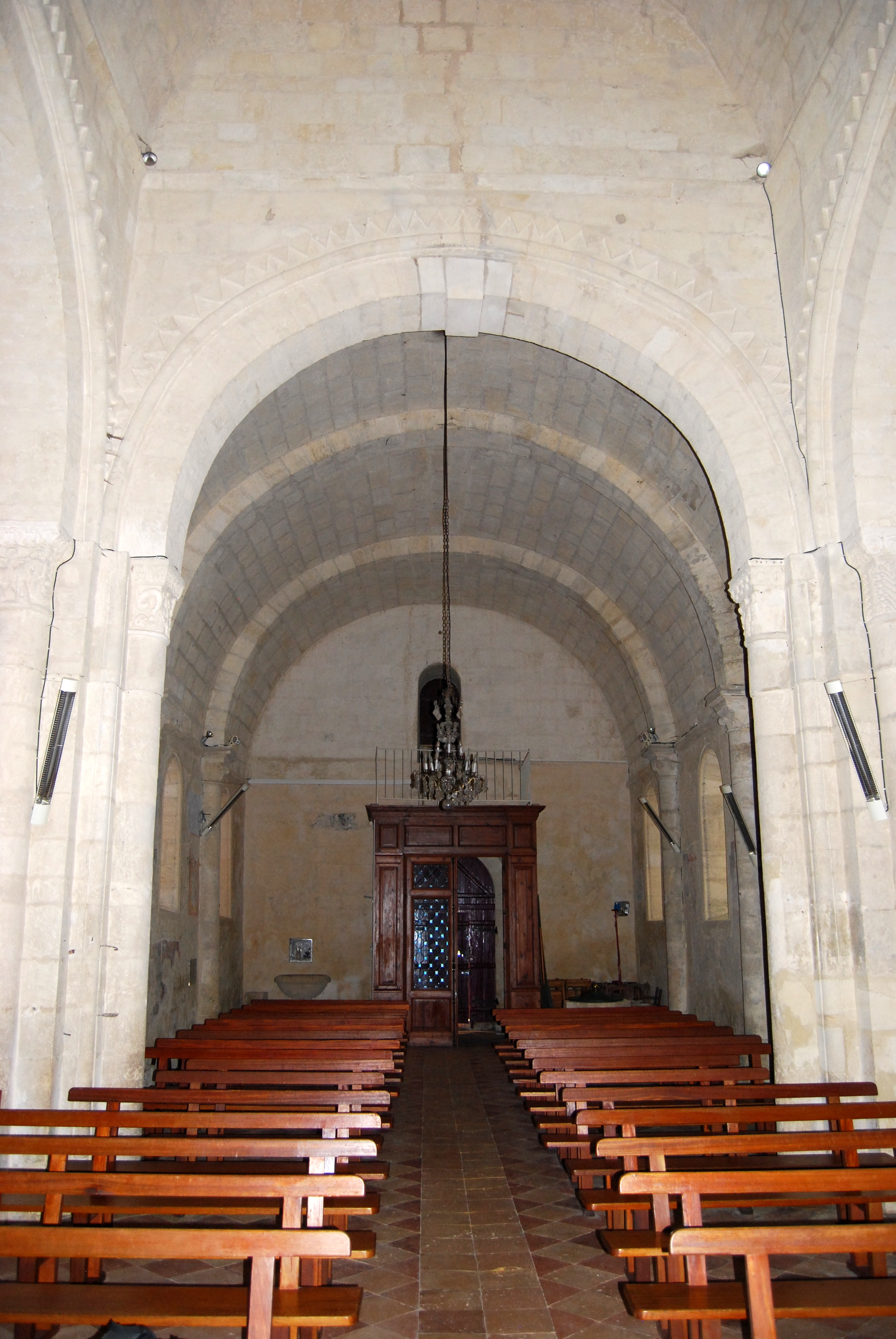
La nef vue de l'autel
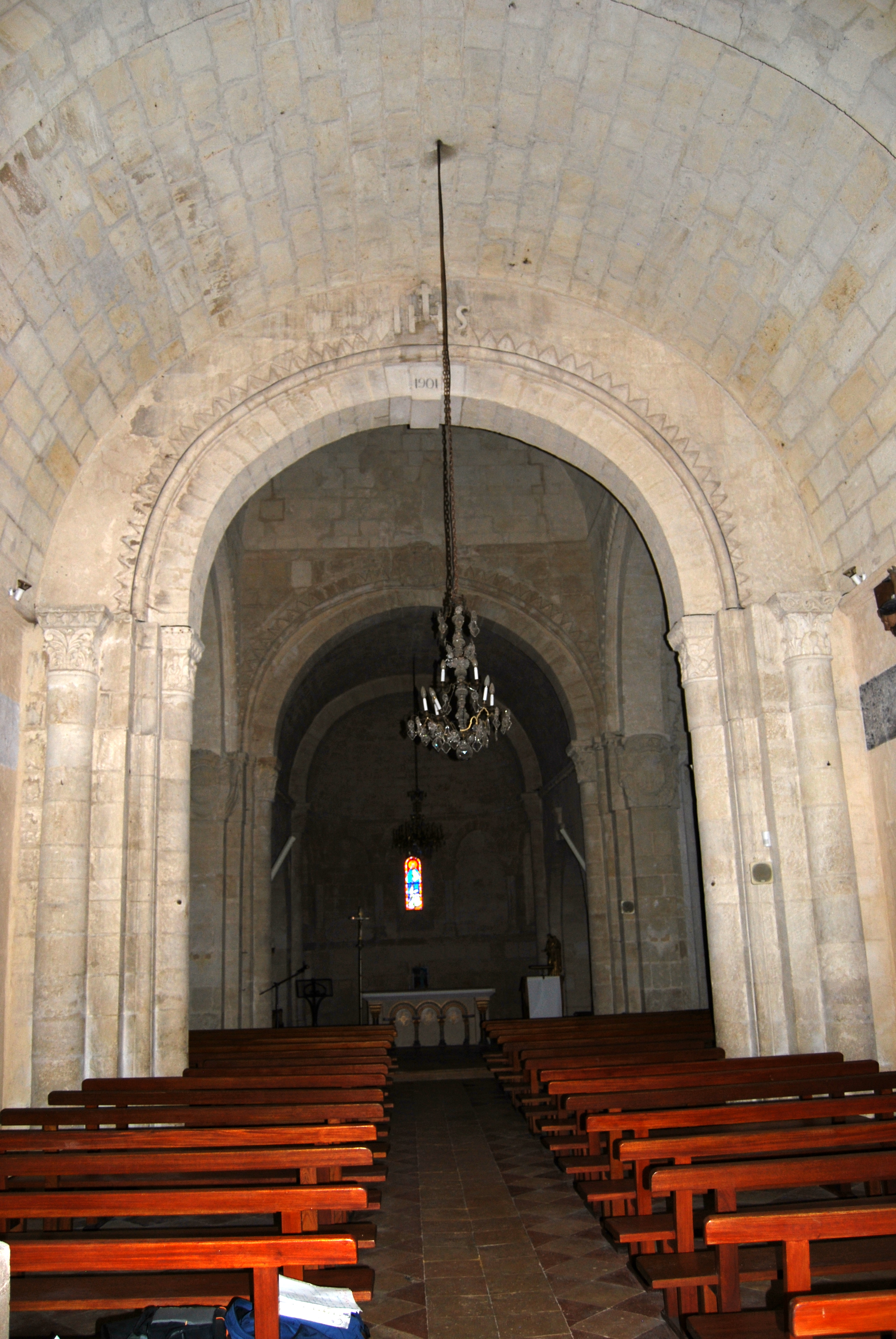
La nef vue de l'entrée

Absidiole sud
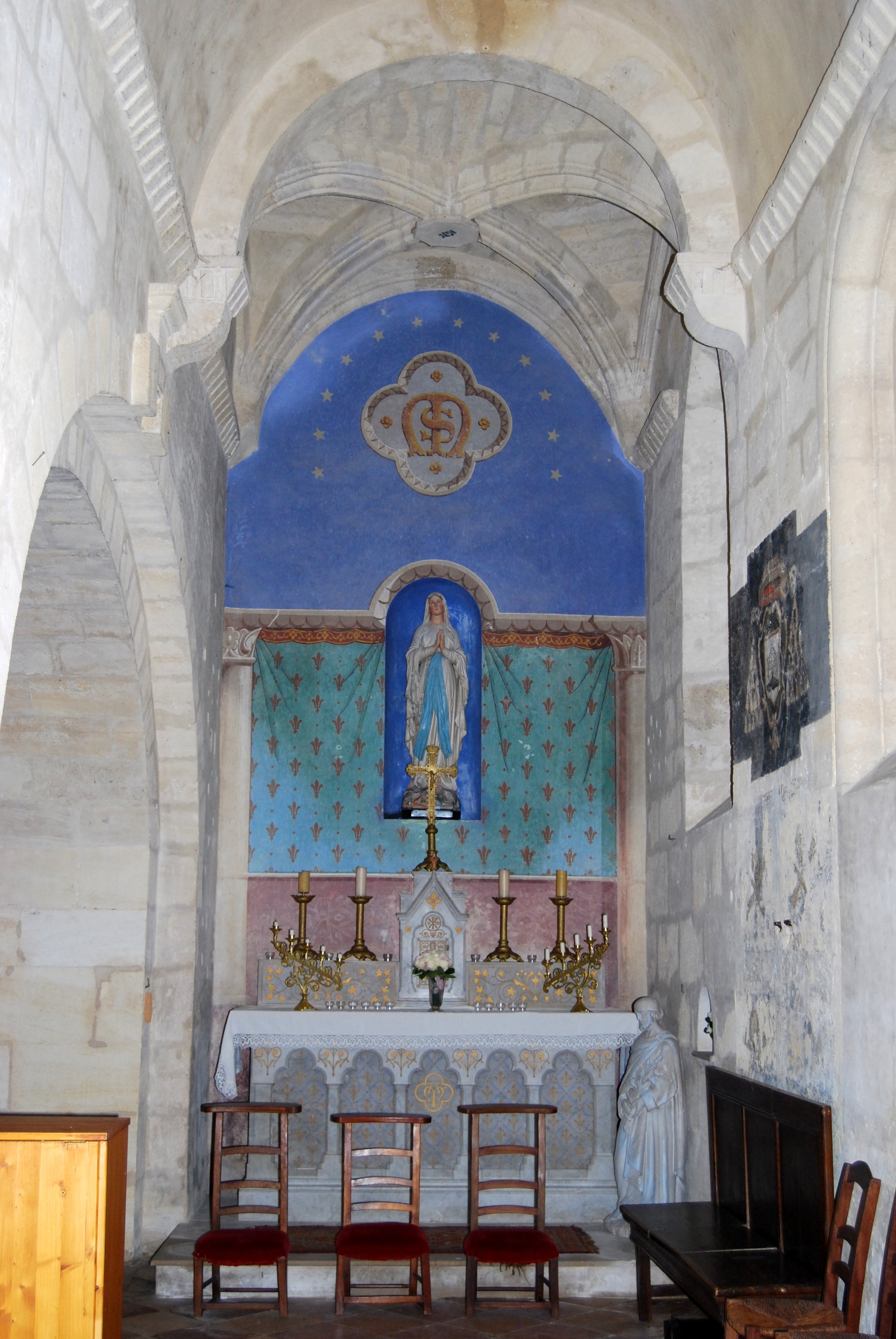
Chapelle Notre-Dame
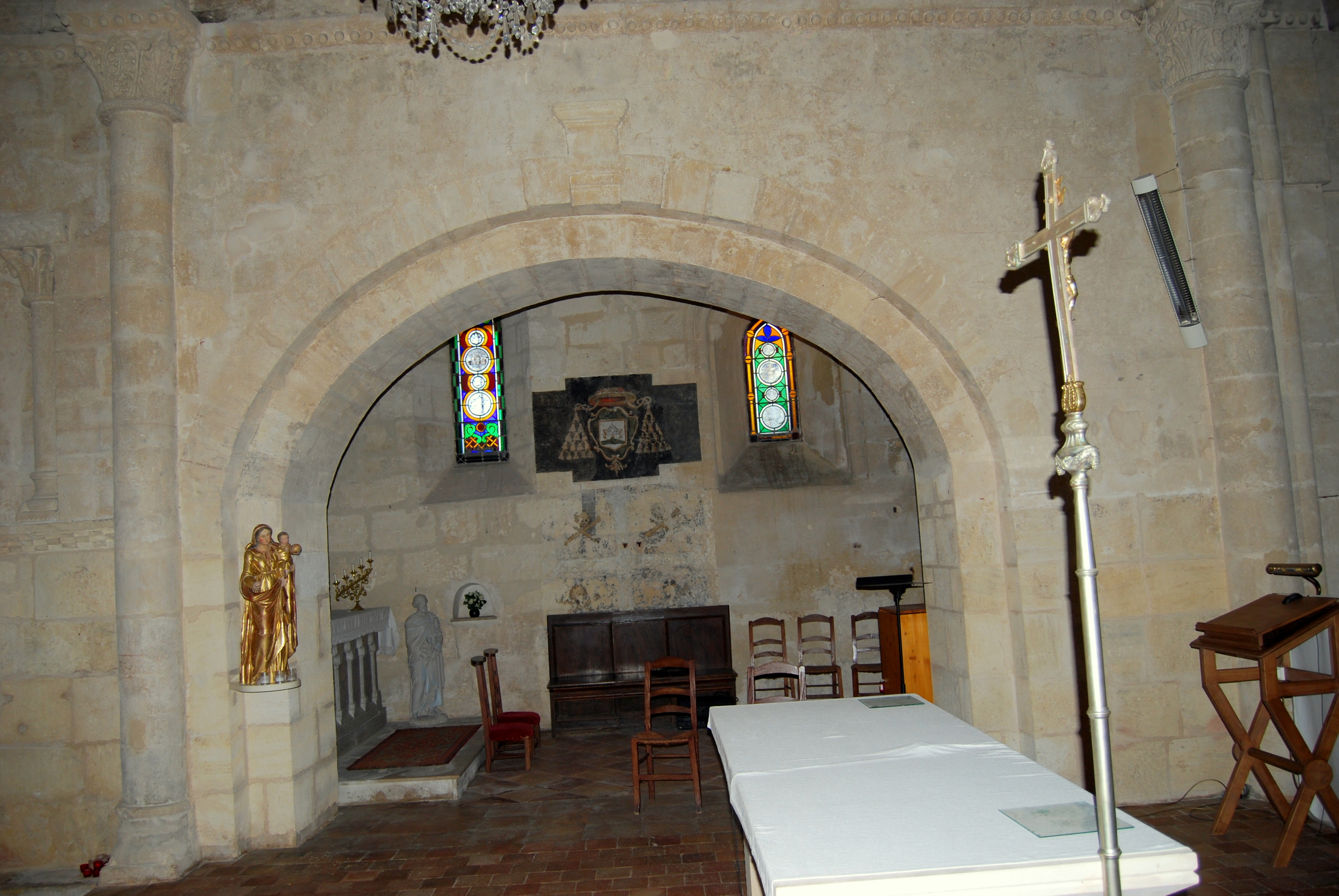
Vue du chœur
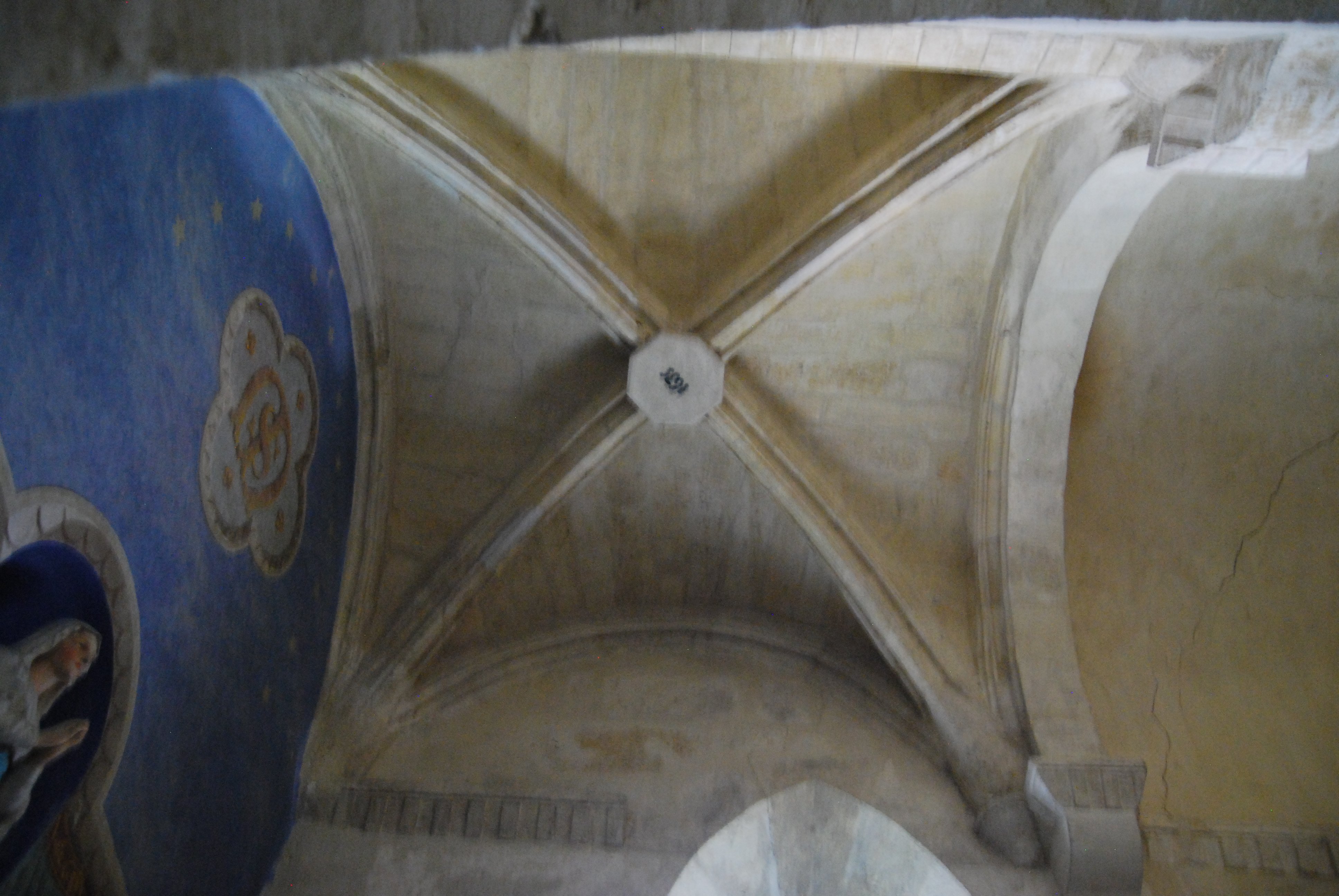
Voûte de 1635

Absidiole nord
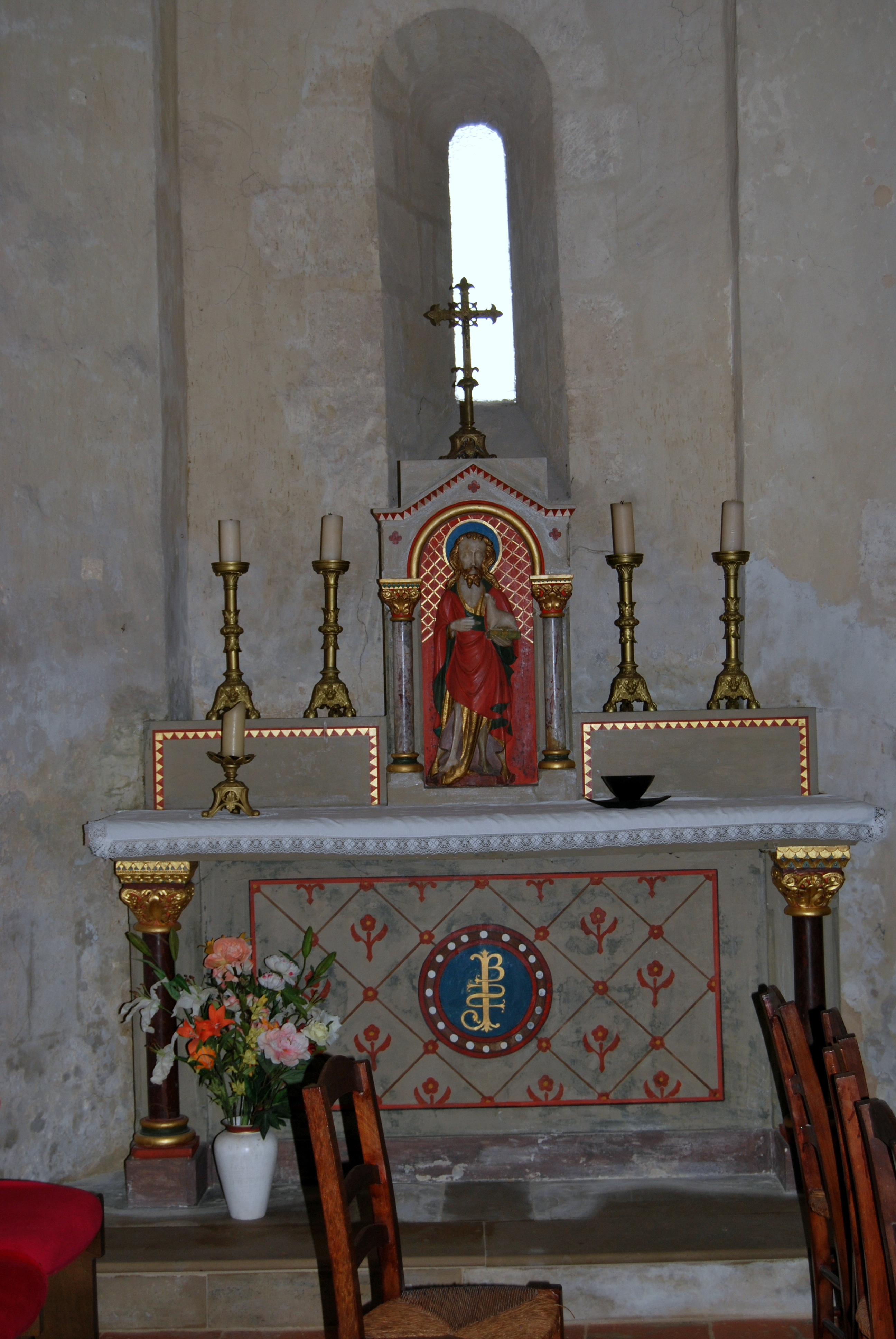
Chapelle Saint-Jean
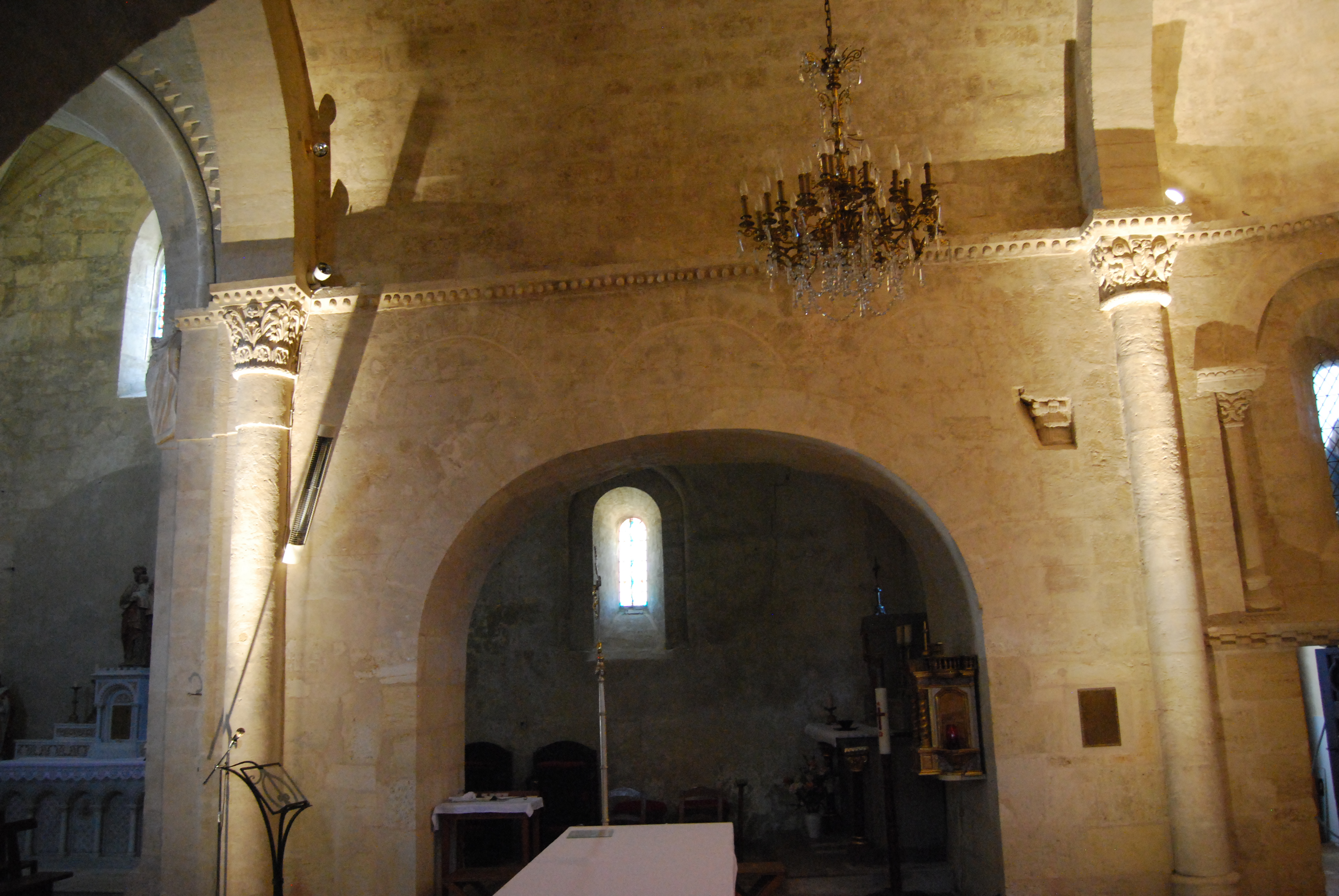
Vue du chœur
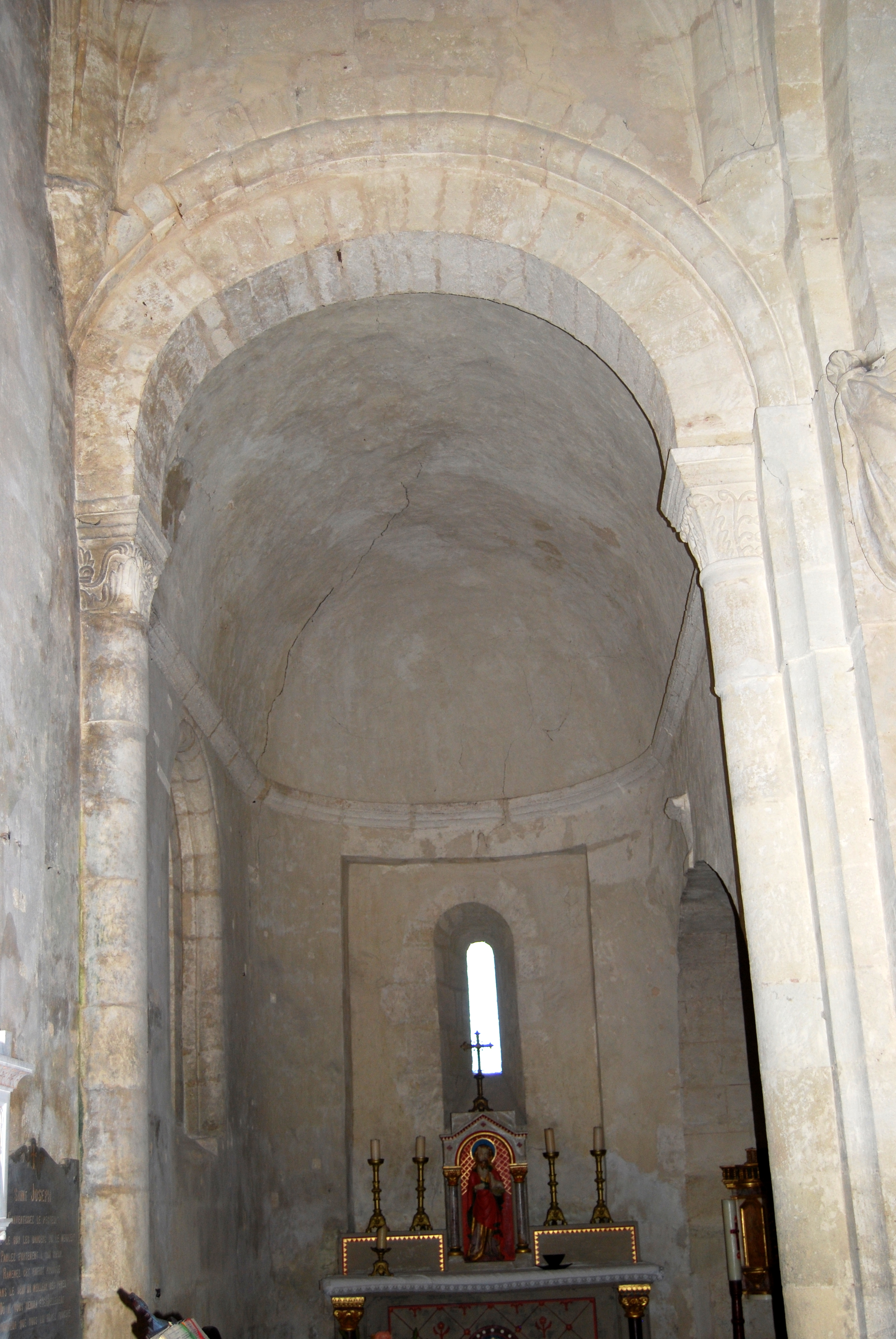
Arc

Transept nord
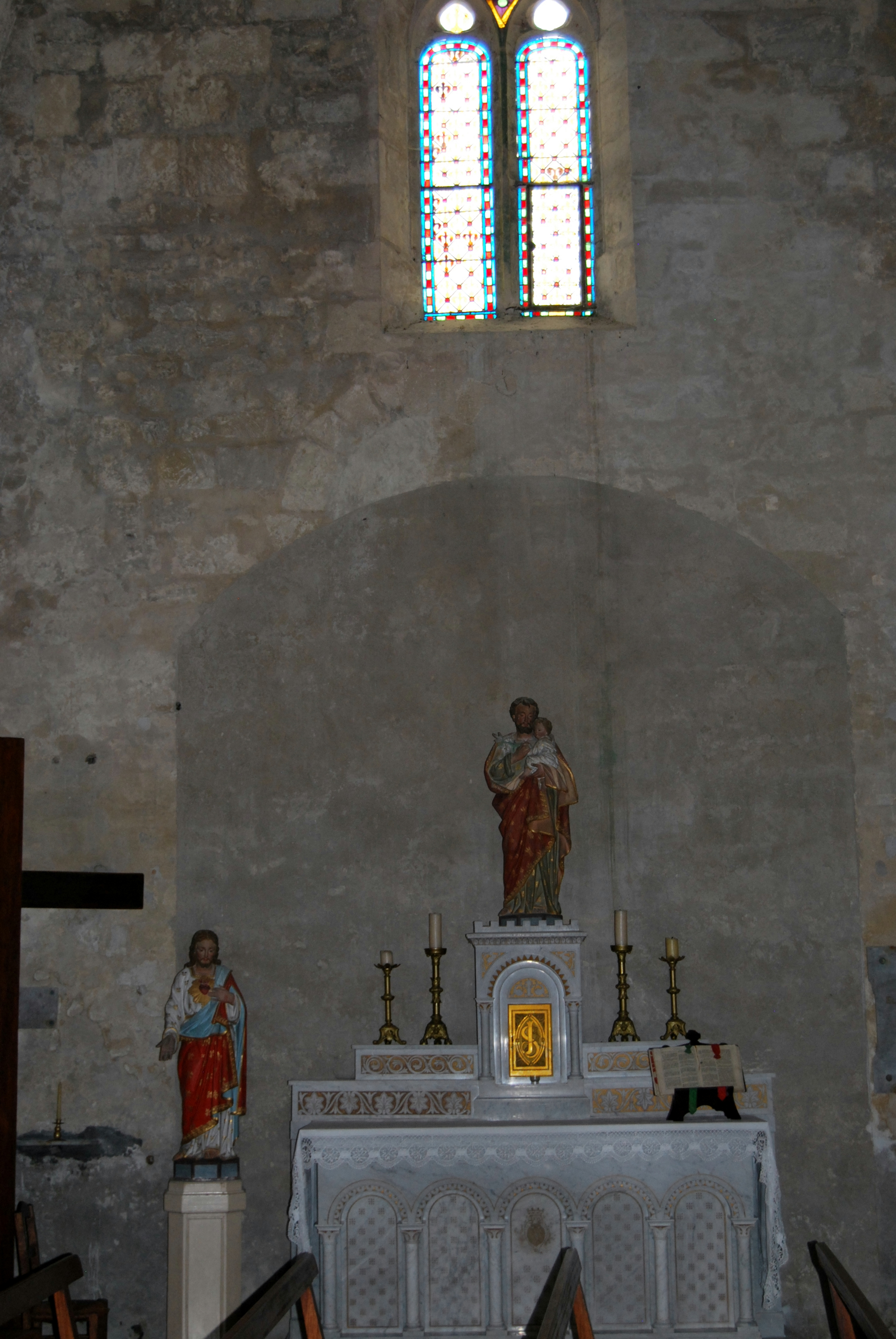
Chapelle Notre-Dame
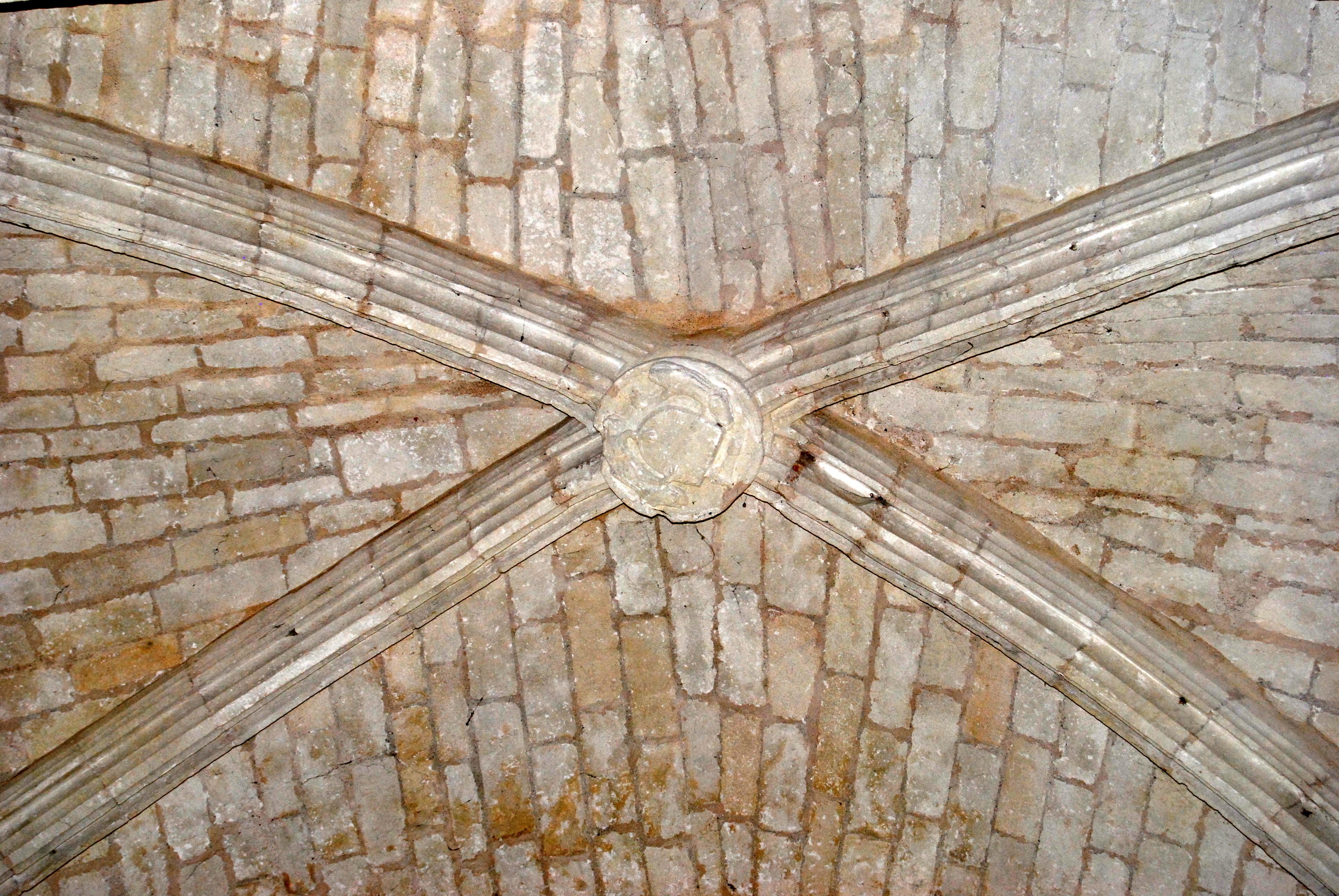
Voûte

### Peintures murales
Les litres funéraires
Tous ces décors retrouvés, à la suite d'une campagne de sondages en 2002-2003, sont lacunaires et étaient partiellement recouverts par des badigeons. On a pu identifier des décors du Moyen Âge, d'autres du XVIe siècle et d'autres des XVIIe et XVIIIe siècles. Après les restaurations, qui se sont déroulées de 2005 à 2008, on peut contempler des fragments de peintures médiévales et des litres funéraires.
La litre funéraire était une bande noire que l'on tendait ou peignait pour les obsèques d'un seigneur et qui portait ses armoiries.
L’Église avait accordé aux seigneurs du château de La Ligne, le droit de sépulture et de litre.
Dans la chapelle Notre-Dame, la litre est celle d'Arnaud de Pontac, évêque de Bazas, mort le 4 février 1605. Comme ce fut souvent le cas à cette époque, ses restes sont partagés et son cœur placé dans un caveau situé sous la chapelle de l'absidiole sud. Cette crypte renferme aussi :
- le cœur de Geoffroy de Pontac, son neveu, qui a commandé la restauration de cette chapelle en 1635 ;
- le cercueil de Charlotte Poulain, inhumée le 8 mai 1791, épouse du sieur Pierre Laborie, colonel de la garde nationale qui habitait le château de La Ligne ;
- le cercueil de l'abbé Faux, dernier curé de Lignan.

La deuxième litre, qui date du XVIIe siècle, est celle de la famille Montferrand, barons de Landiras et seigneurs de Seguin.
Fragments de fresques
Sur le mur sud de la nef :
- Un personnage en chasuble au-dessus d'une croix de consécration à gauche de la baie ;
- Des draps sous la baie ;
- Des mains jointes, qui pourraient dater du XVIe siècle et qui viennent en superposition d'une fresque plus ancienne.

Fresques du mur sud
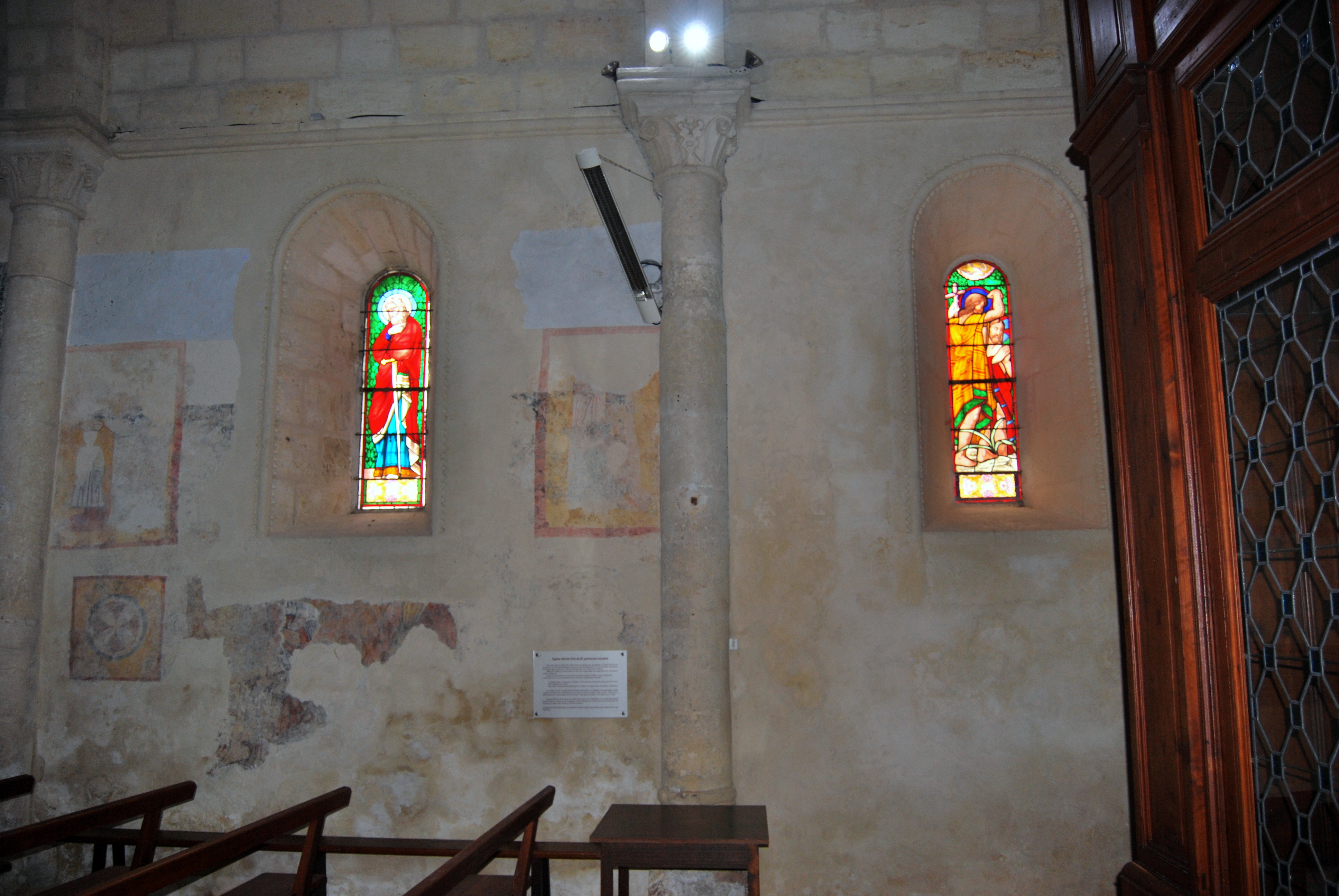
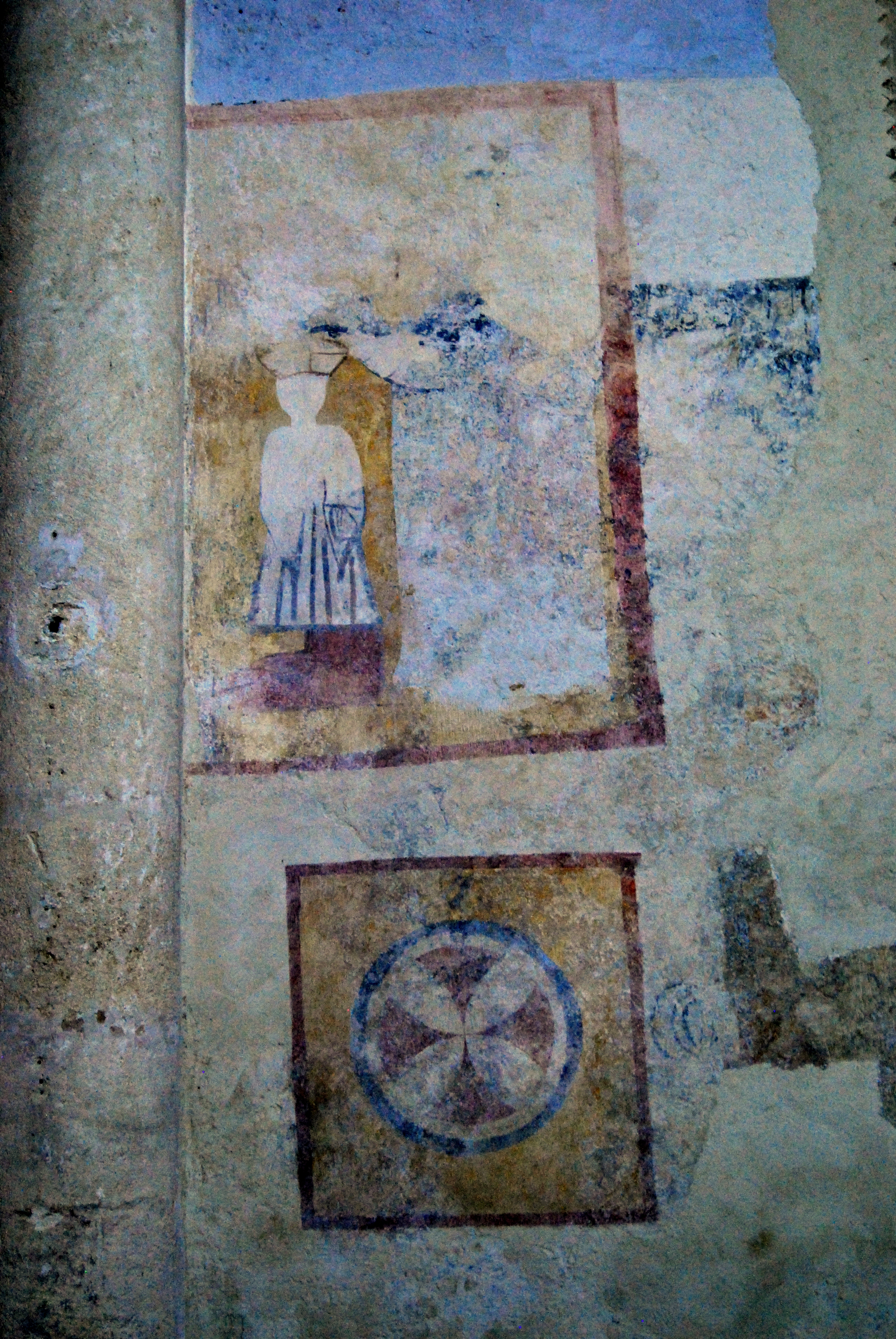
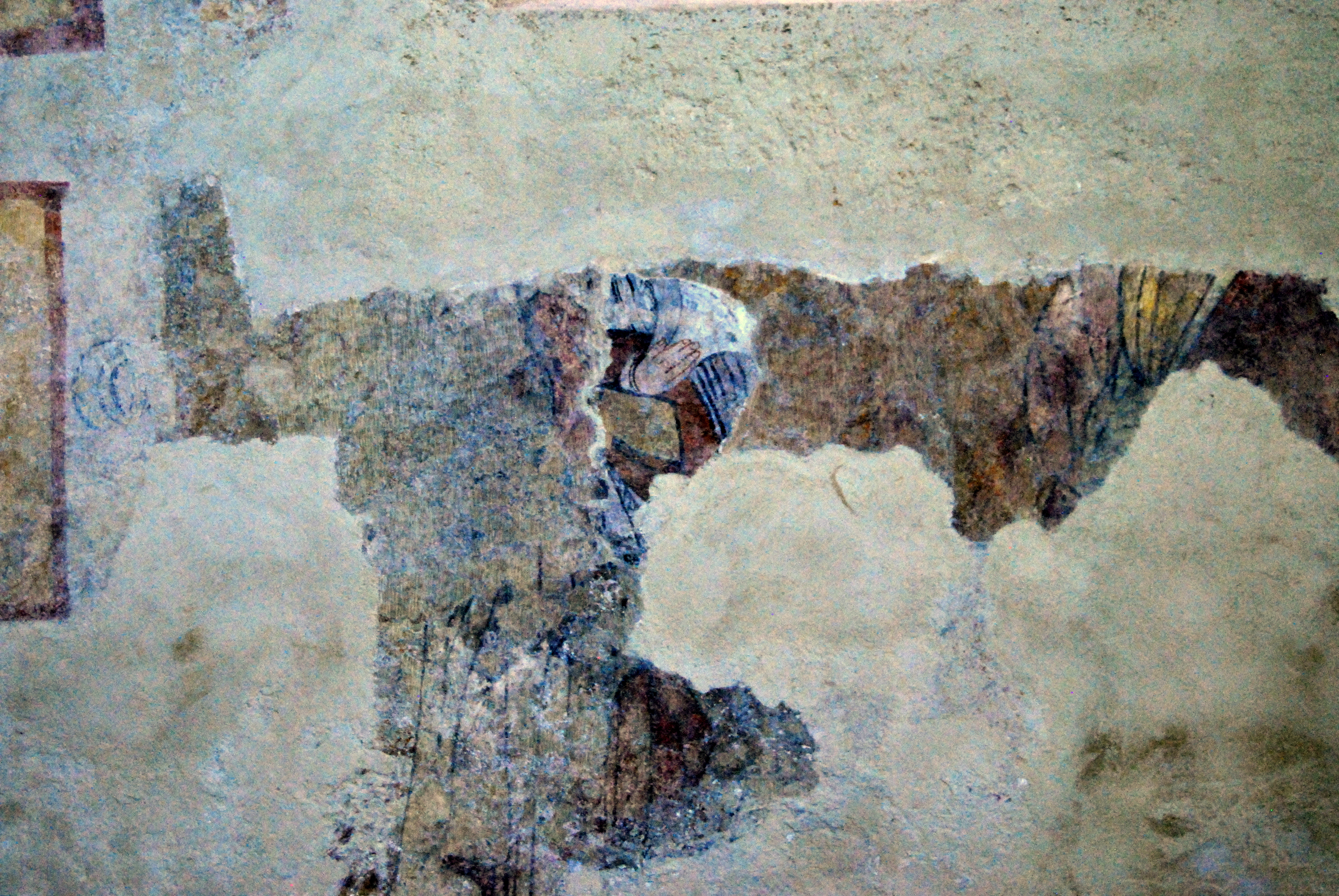
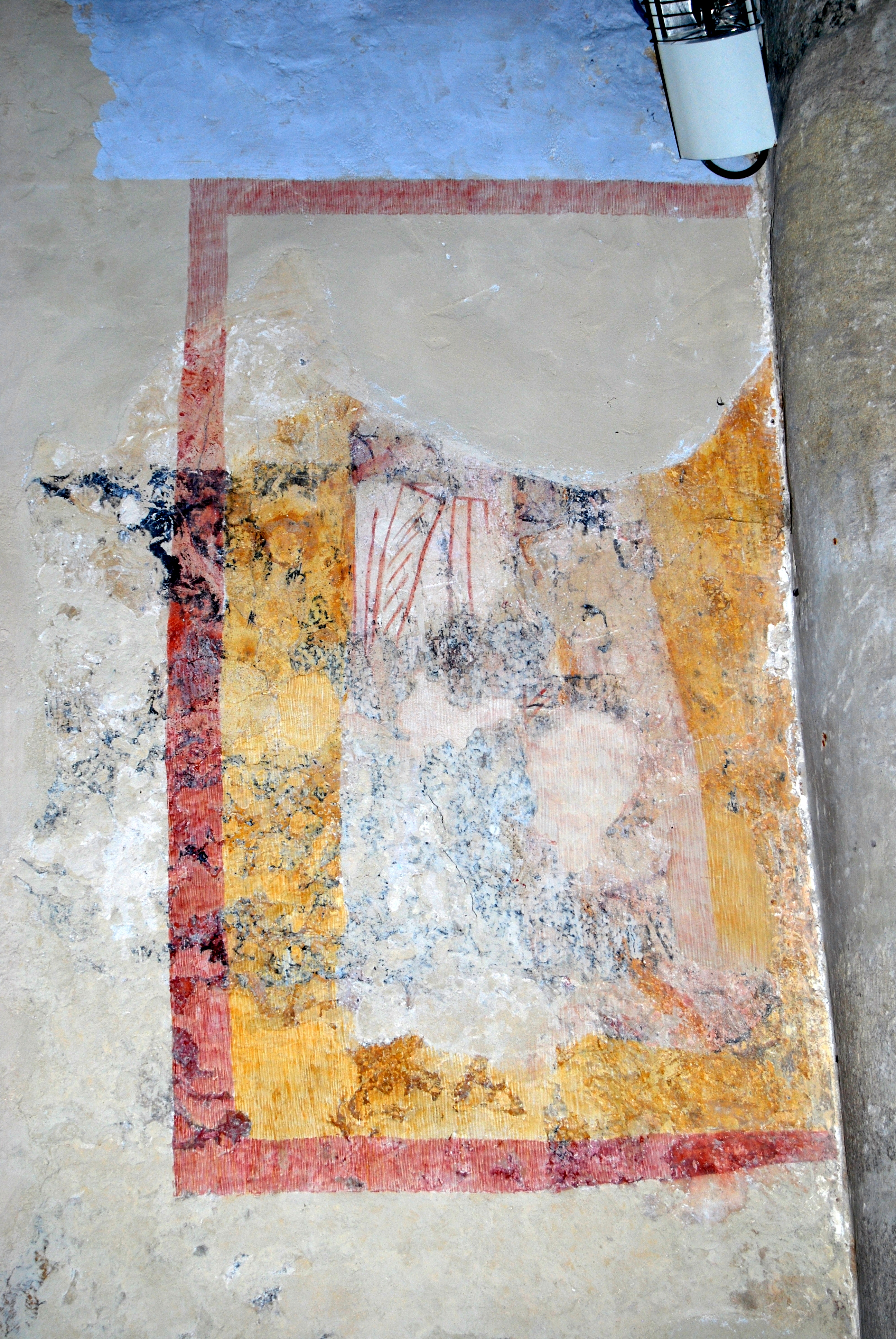

Sur le mur nord de la nef :
- Un personnage de face, nimbé, portant un manteau, une main repliée à la taille, l'autre bras tendu vers le bas ;
- Deux personnages, dont l'un plus grand à droite, portant tunique et chapeau, lève le bras et tend, de sa main, un objet rond, vers un personnage plus petit en arrière, à gauche. Sur la tête de ce dernier on reconnait des formes rondes (des pierres ?). Est-ce le martyre de saint Étienne, mort lapidé ?
- L'archange Michel, reconnaissable à son buste cuirassé et ses ailes. À droite, un fragment du Christ, vu de face, cheveux longs et nimbé d'une auréole crucifère, recouverte actuellement par le fond noir.

Fresques du mur nord
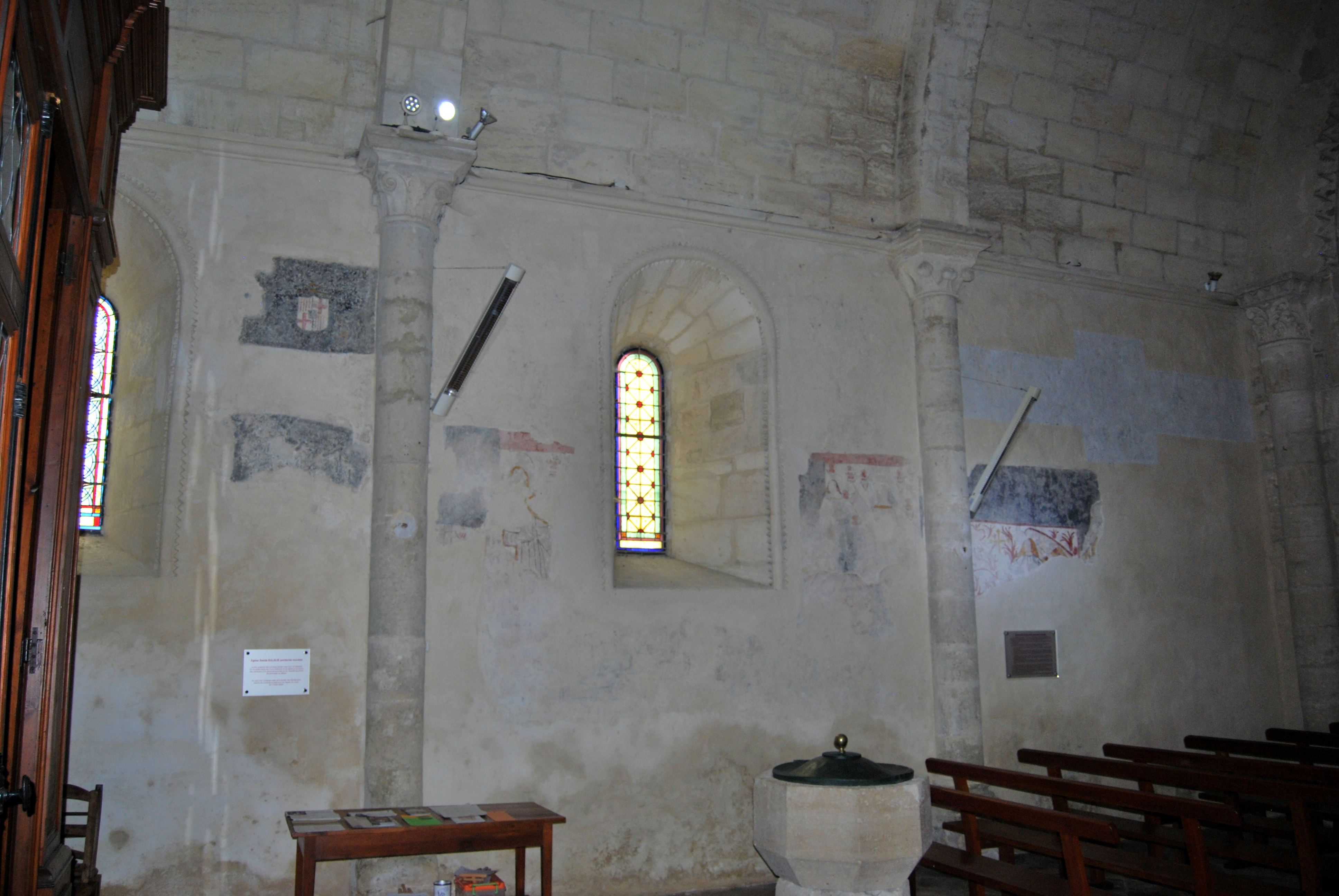
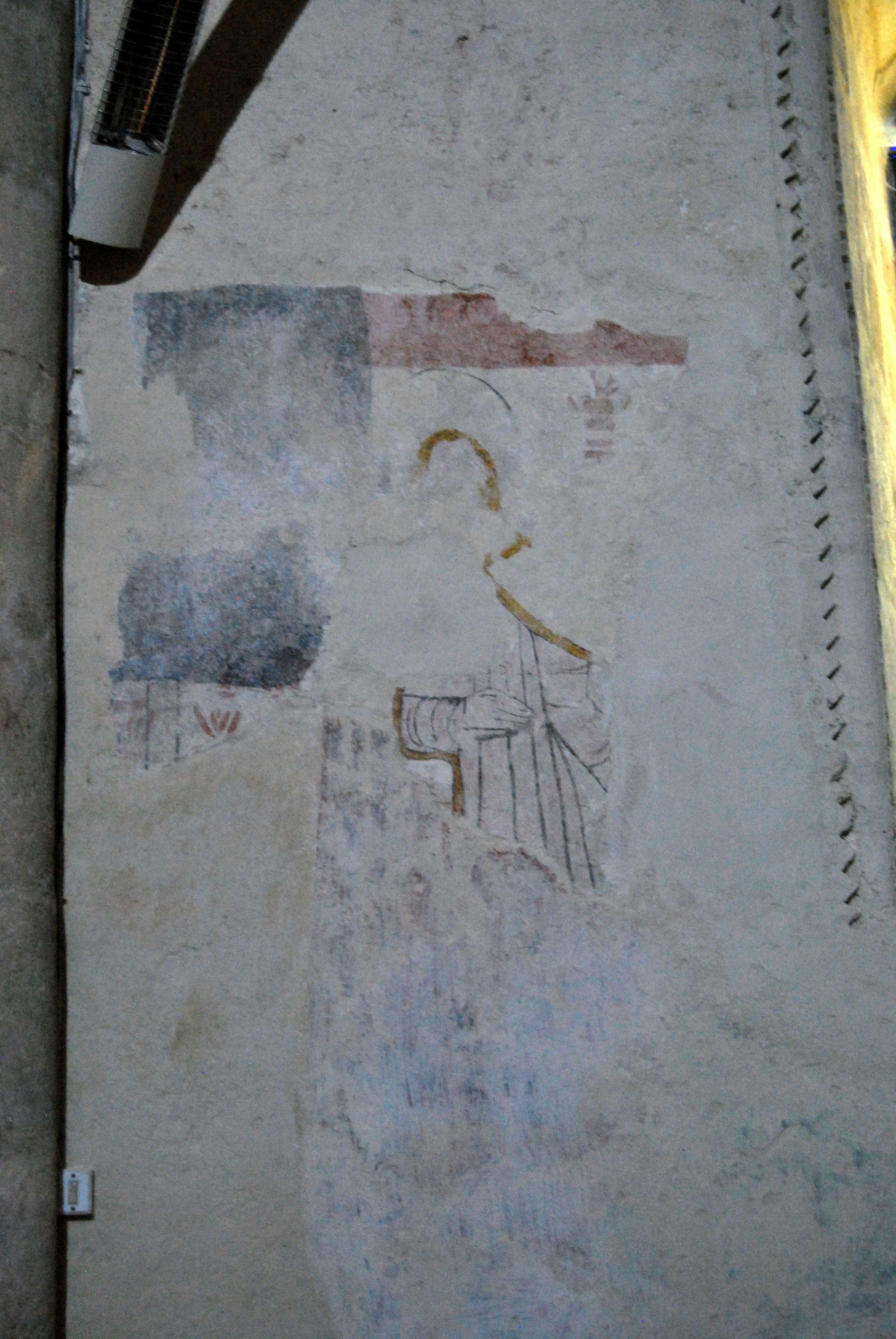
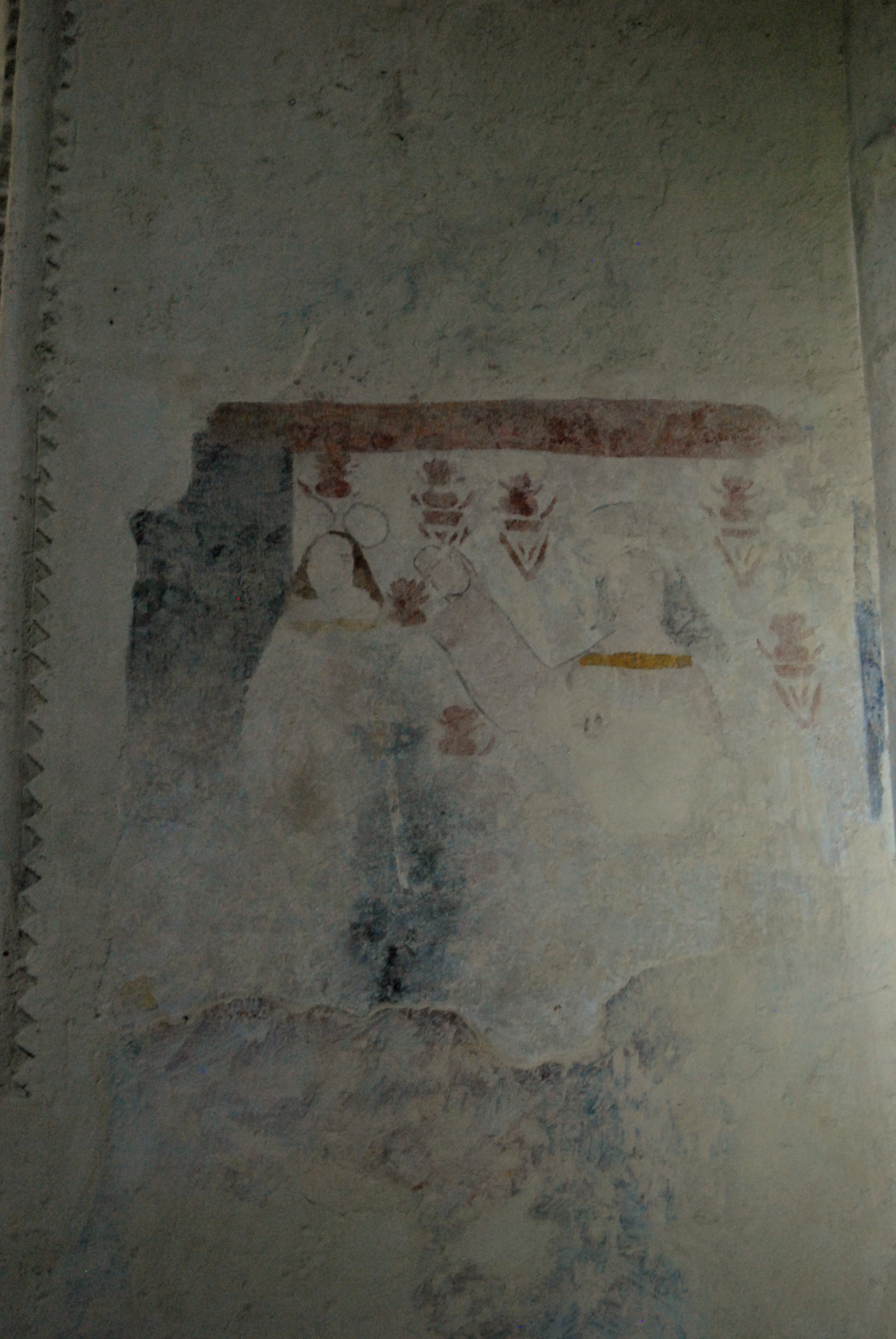
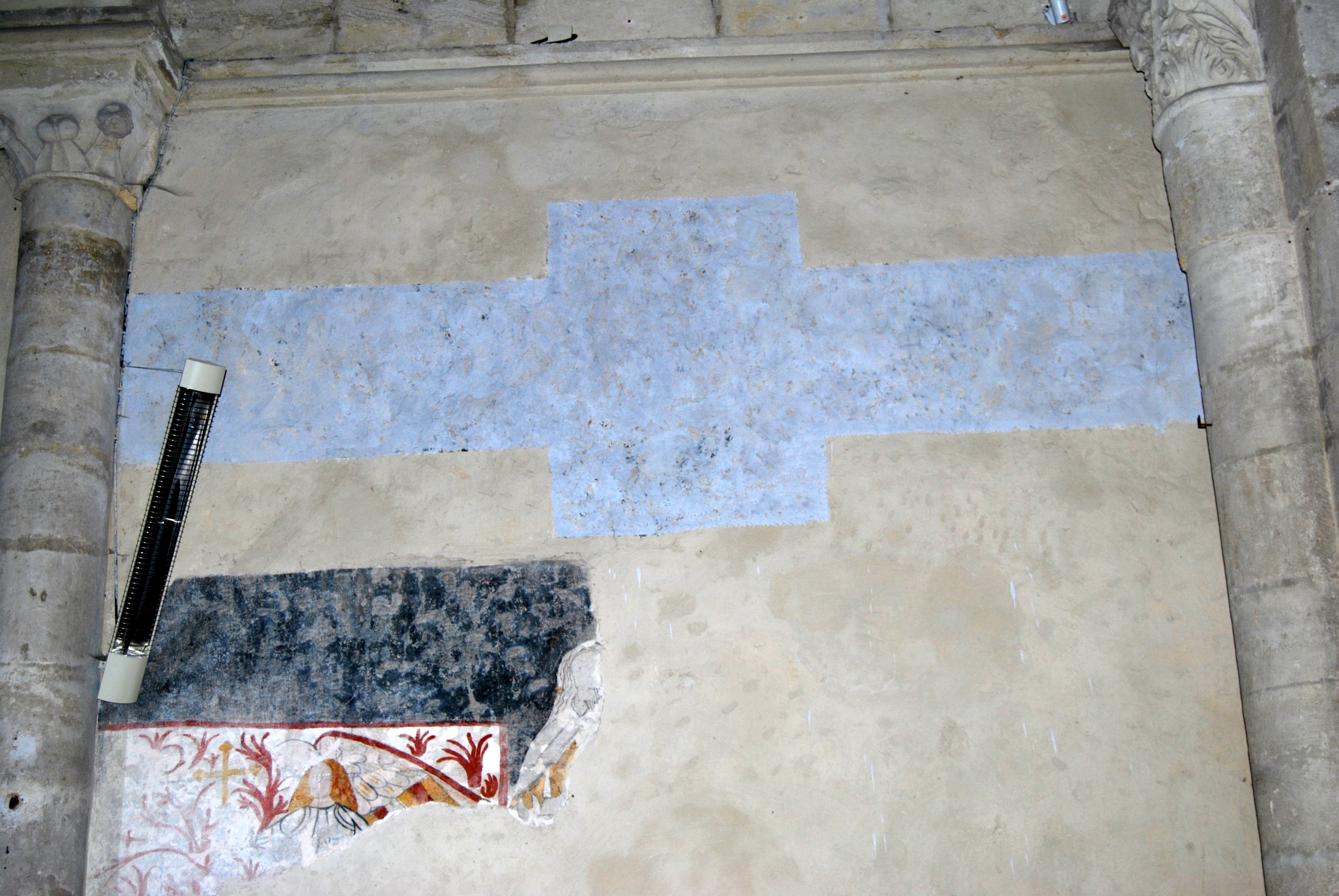

Des traces de litre funéraire au sommet du mur de la troisième travée ont été laissées visibles. La partie centrale, plus large, devait présenter le blason, aujourd'hui disparu.

### Le mobilier

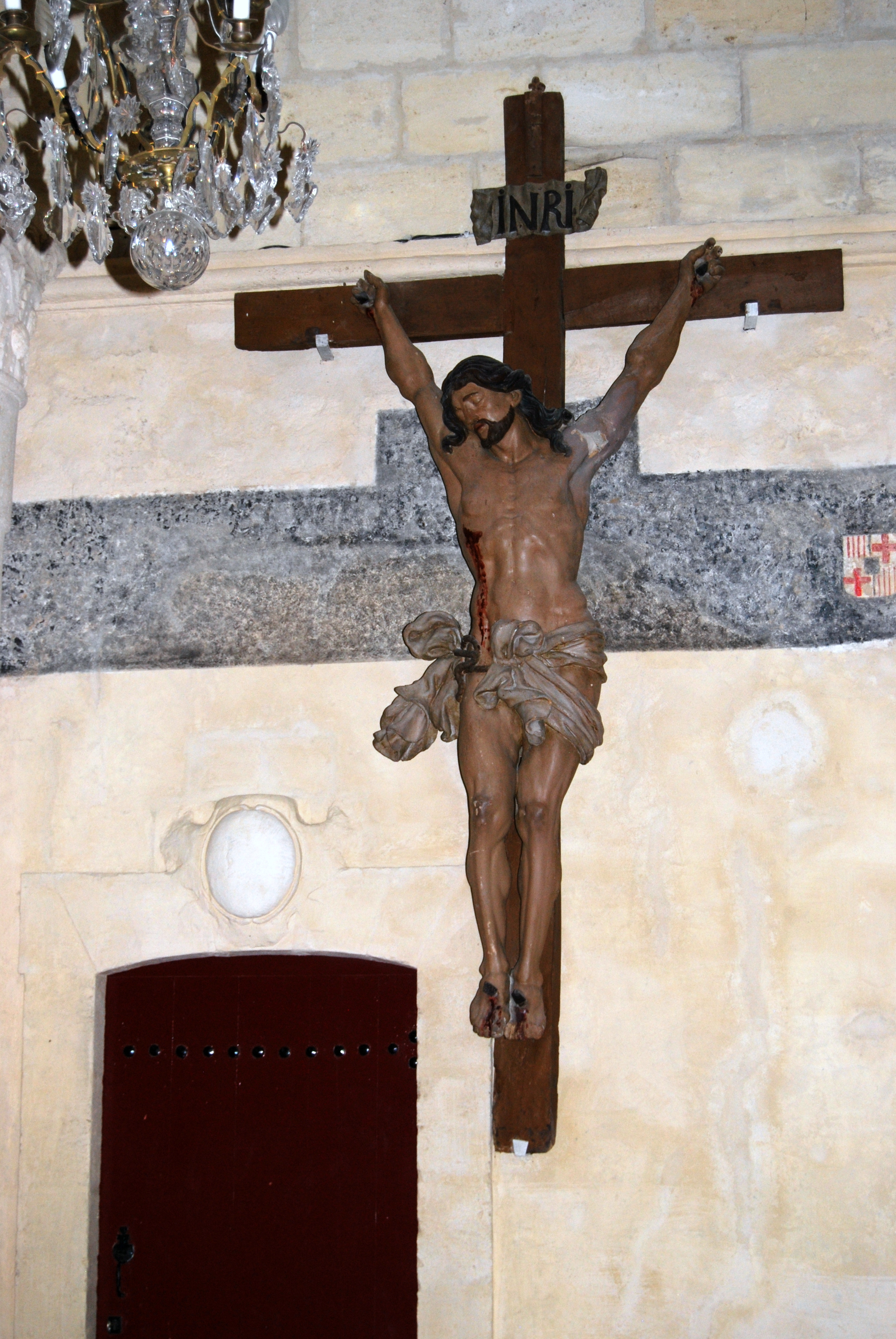
Crucifix et litre

- Statue de Saint Jean-Baptiste[8], en albâtre anglais et datant du XVe siècle.
- tabernacle, en bois doré, datant du XVIIe siècle.
- Statue de la Vierge à l'Enfant, en bois doré, datant du XVIIIe siècle.
- Crucifix en bois de noyer, du XVIIIe siècle avec la litre de la famille Montferrand.

Les objets suivants sont inventoriés dans la base Palissy des Monuments Historiques mais ne sont pas visibles actuellement dans l'église :
- Coffret aux saintes huiles[9], en poterie d'étain, datant de 1780.
- Une toile[10] du XVIIIe siècle : Salomé présentant la tête de saint Jean à Hérode en présence d'Hérodiade. Ce tableau, de J.J. Roth, est exposé au musée de Lignan.
- Deux luminaires d'applique[11] en fer forgé du XVIIIe siècle.
- La cloche[12] de l'église, en bronze, de 1739, a été refondue pour la cloche actuelle.

Un bénitier en forme de coquille Saint-Jacques
Le bourg de Lignan se trouvait sur une route ancienne de tracé médiéval menant de Bordeaux à Créon et la Sauve-Majeure. La coquille Saint-Jacques, située près de la porte latérale qui conduit au cimetière, permet d'avancer que Lignan est sur un chemin de Saint-Jacques de Compostelle. La sculpture est de style gothique et date du XVIIIe siècle.
Les fonts baptismaux
Dans l'église se trouvent deux fonts baptismaux, l'un du XVe siècle et l'autre du XIXe.

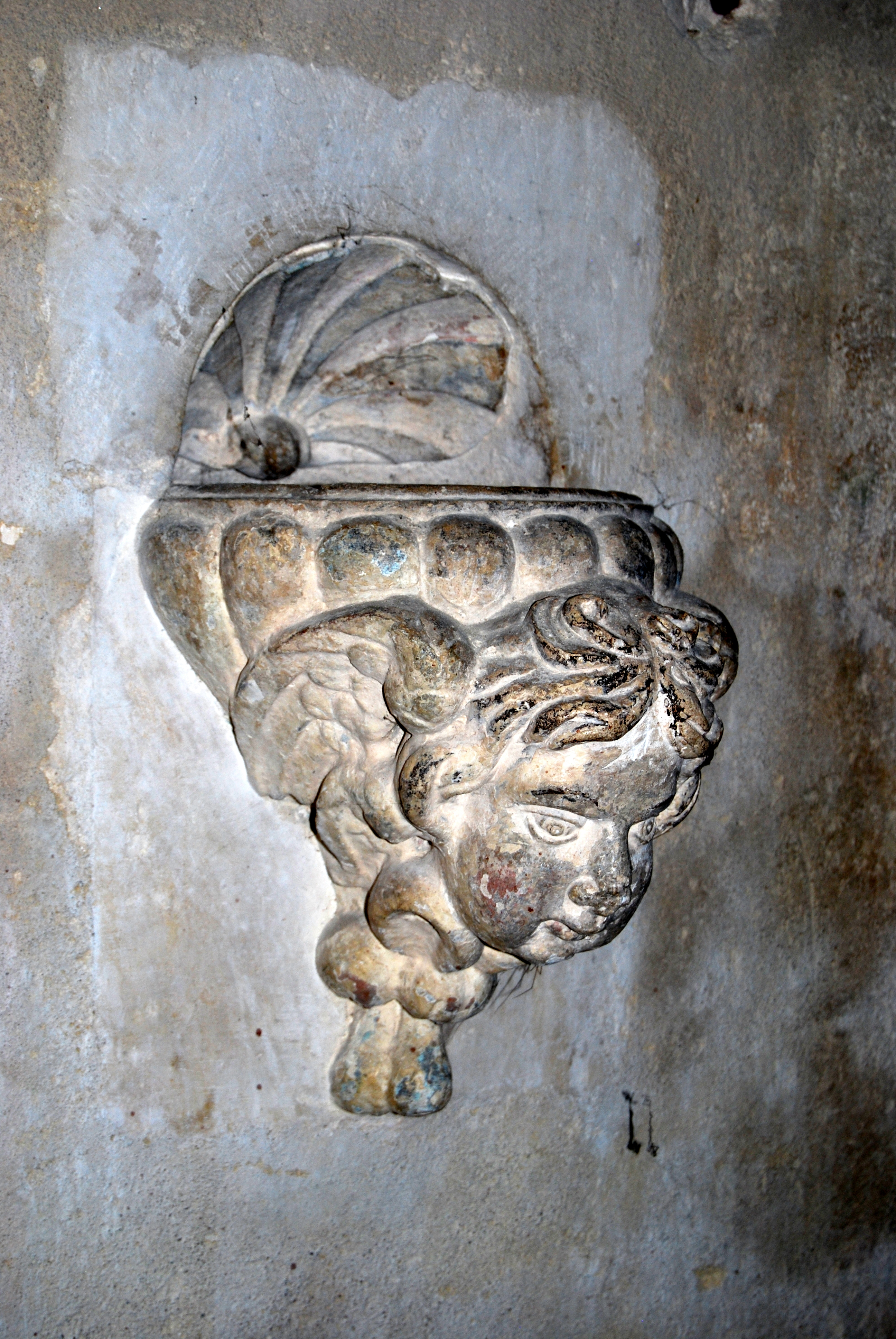
La coquille de saint Jacques
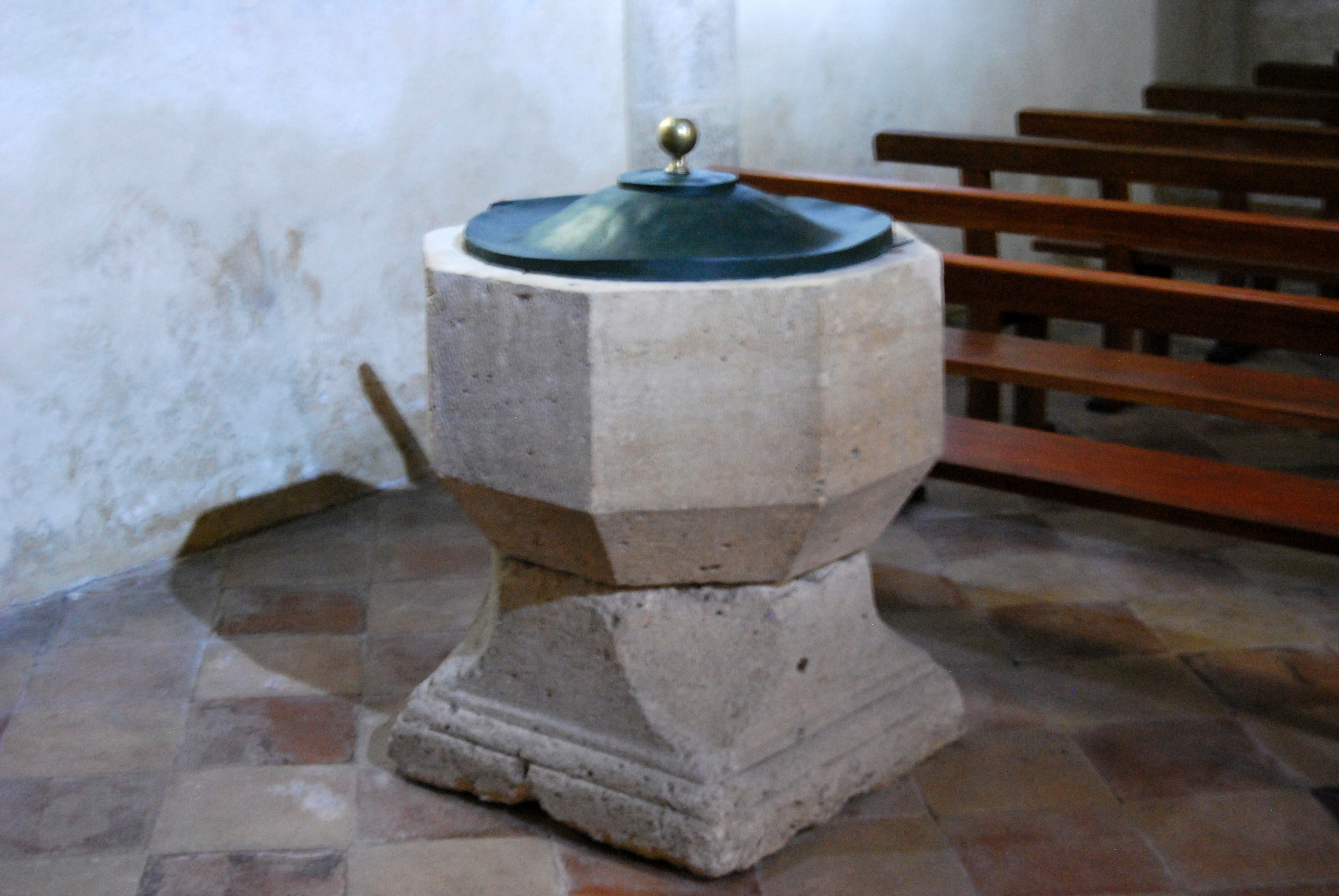
Fonts baptismaux du XVe siècle
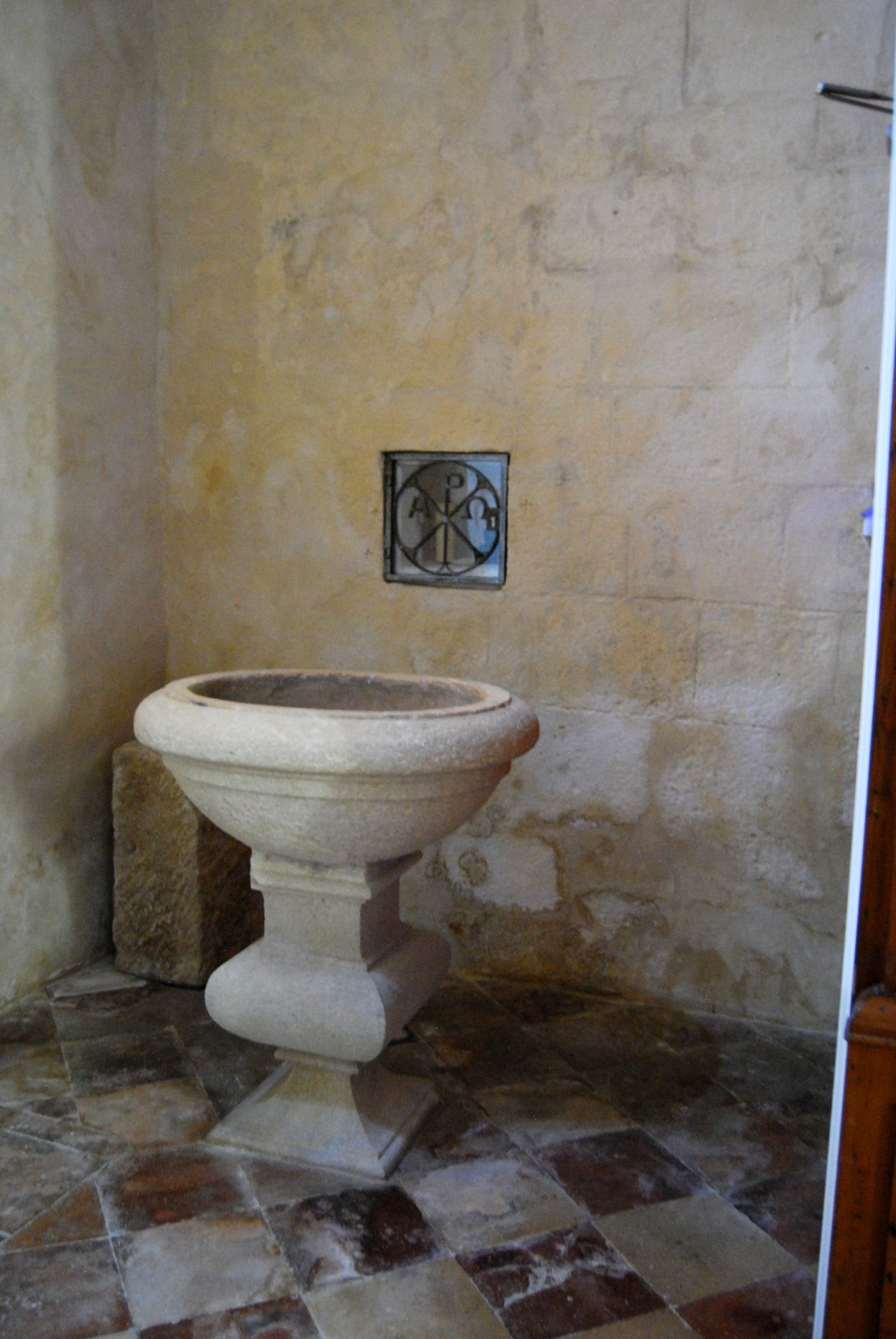
Fonts baptismaux du XIXe siècle

### Les chapiteaux de 1858
La nef a été longtemps lambrissée, avant d'être couverte, au cours de la restauration de 1858-1861, d'une voûte de pierre en berceau. À la suite de ces travaux, il a été décidé d’embellir la nef et l’entrée du transept avec de nouveaux chapiteaux sculptés. Les nouveaux chapiteaux ne recevaient pas l'approbation des archéologues et spécialistes en art roman. Selon Brutails :  « En 1858, au cours d'une restauration, on s'avisa de faire des travaux qui n'étaient pas prévus, notamment de mettre les chapiteaux de la nef « en harmonie avec ceux du sanctuaire » ; Léo Drouyn revit l'église peu après et jugea les nouveaux chapiteaux « hideux ». »
Les armoiries des familles de Chapelas et de Pontac ont été posés sur les faces occidentales des piles nord-ouest et sud-ouest (A et C). Mgr Donnet a fait ajouter ses armoiries, bien visibles, au centre de l'arc, comme il l'exigeait souvent dans les églises reconstruites sous son épiscopat.

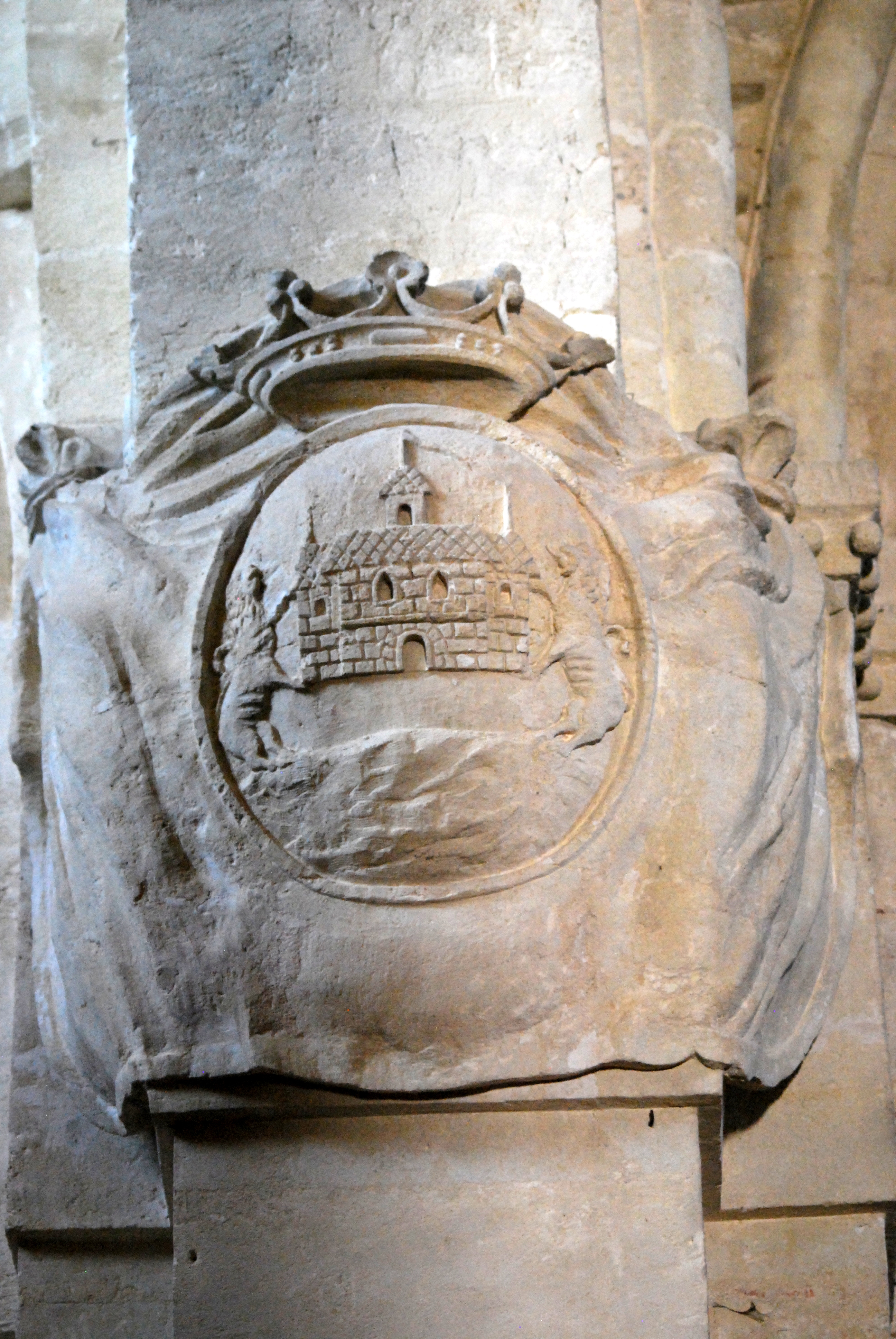
A. de Chapelas
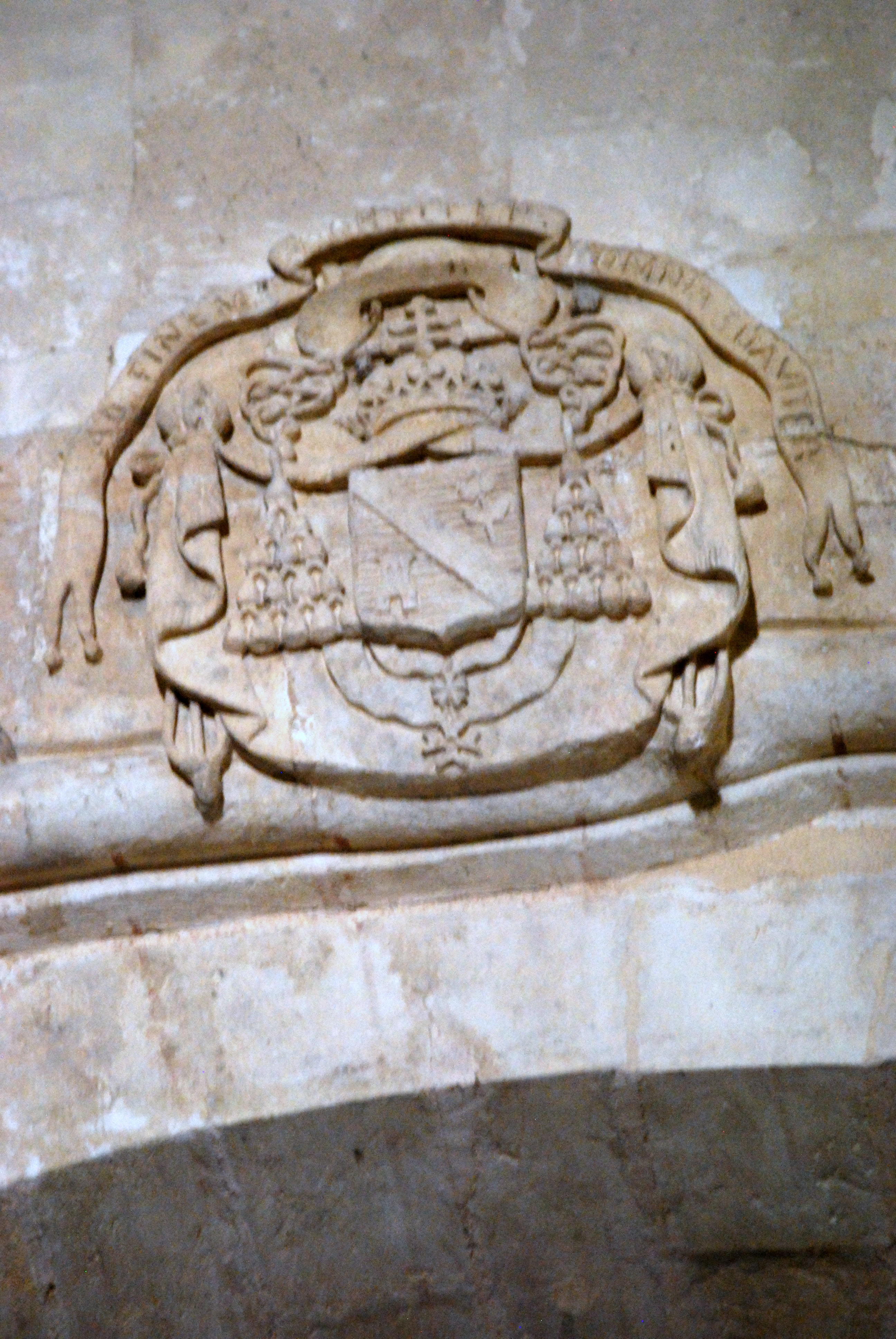
B. Mgr Donnet
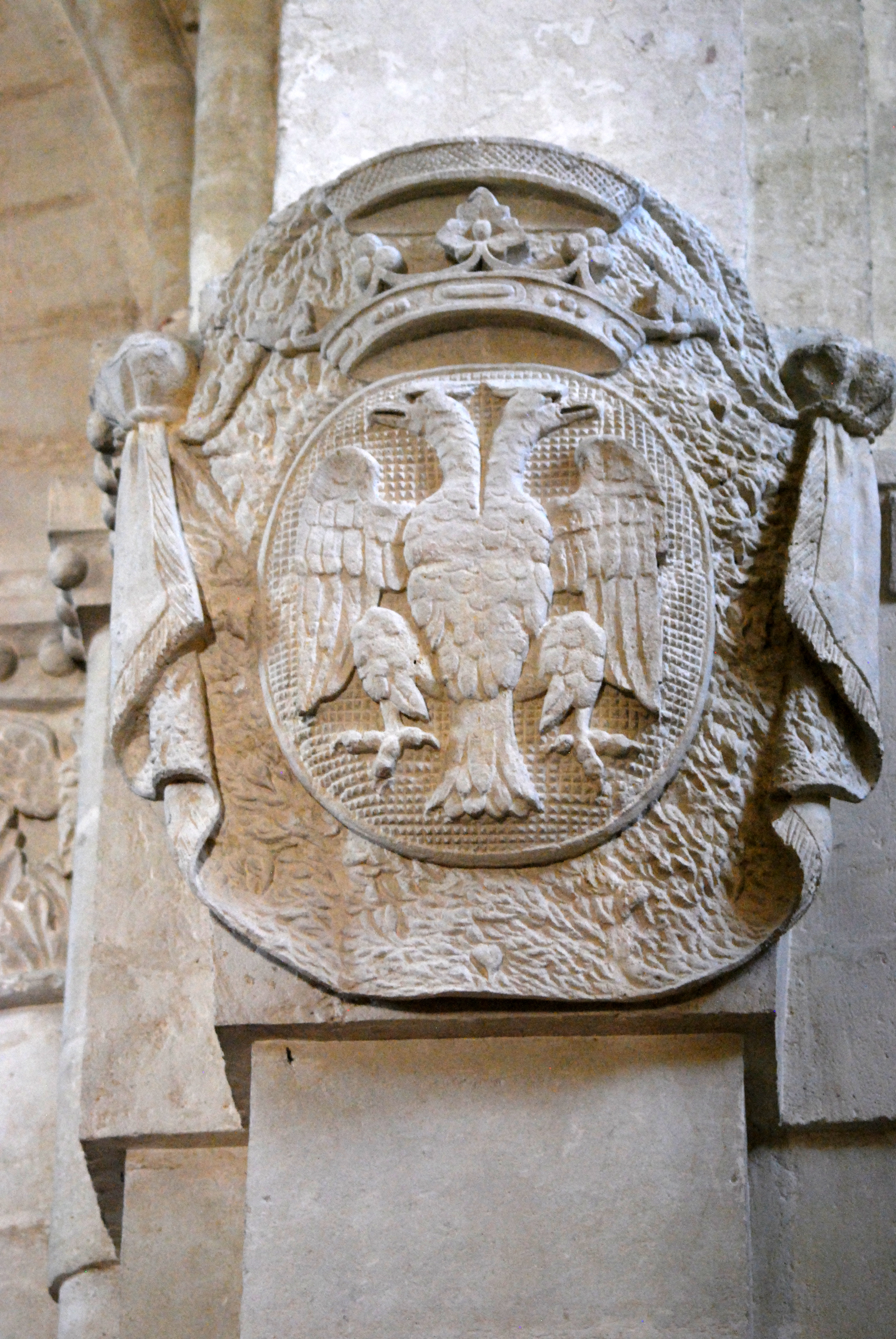
C. de Sentou-Pontac

Sur le pilier nord de l'arc triomphal, deux chapiteaux ont été ajoutés : à l'ouest, un décor végétal (D) et sur la face principale, Jésus qui montre sa main à Thomas (E).
Sur le piler sud deux chapiteaux ont été ajoutés : un chapiteau à décor végétal sur la face occidentale (F) et une crucifixion sur la face principale (G).

Chapiteaux du pilier nord
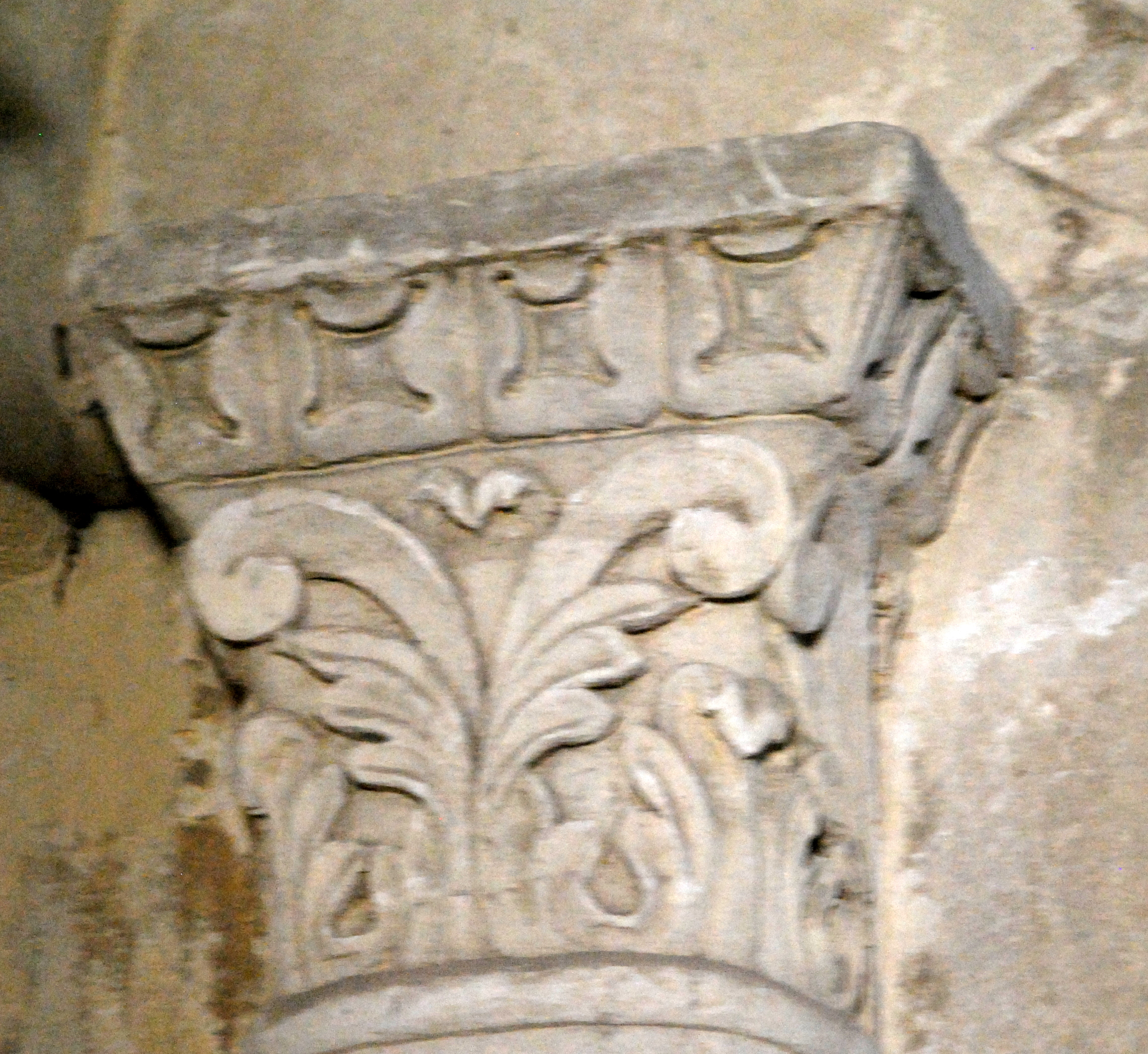
D
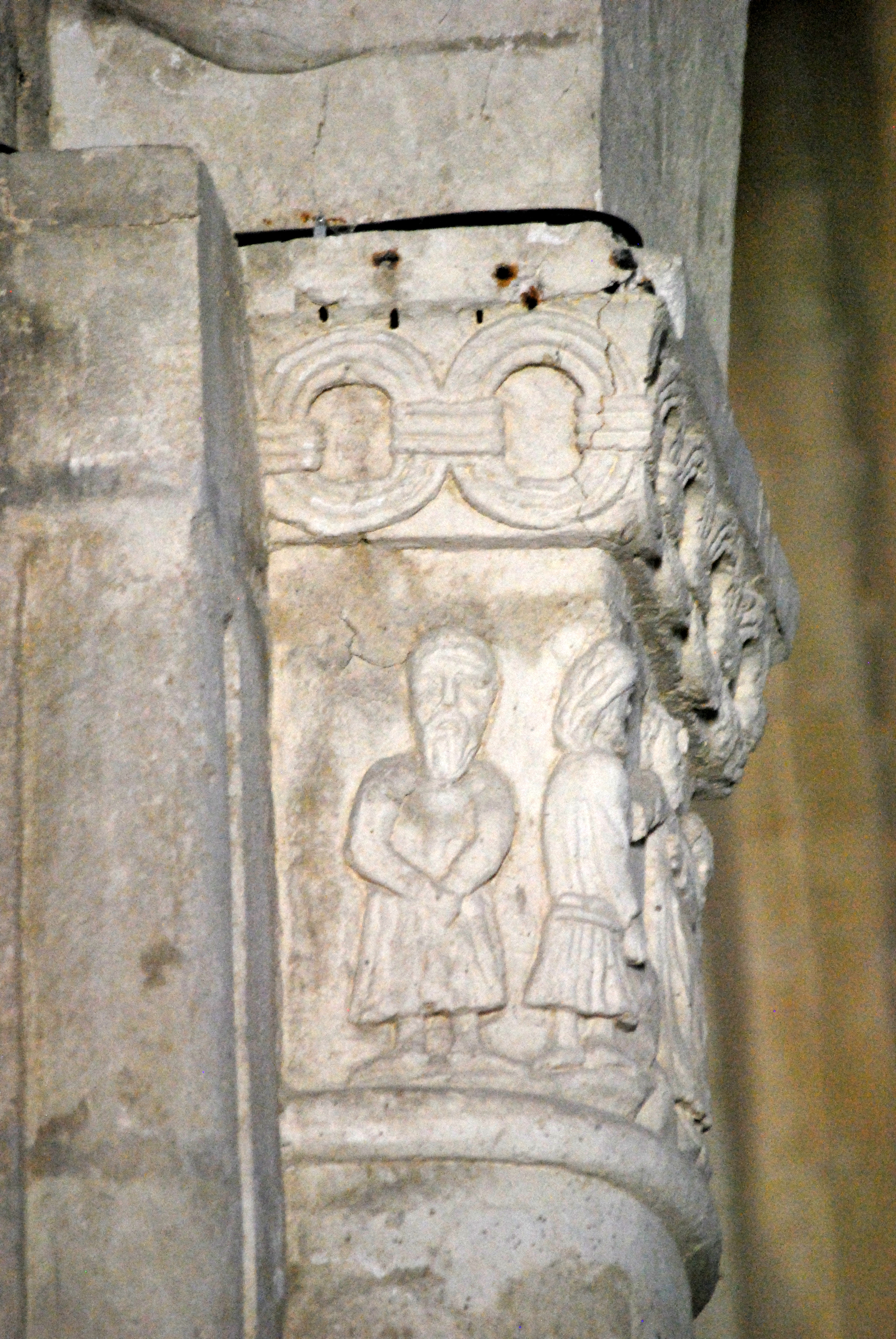
E
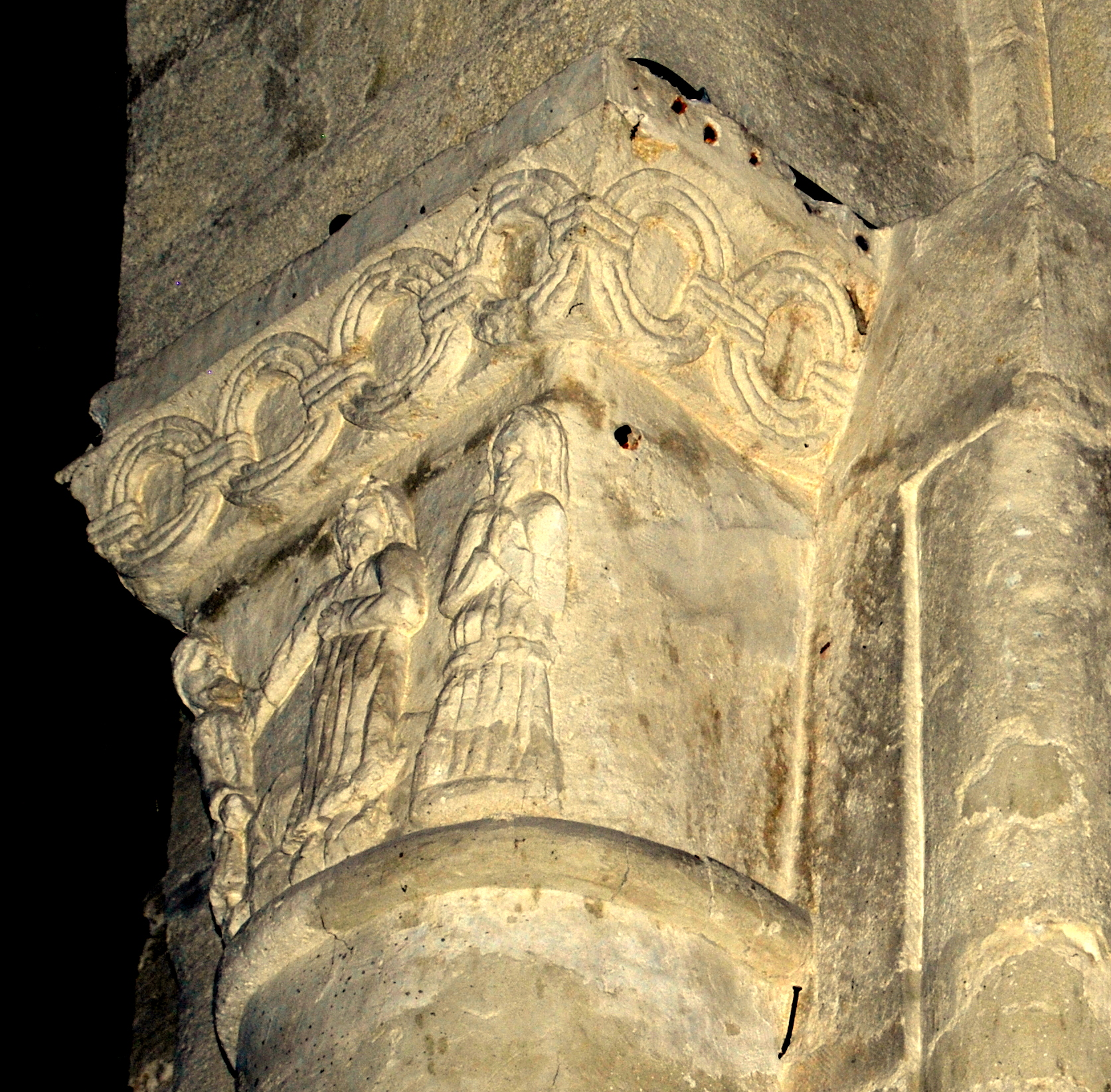
E

Chapiteaux du pilier sud
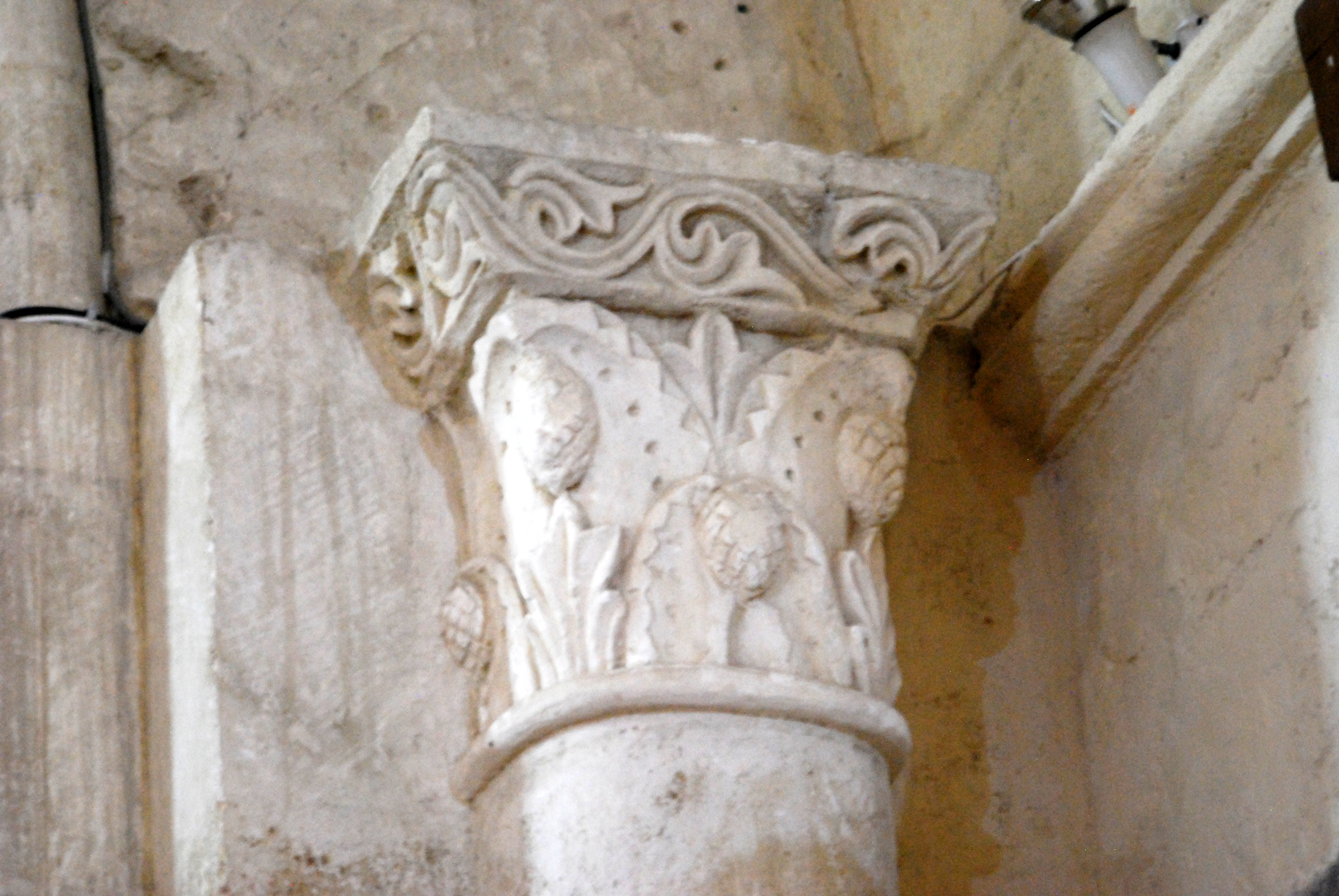
F
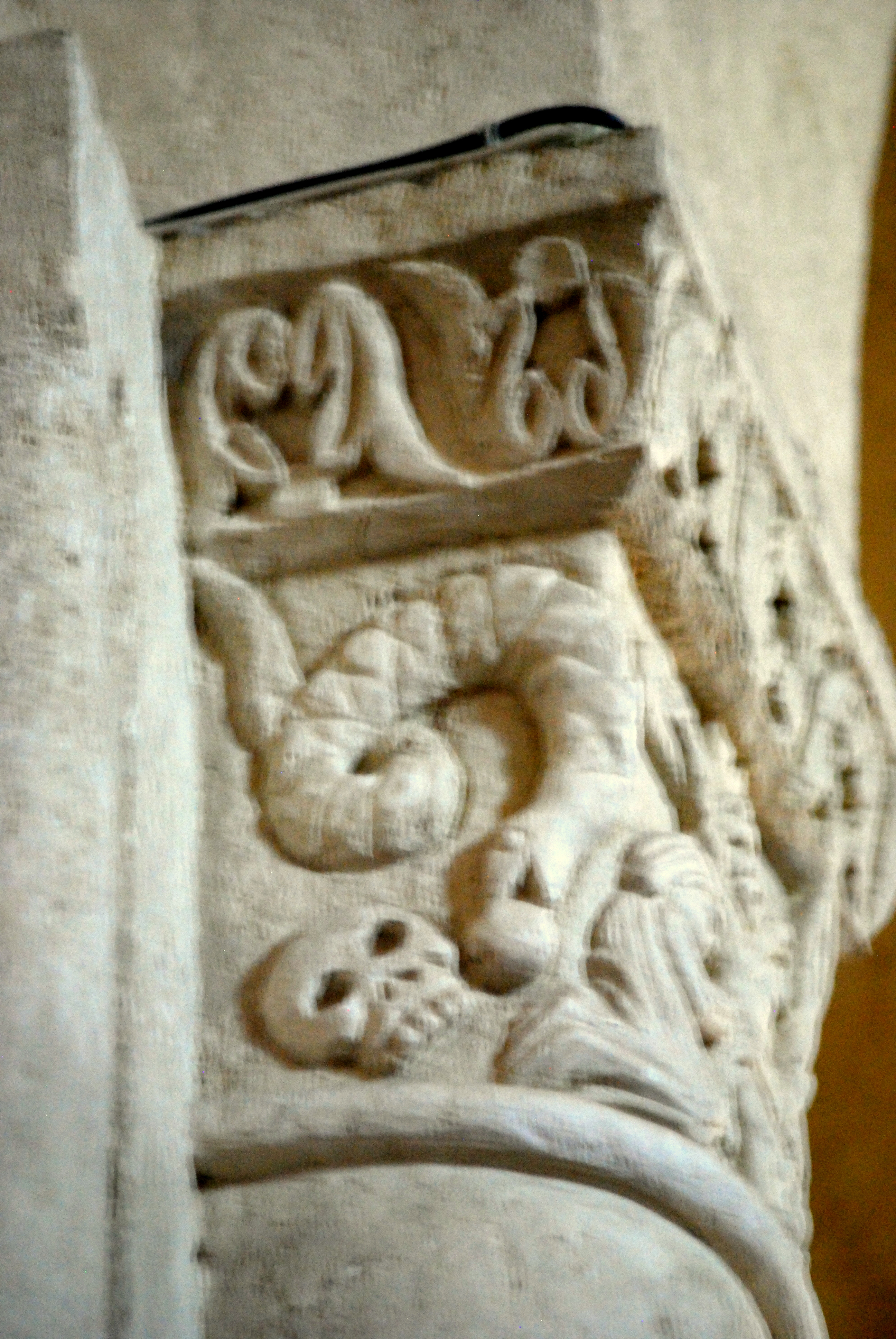
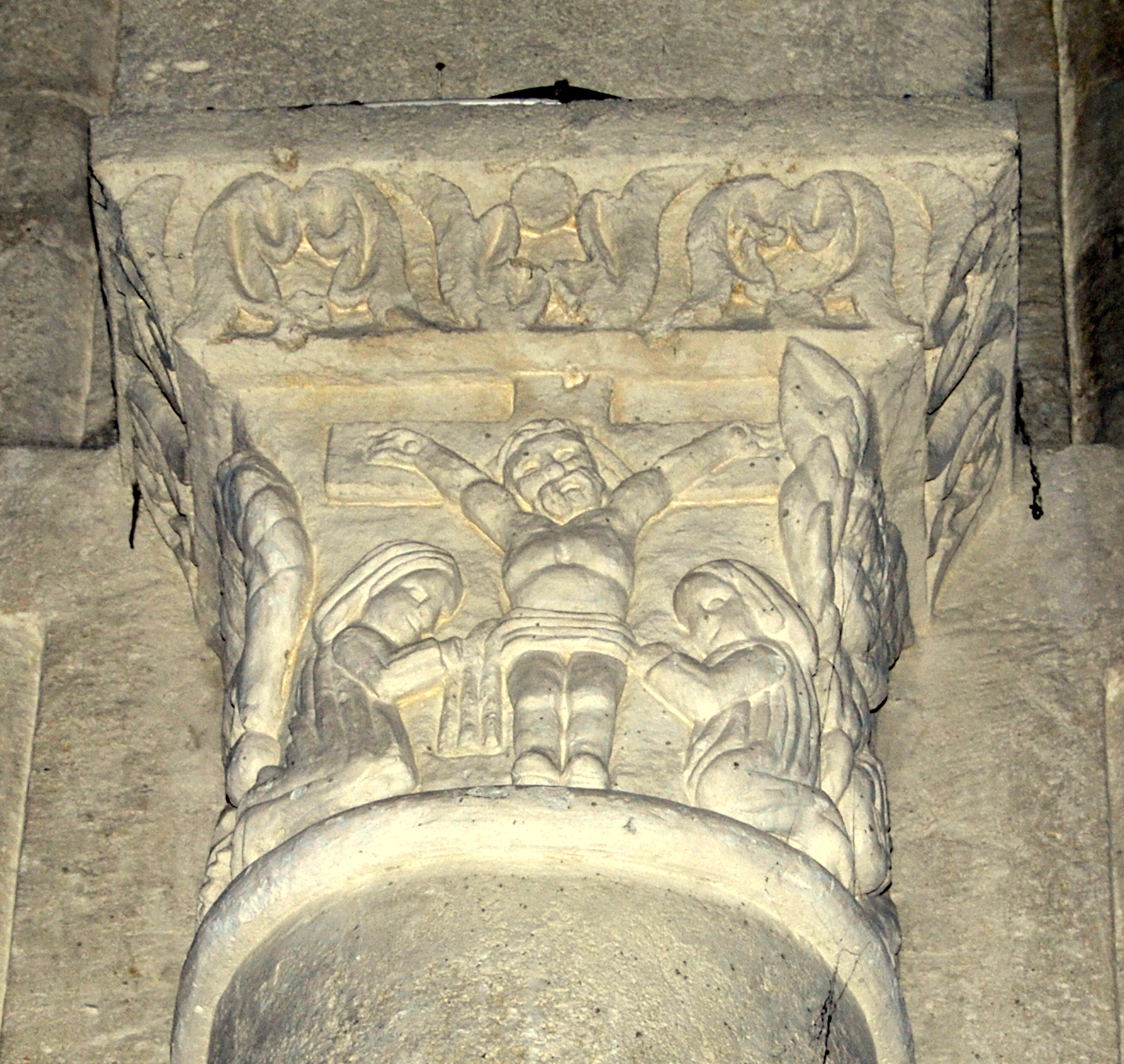
G
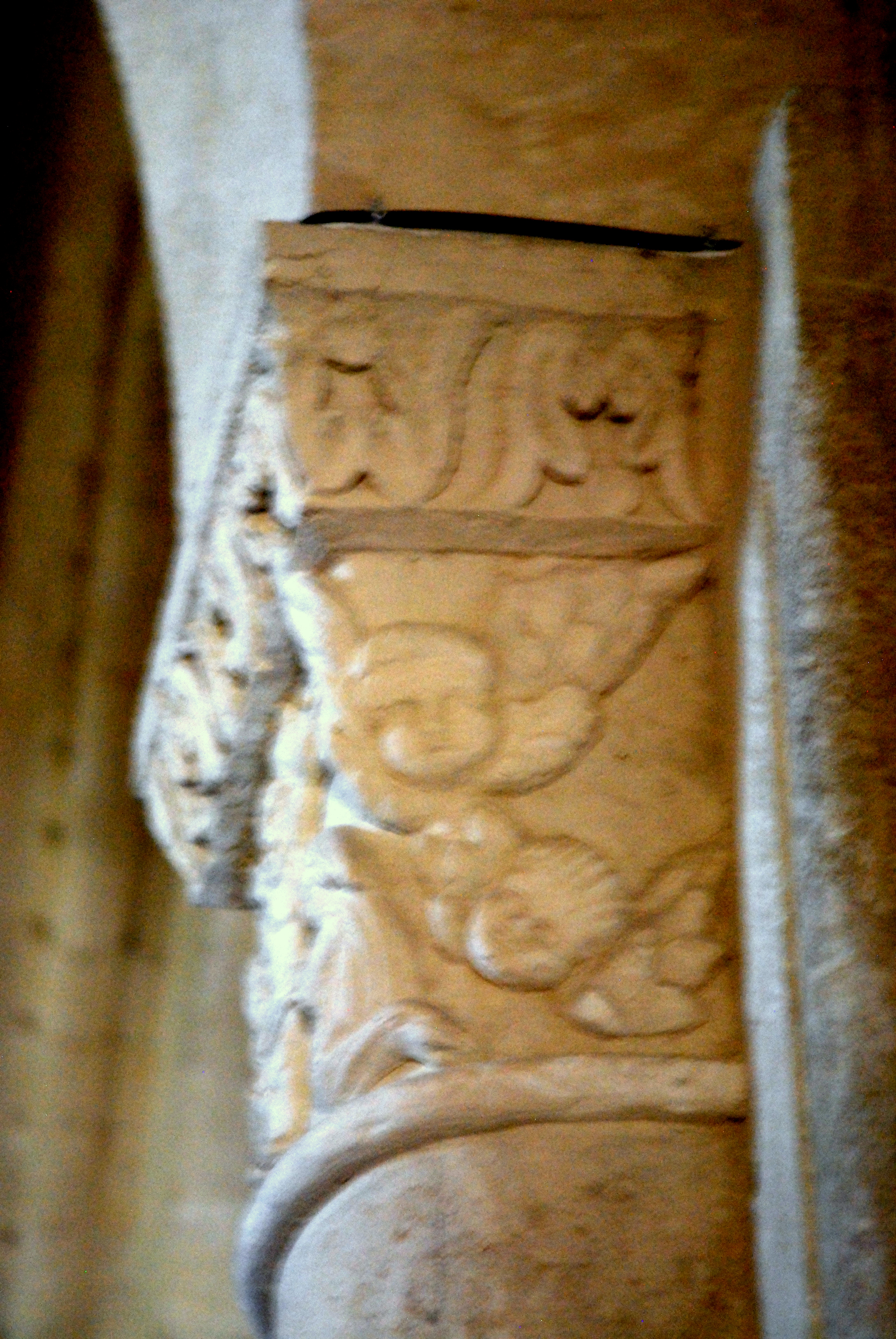

Quatre chapiteaux à décor végétal simple ont été ajoutés dans la nef, deux au sud et deux au nord. Ces chapiteaux sont toutefois d'anciens chapiteaux romans. Le lambris de la nef cachait quatre chapiteaux romans dans les combles et, lors de la restauration et de la mise en place de la nouvelle voûte en pierre, il a été décidé de réutiliser ces chapiteaux en les abaissant.

Chapiteaux de la nef
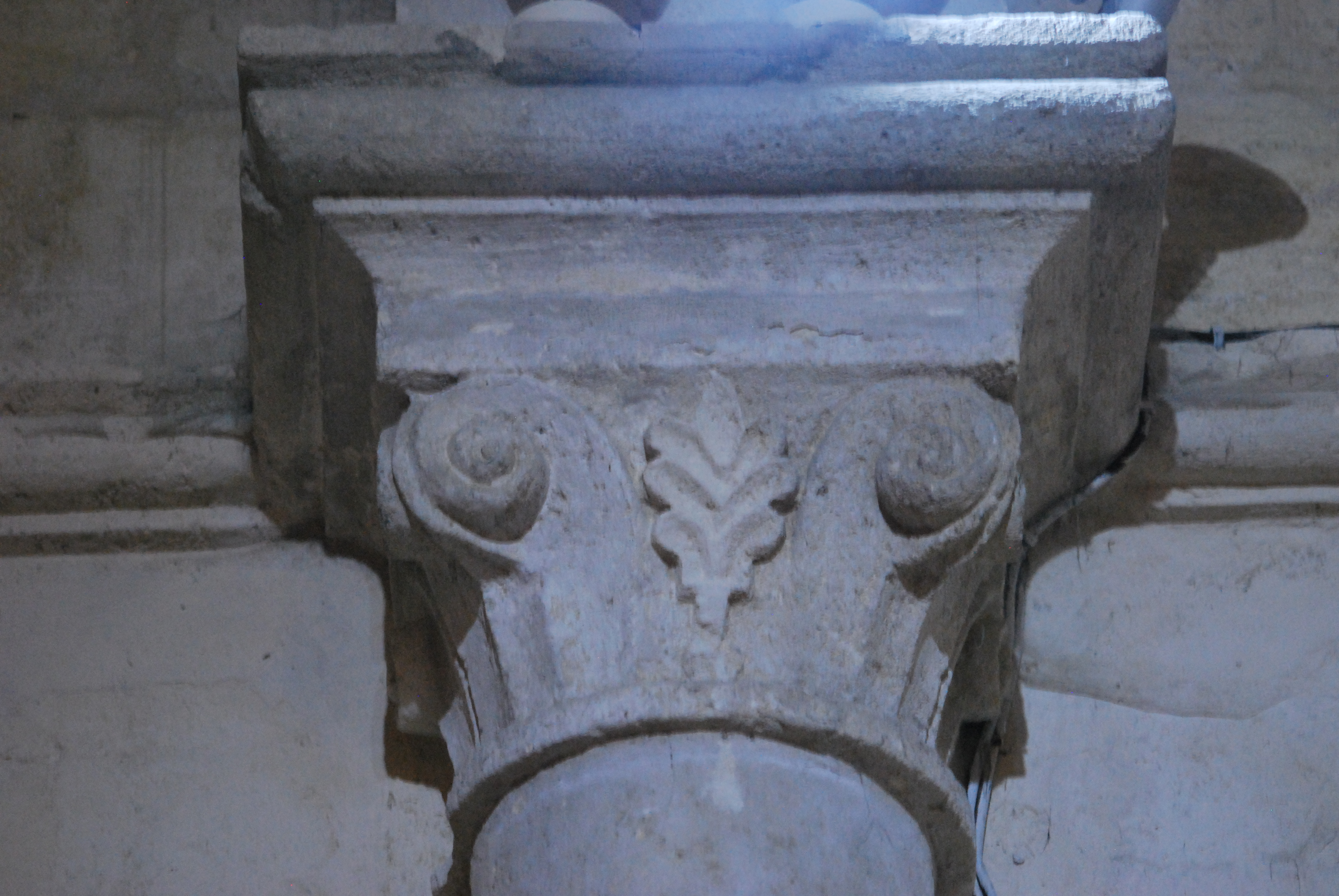
N
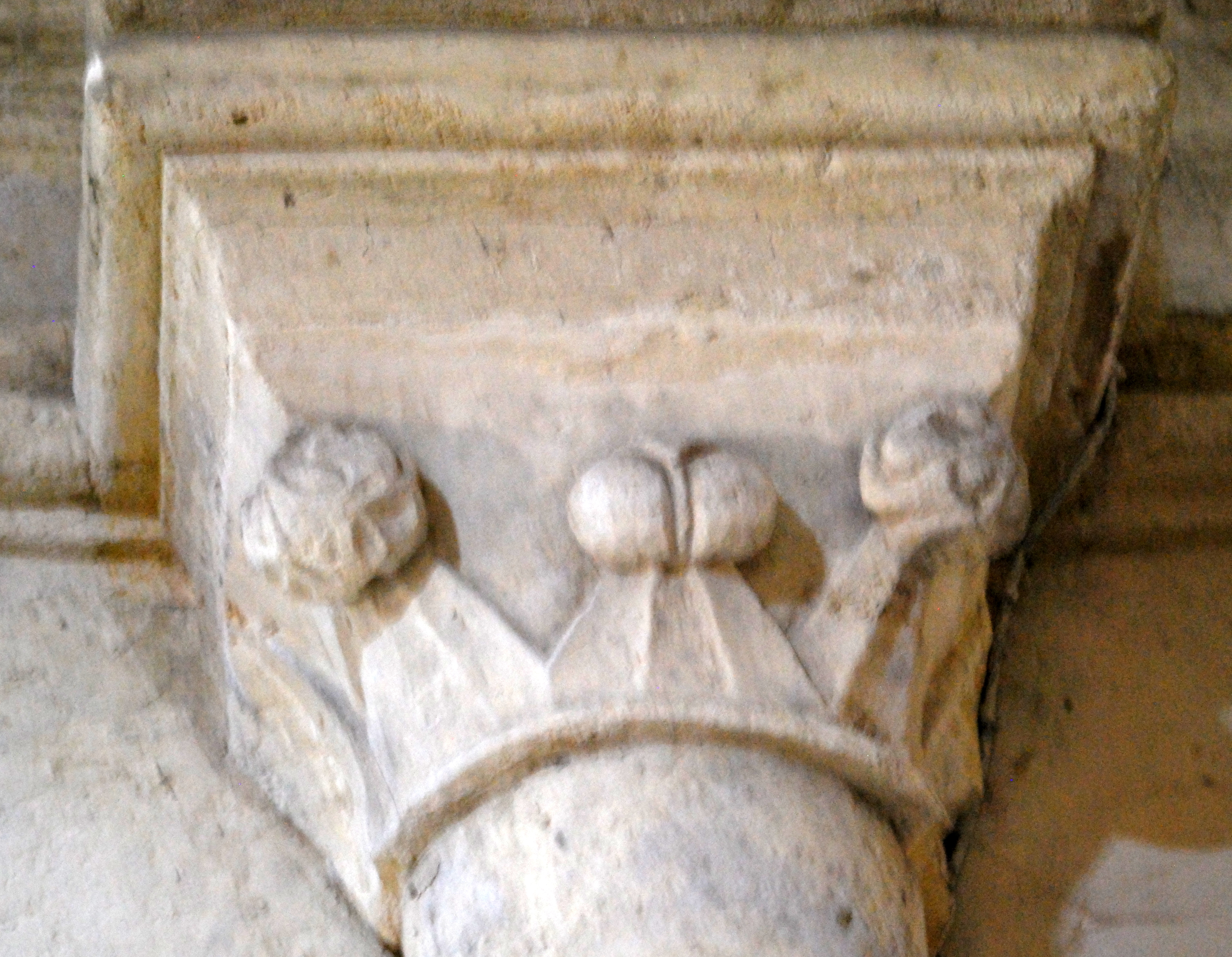
O
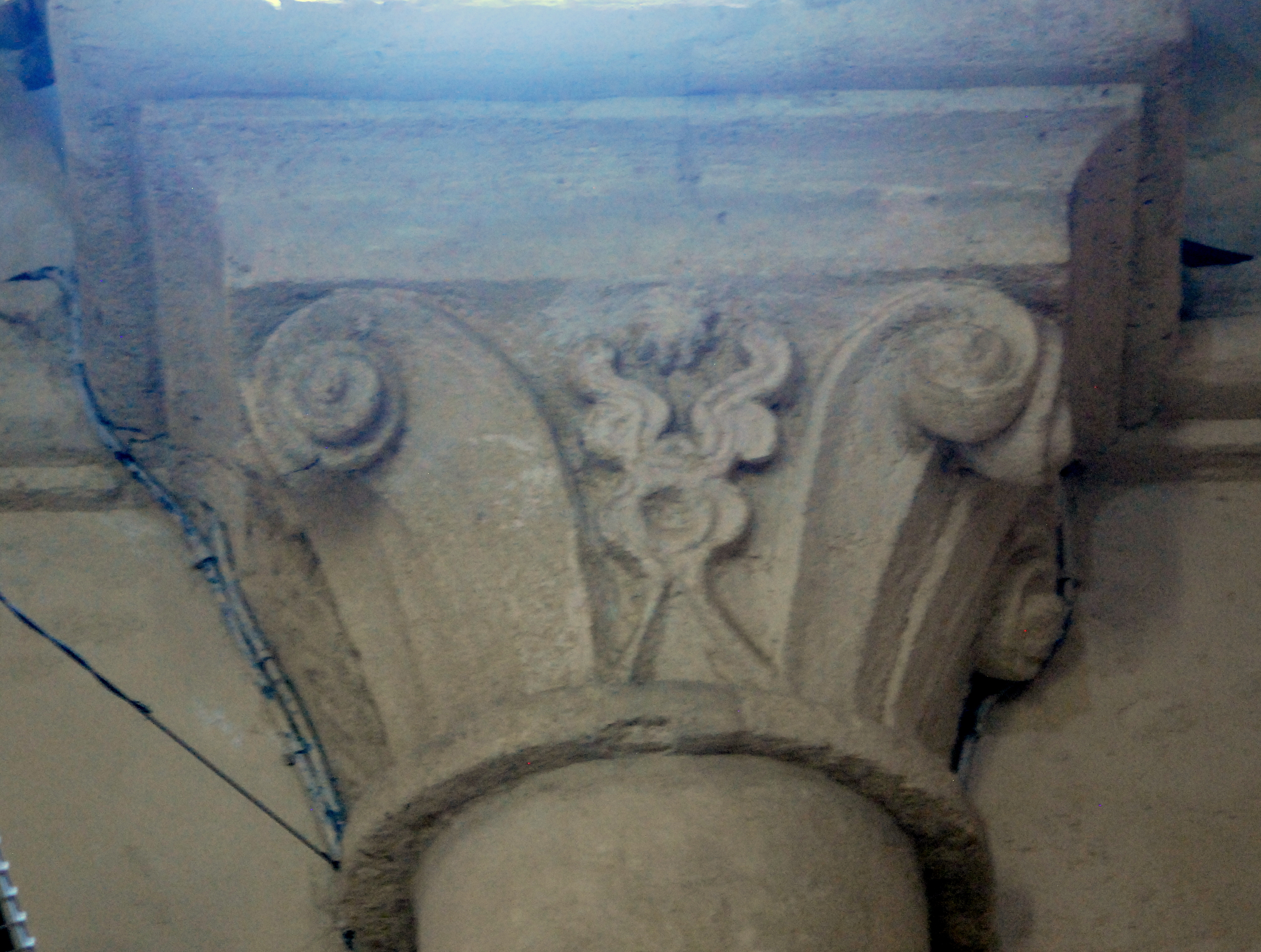
P
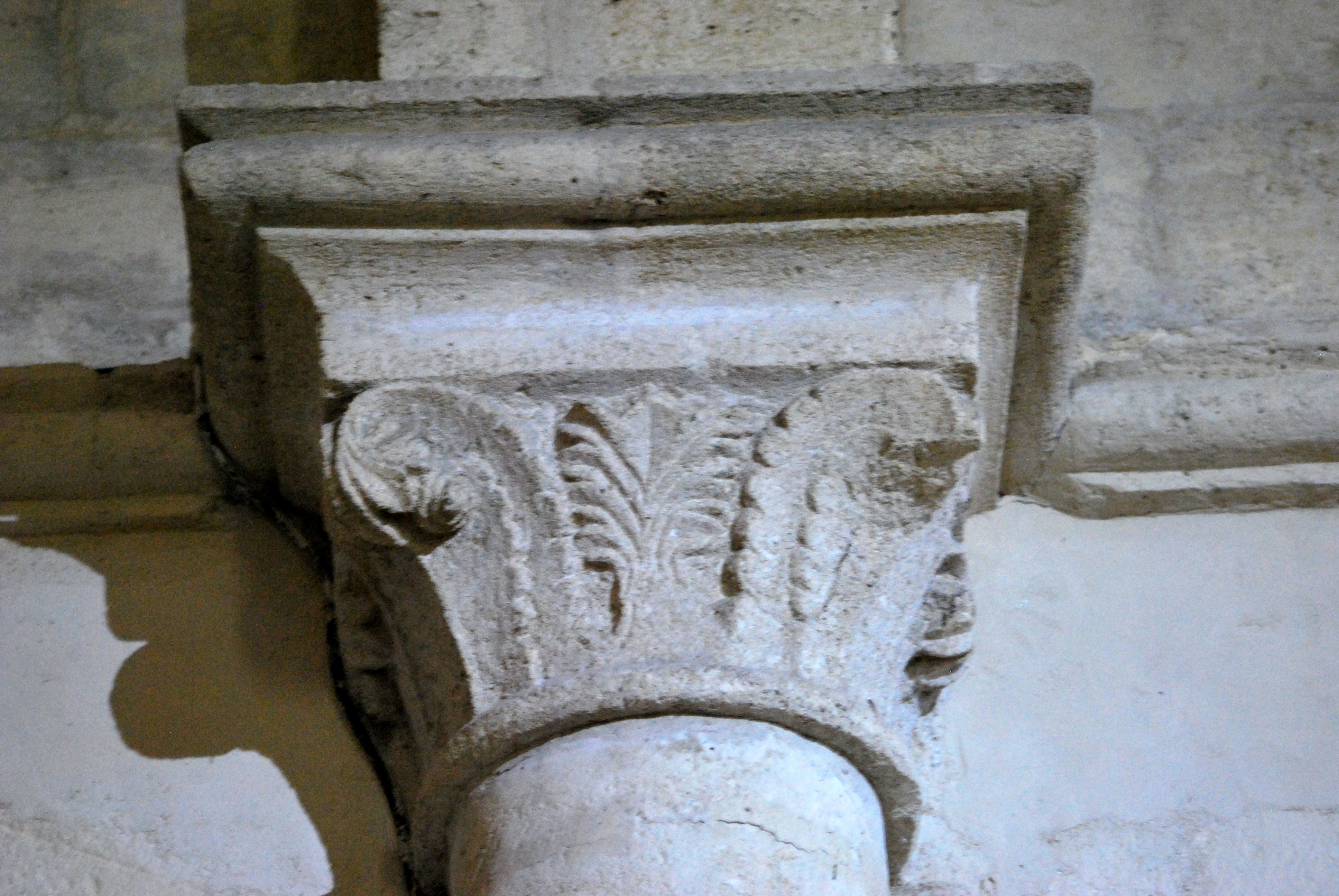
Q

### Les vitraux
La nouvelle voûte cache les étroites fenêtres romanes, mais elles sont toujours visibles à l'extérieur. De nouvelles fenêtres sont percées en 1858, sous les anciennes.

Anciennes et nouvelles fenêtres
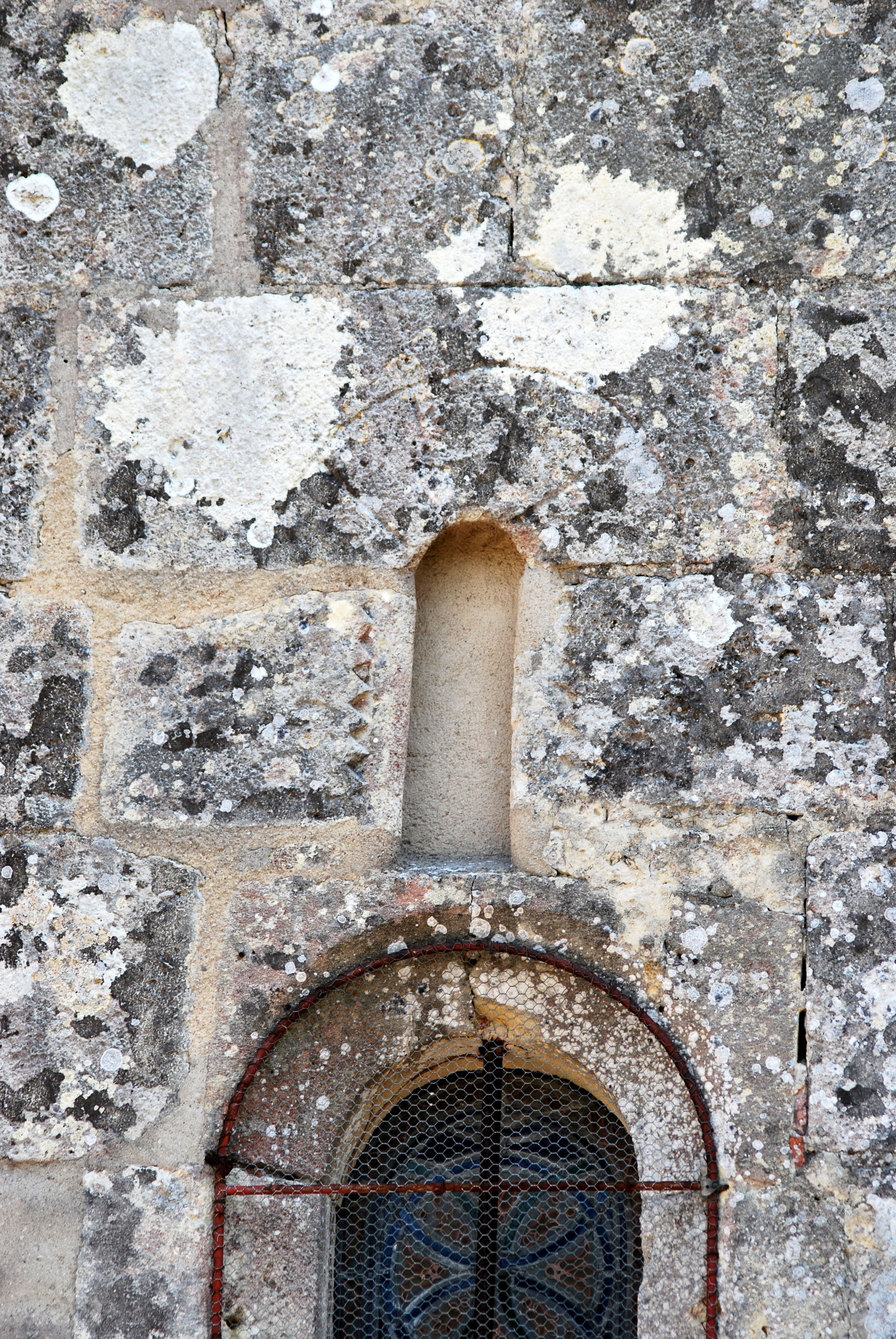
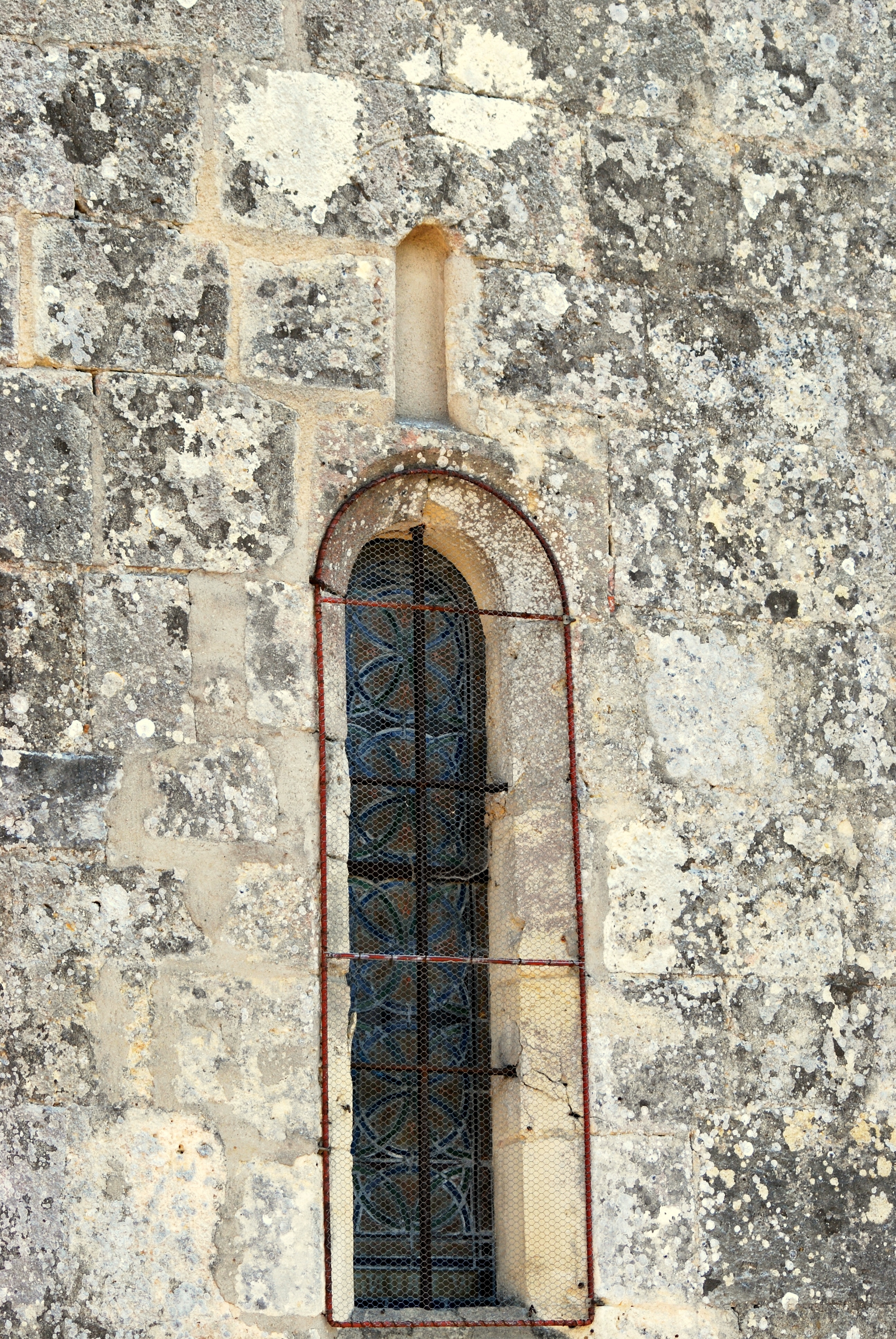
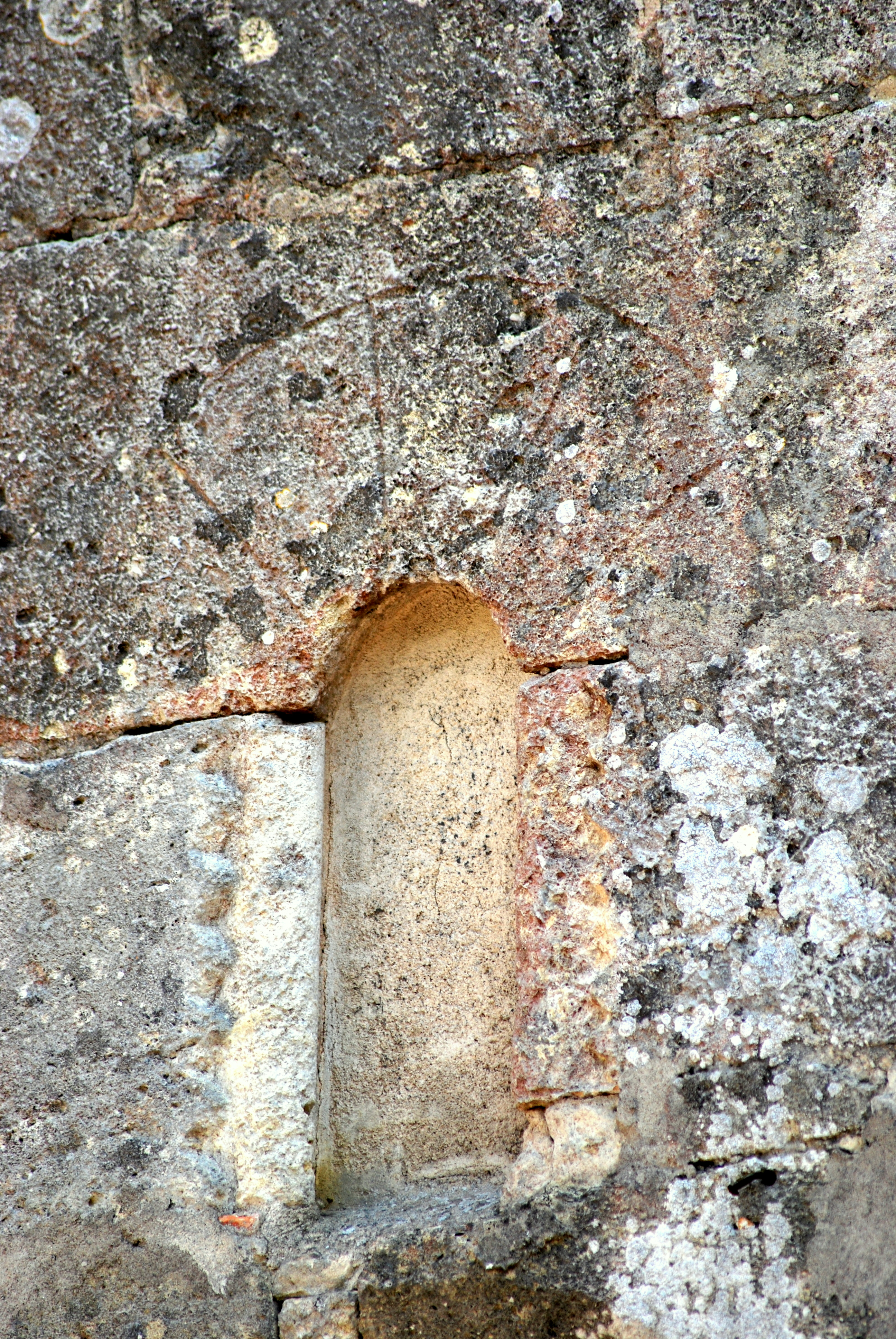
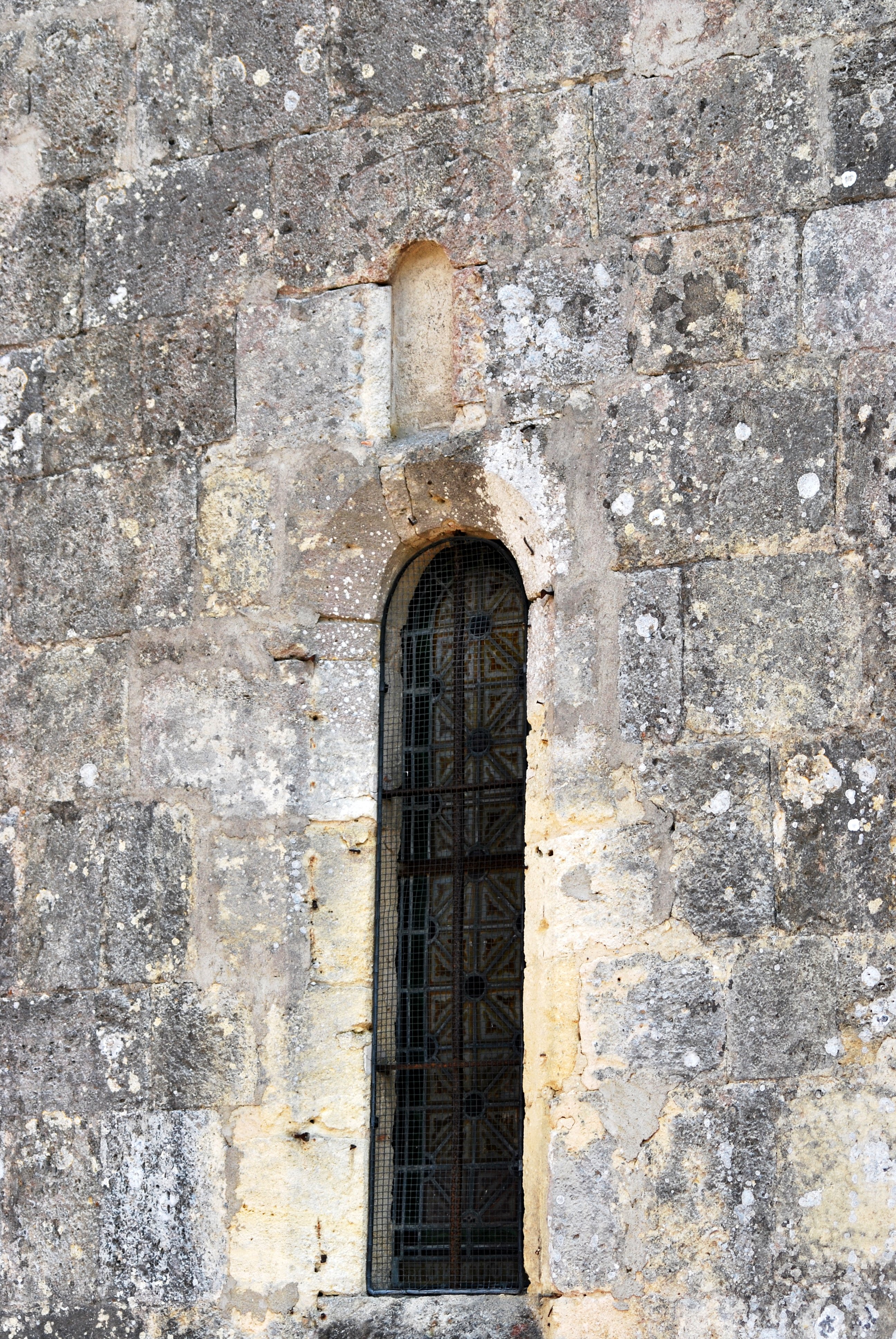

Les vitraux datent cette époque. Quelques-uns portent les noms ou les initiales des donateurs : P.J., A.G., P. Journu, W. Brun. Quant aux fenêtres de la nef, elles étaient, sur le parement extérieur, très étroites et fermées d'un linteau échancré à claveaux simulés : certaines ont été élargies. La fenêtre nord de l'abside et celle de l'absidiole nord donnant sur la sacristie restent invisibles de l'extérieur.

Vitraux du mur sud
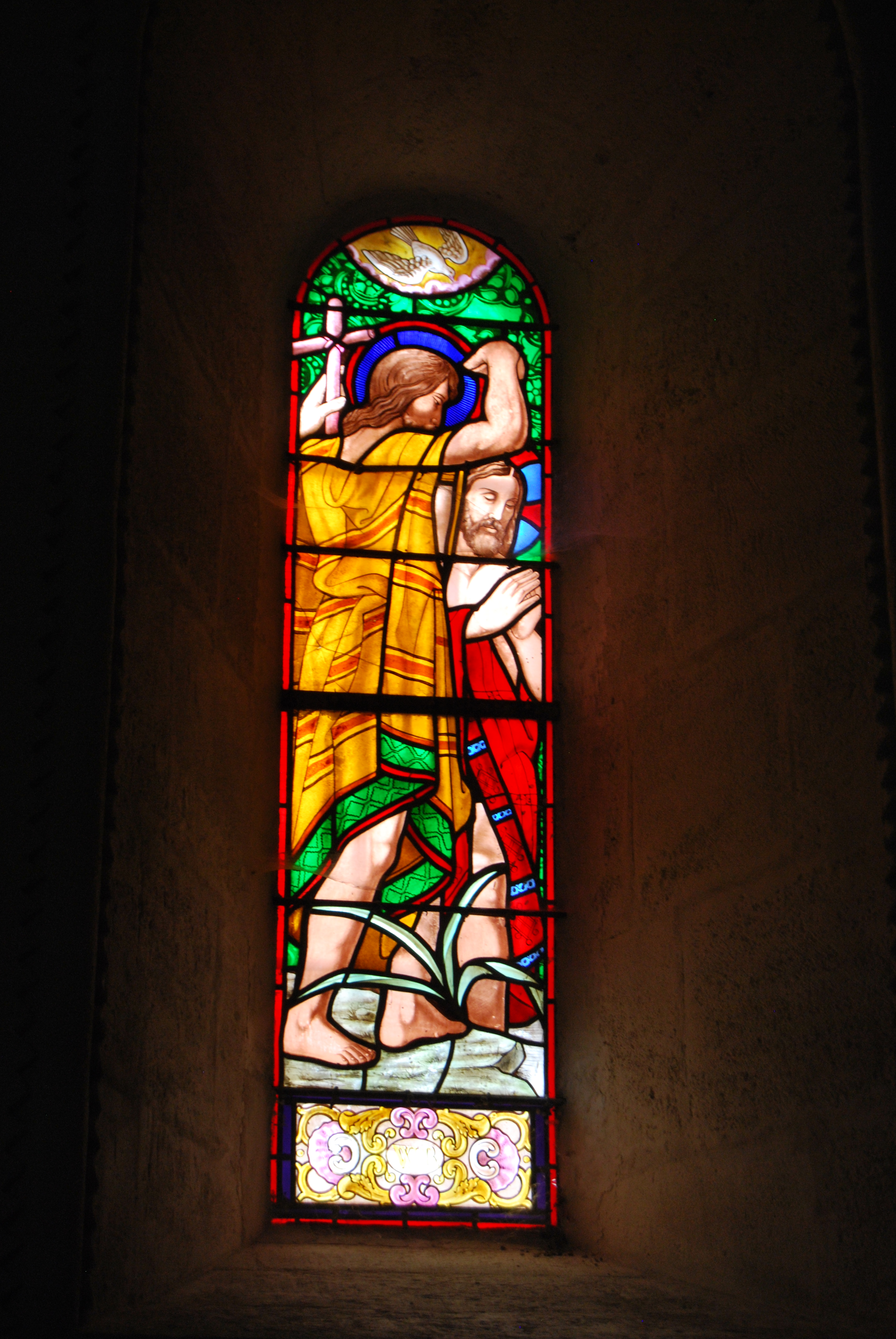
Nef sud 1
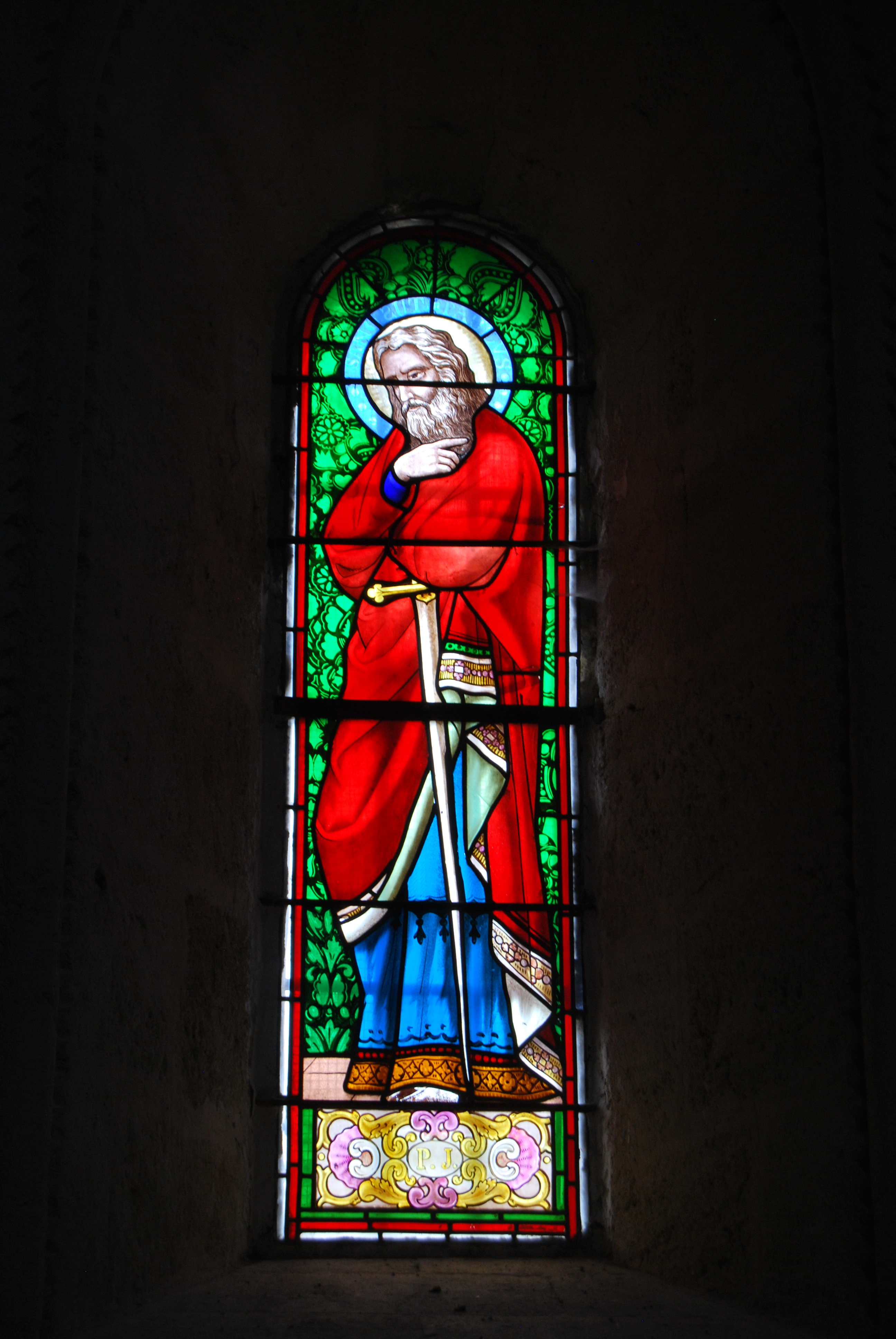
Nef sud 2
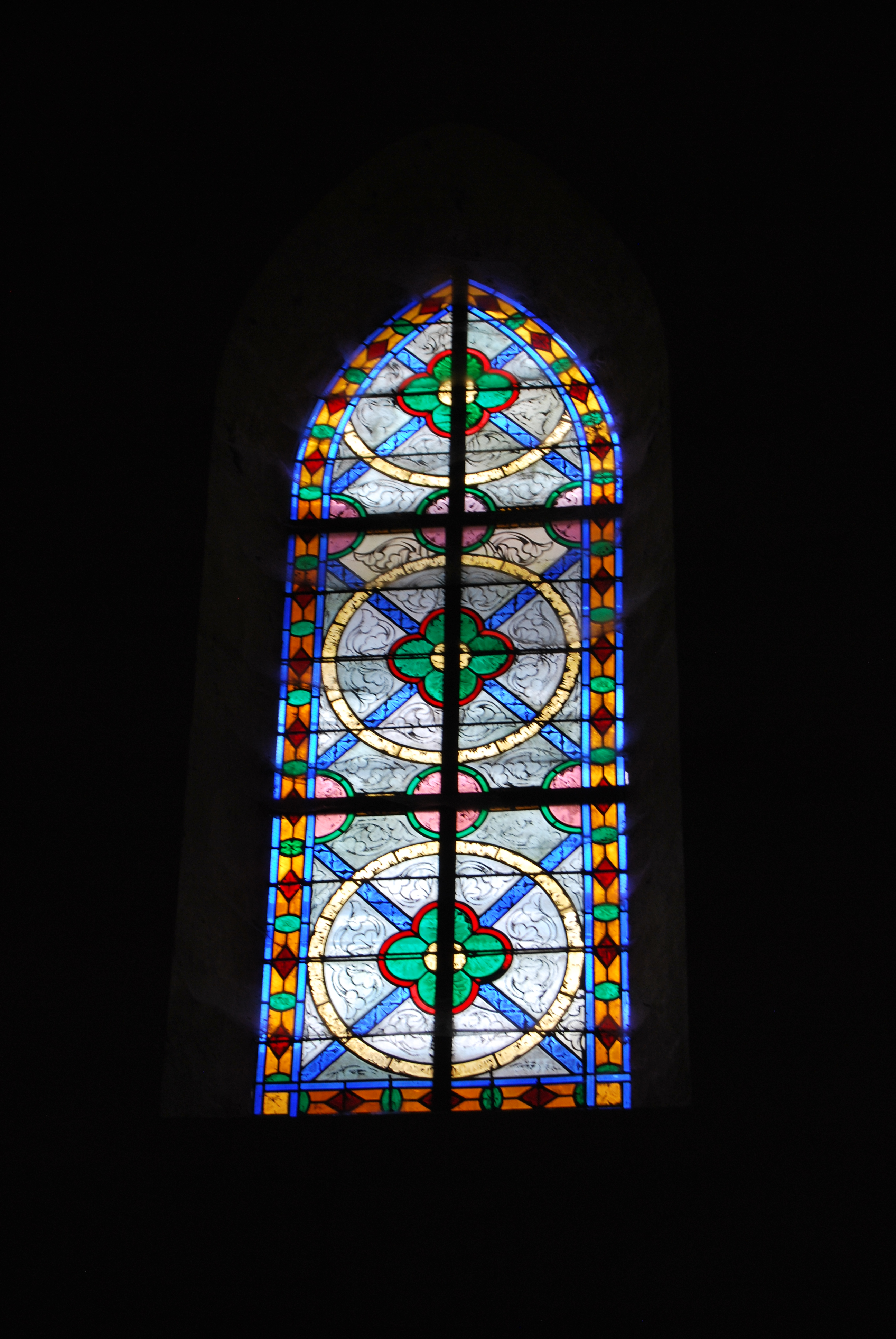
Transept sud
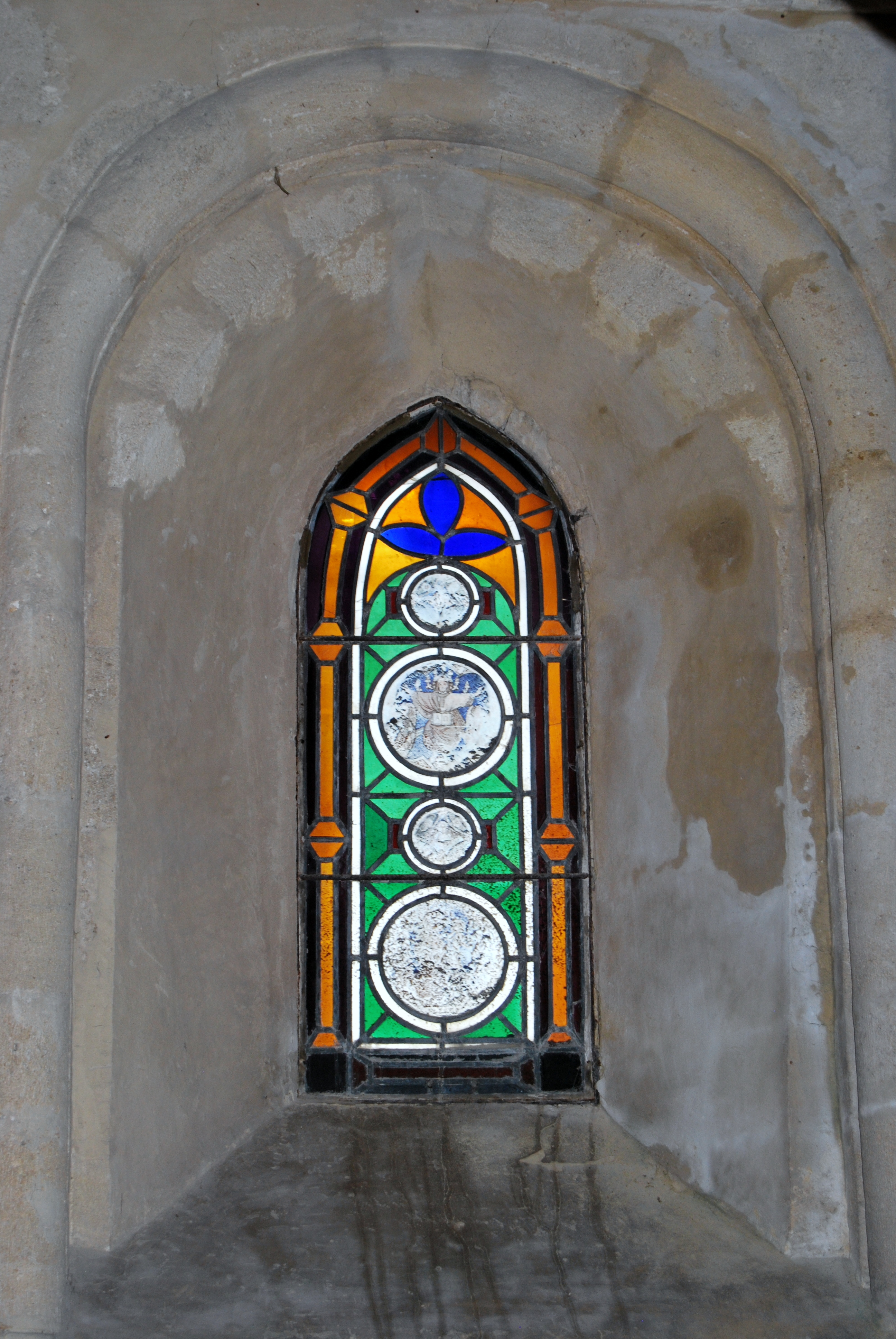
Absidiole sud 1
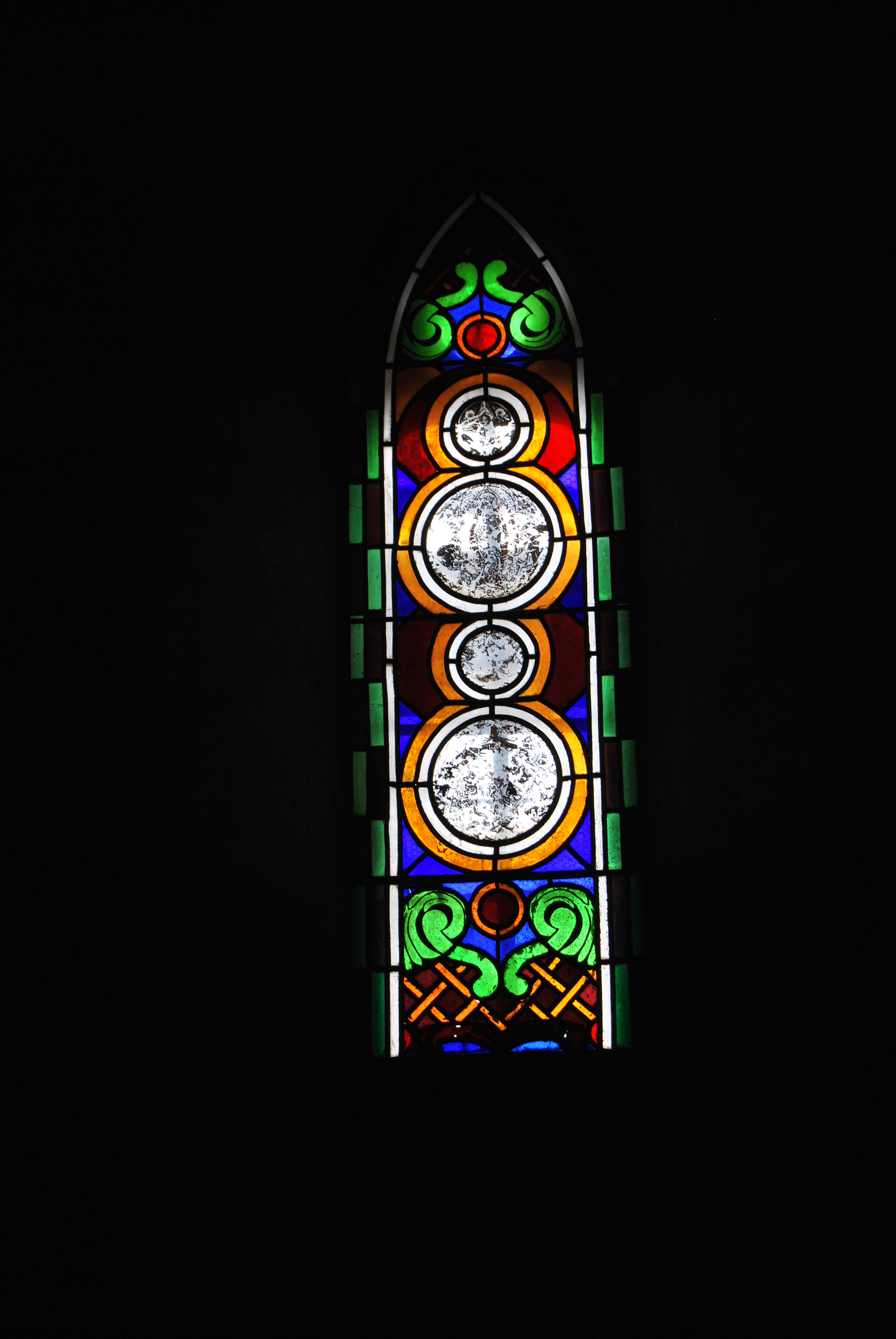
Absidiole sud 2

Vitraux du mur nord
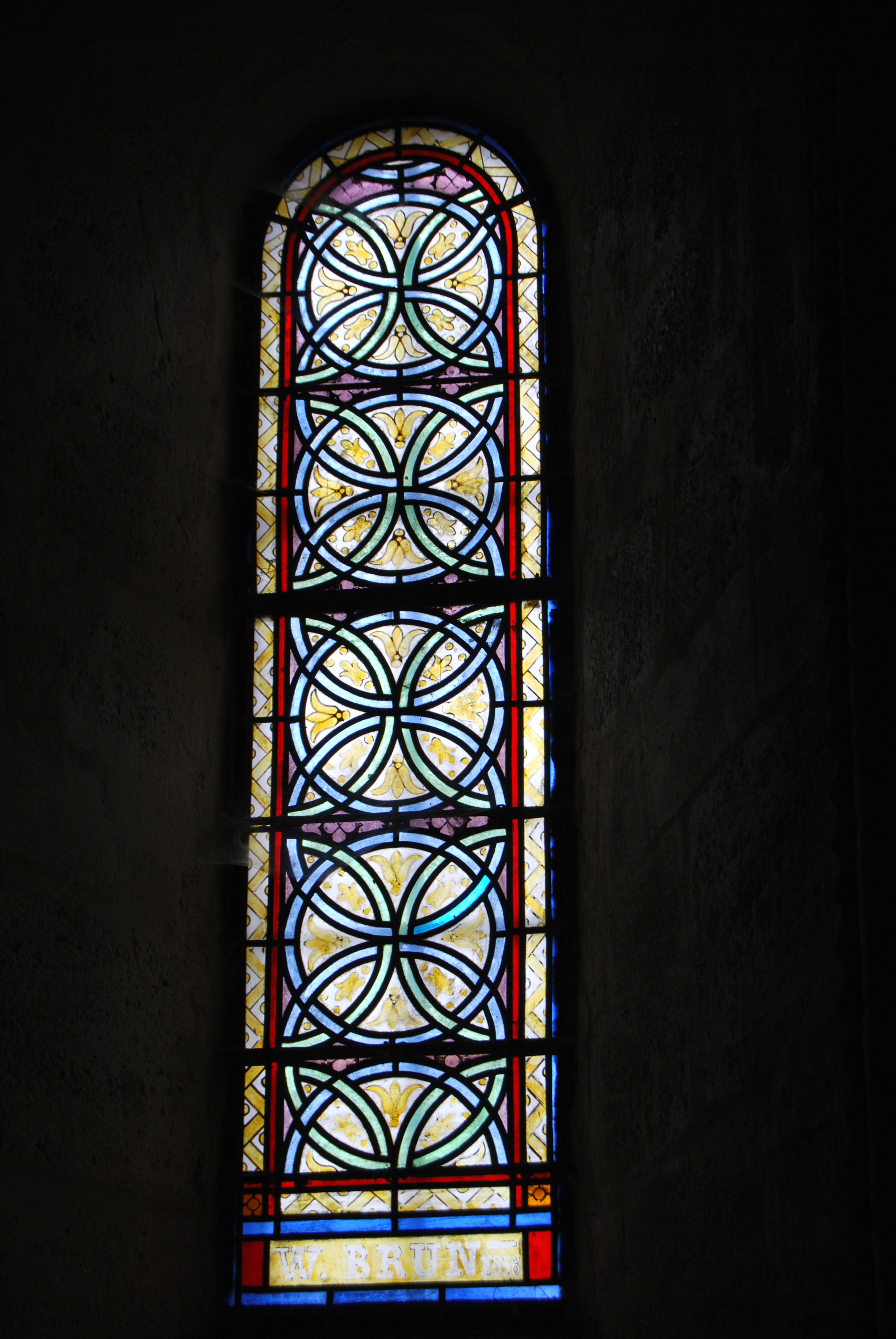
Nef nord 1
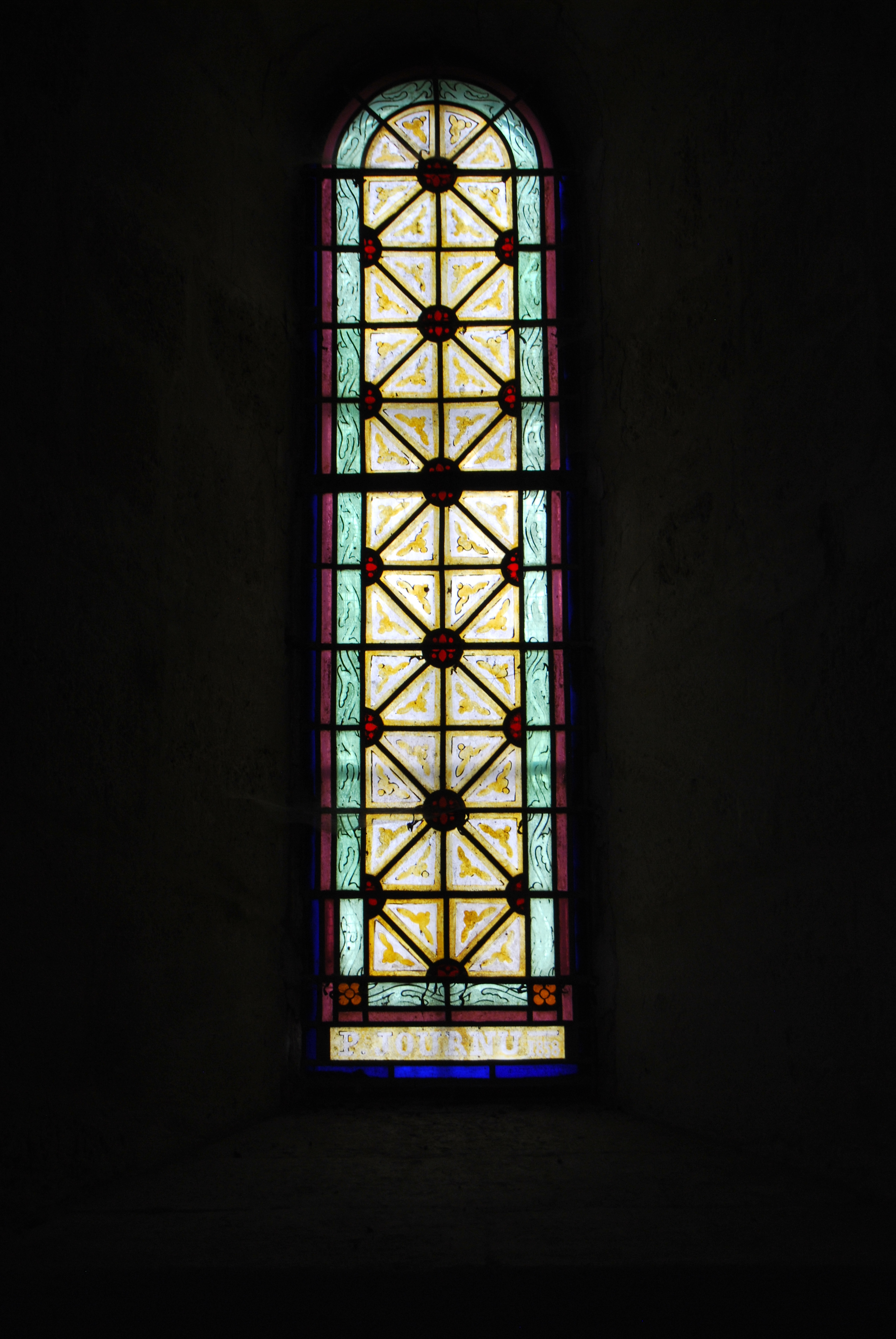
Nef nord 2
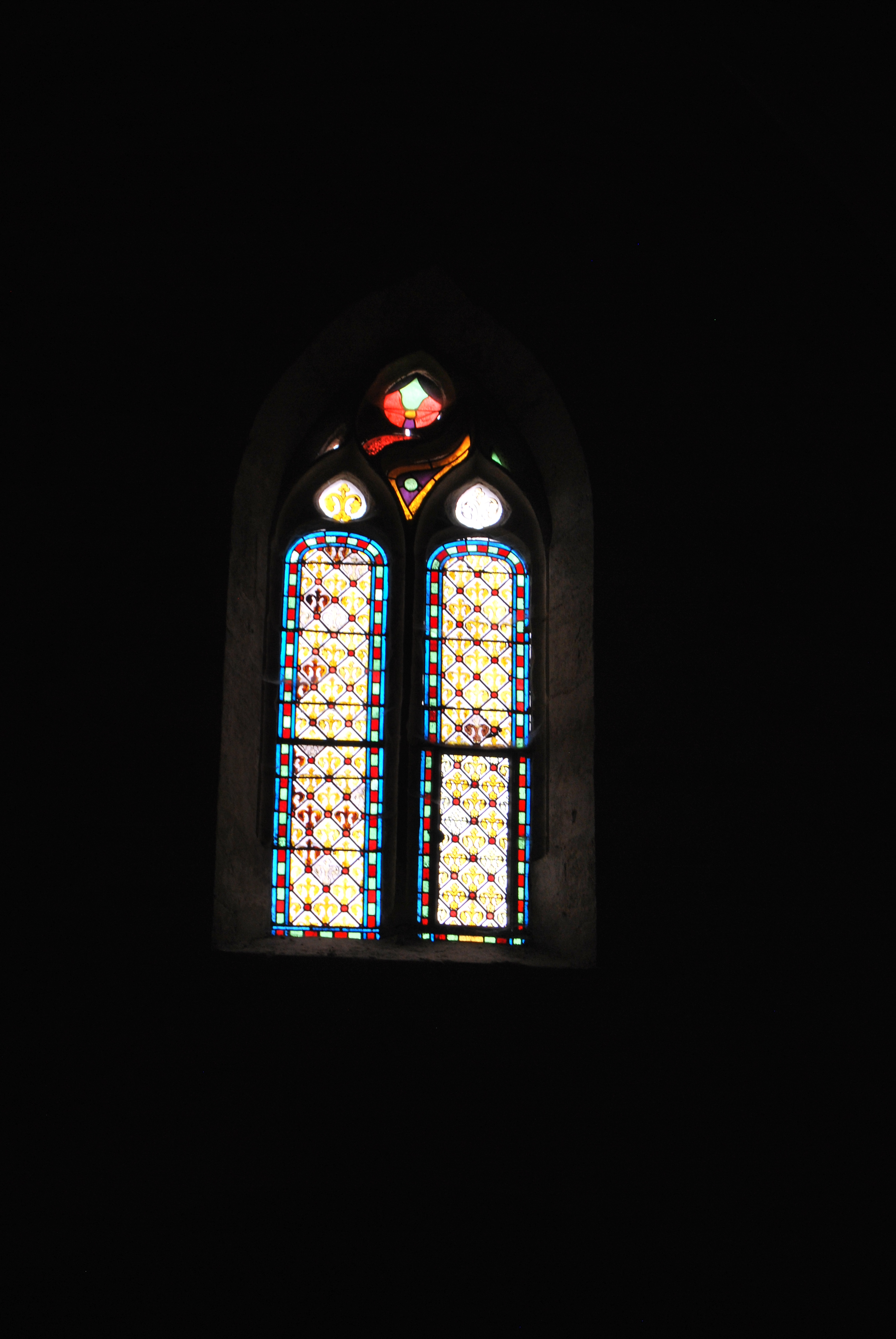
Transept nord
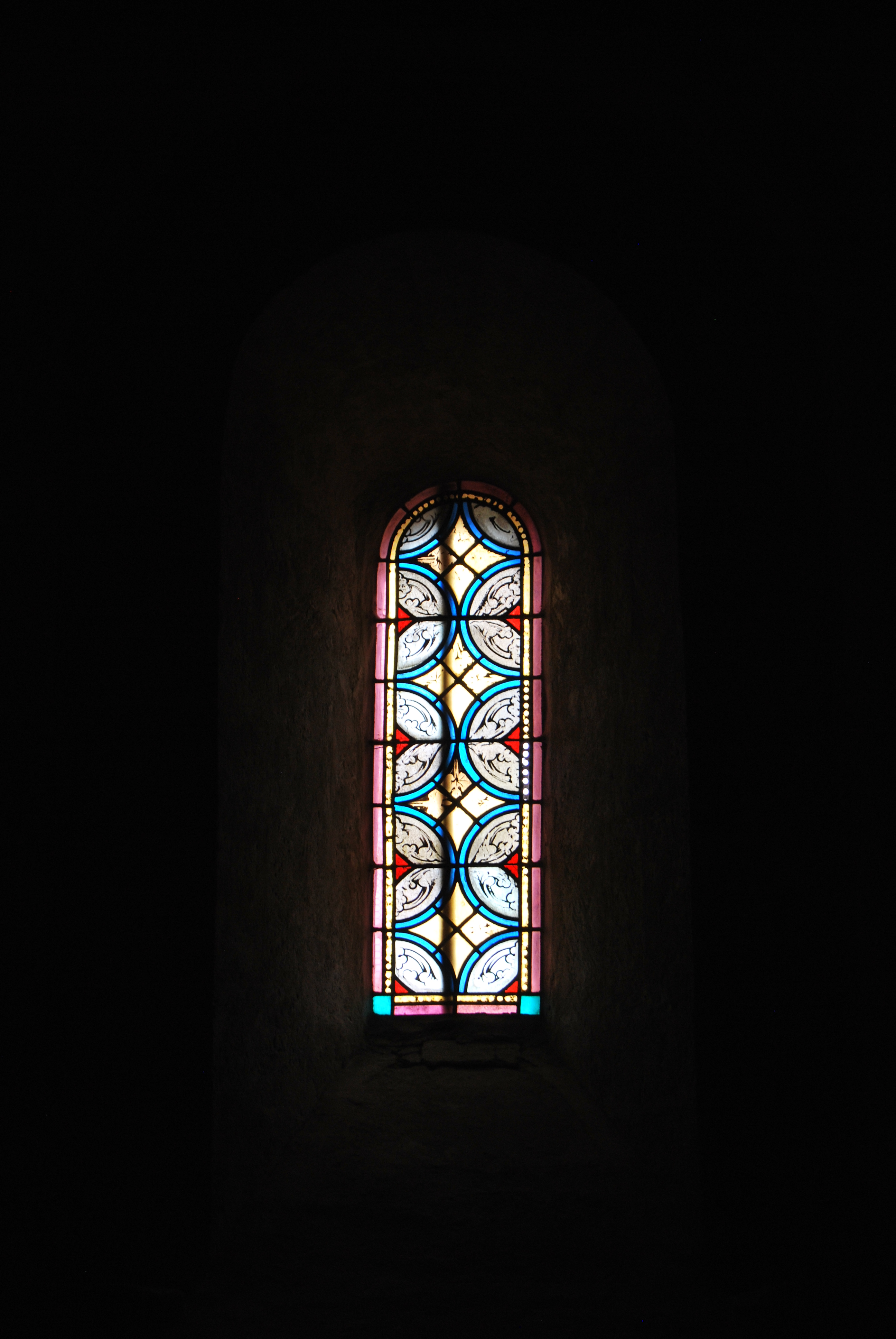
Absidiole nord

Les vitraux du sanctuaire
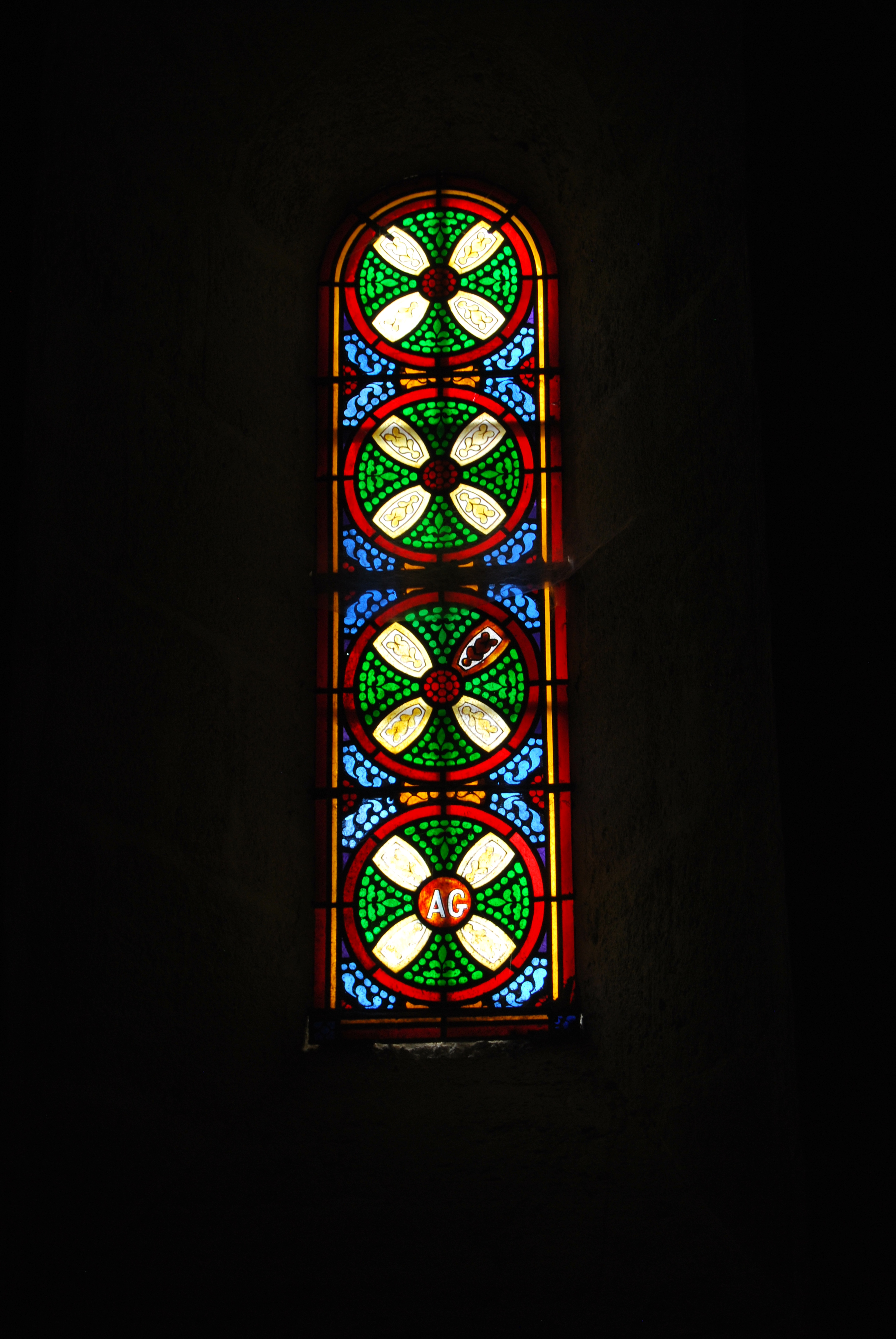
Fenêtre sud
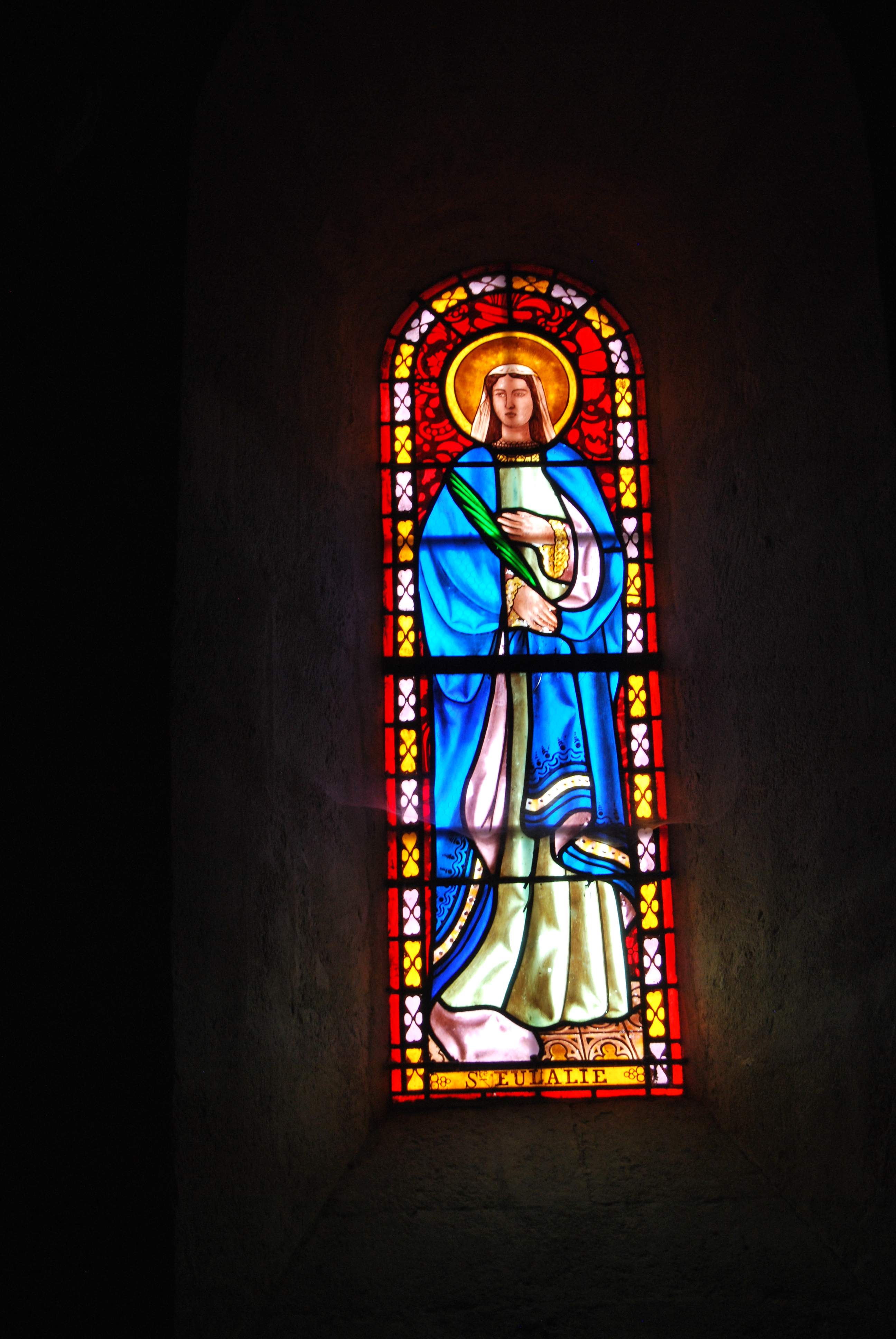
Fenêtre axiale
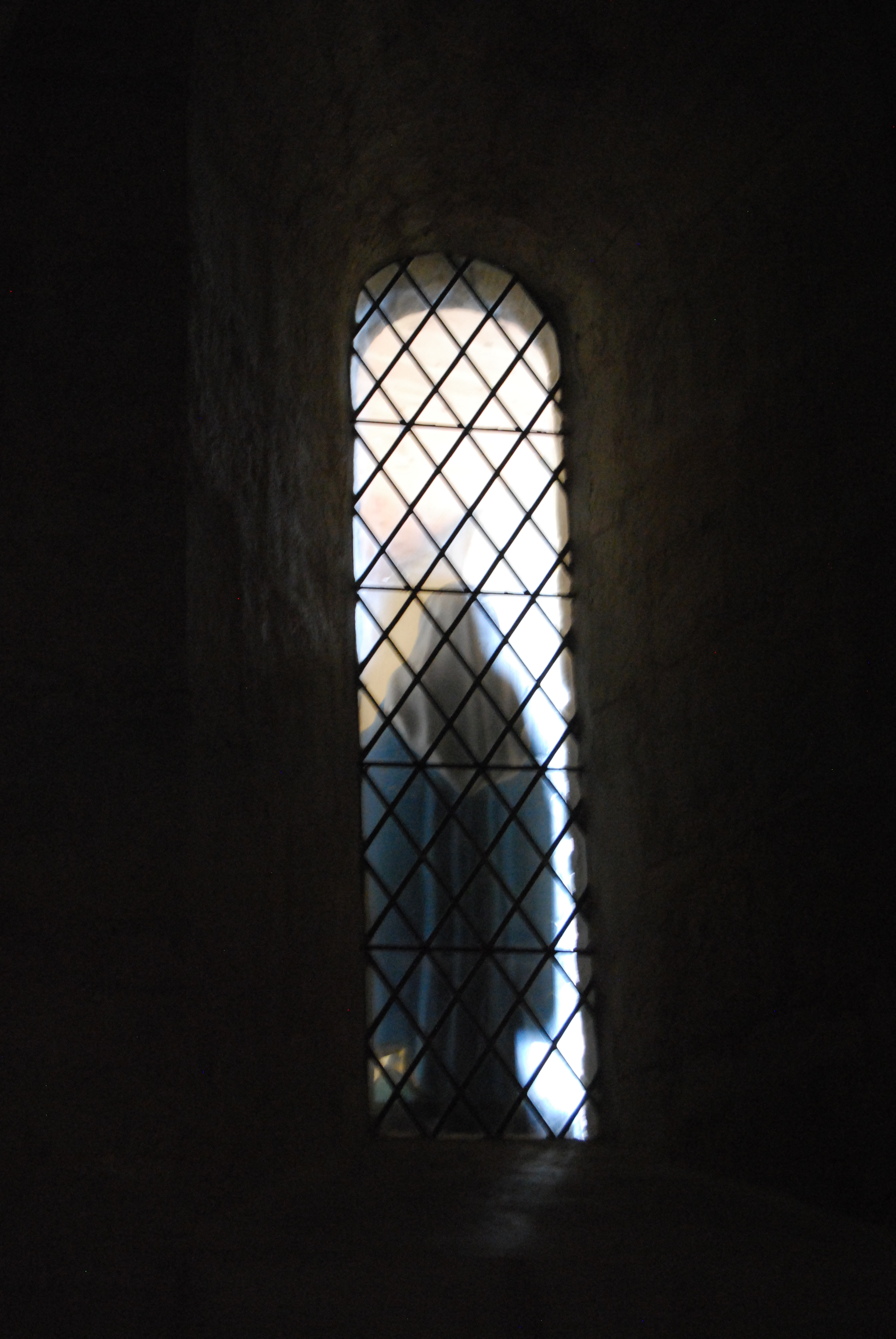
Fenêtre nord